# Paul Klee

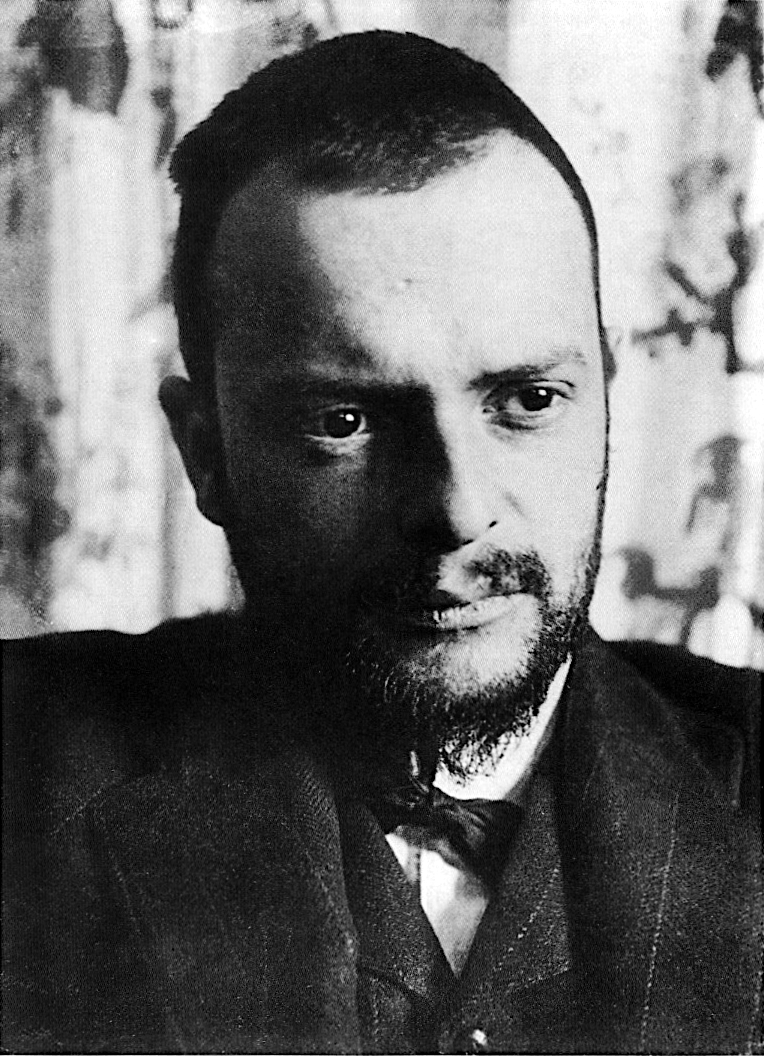
Paul Klee, Fotografie von Alexander Eliasberg, 1911

Paul Ernst Klee (* 18. Dezember 1879 in Münchenbuchsee, Kanton Bern; † 29. Juni 1940 in Muralto, Kanton Tessin) war ein deutscher Maler und Grafiker, dessen vielseitiges Werk dem Expressionismus, Konstruktivismus, Kubismus, Primitivismus und dem Surrealismus zugeordnet wird. Klee stand in engem Kontakt zur Redaktionsgemeinschaft Der Blaue Reiter und zeigte auf ihrer zweiten Ausstellung 1912 grafische Arbeiten. Dem bis zu dieser Zeit hauptsächlich als Grafiker tätigen Künstler verhalf eine 1914 gemeinsam mit August Macke und Louis Moilliet durchgeführte Reise nach Tunesien zu seinem Durchbruch als Maler. Sie wurde als kunstgeschichtlich bedeutende Tunisreise bekannt.
Wie sein Freund, der russische Maler Wassily Kandinsky, lehrte Klee ab 1921 am Bauhaus in Weimar und später in Dessau. Ab 1931 war er Professor an der Kunstakademie Düsseldorf. Nach der Machtergreifung durch die Nationalsozialisten wurde er entlassen und ging zurück nach Bern, wo er als Sohn eines deutschen Vaters und einer Schweizer Mutter aufgewachsen war. Dort entstand während der letzten Jahre ab dem Jahr 1934 trotz wachsender Belastung durch eine schwere Krankheit ein umfangreiches Spätwerk. Neben seinem künstlerischen Werk verfasste er kunsttheoretische Schriften wie beispielsweise Schöpferische Konfession (1920) und Pädagogisches Skizzenbuch (1925). Paul Klee gehört zu den bedeutendsten bildenden Künstlern der Klassischen Moderne des 20. Jahrhunderts.

## Leben

### Kindheit und Schulzeit

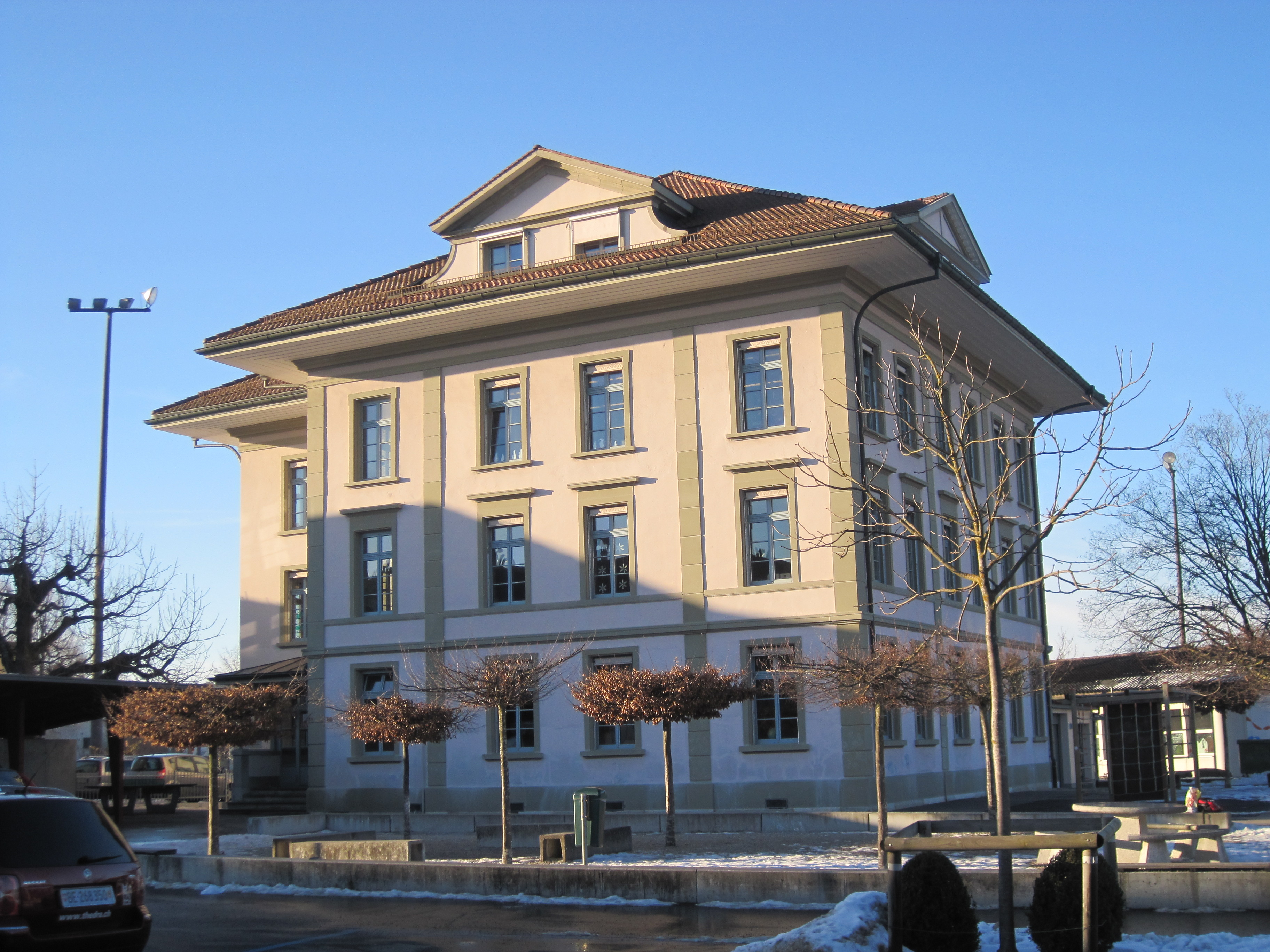
Paul Klees Geburtshaus; heutiges Paul-Klee-Schulhaus in Münchenbuchsee

Paul Klee war das zweite Kind des deutschen Musiklehrers Hans Wilhelm Klee (1849–1940) und der Schweizer Sängerin Ida Marie Klee, geb. Frick (1855–1921). Seine Schwester Mathilde († 6. September 1953) kam am 28. Januar 1876 in Walzenhausen zur Welt. Der Vater stammte aus Tann (Rhön) und studierte am Stuttgarter Konservatorium Gesang, Klavier, Orgel und Violine. Dort lernte er seine spätere Frau Ida Frick kennen. Bis 1931 wirkte Hans Wilhelm Klee als Musiklehrer am Bernischen Staatsseminar in Hofwil bei Bern. Diesem Umstand war es zu verdanken, dass Klee durch das Elternhaus seine musikalischen Fähigkeiten entwickeln konnte; sie begleiteten und inspirierten ihn bis an sein Lebensende.

Paul Klee als Schüler, 1892

Im Jahr 1880 zog die Familie nach Bern, wo sie 1897 nach mehreren Wohnungswechseln ein eigenes Haus im Kirchenfeldquartier bezog. Von 1886 bis 1890 besuchte Klee die Primarschule und erhielt mit sieben Jahren Geigenunterricht an der Städtischen Musikschule. Das Geigenspiel beherrschte er bald so meisterhaft, dass er bereits als Elfjähriger als außerordentliches Mitglied bei der Bernischen Musikgesellschaft spielen durfte.

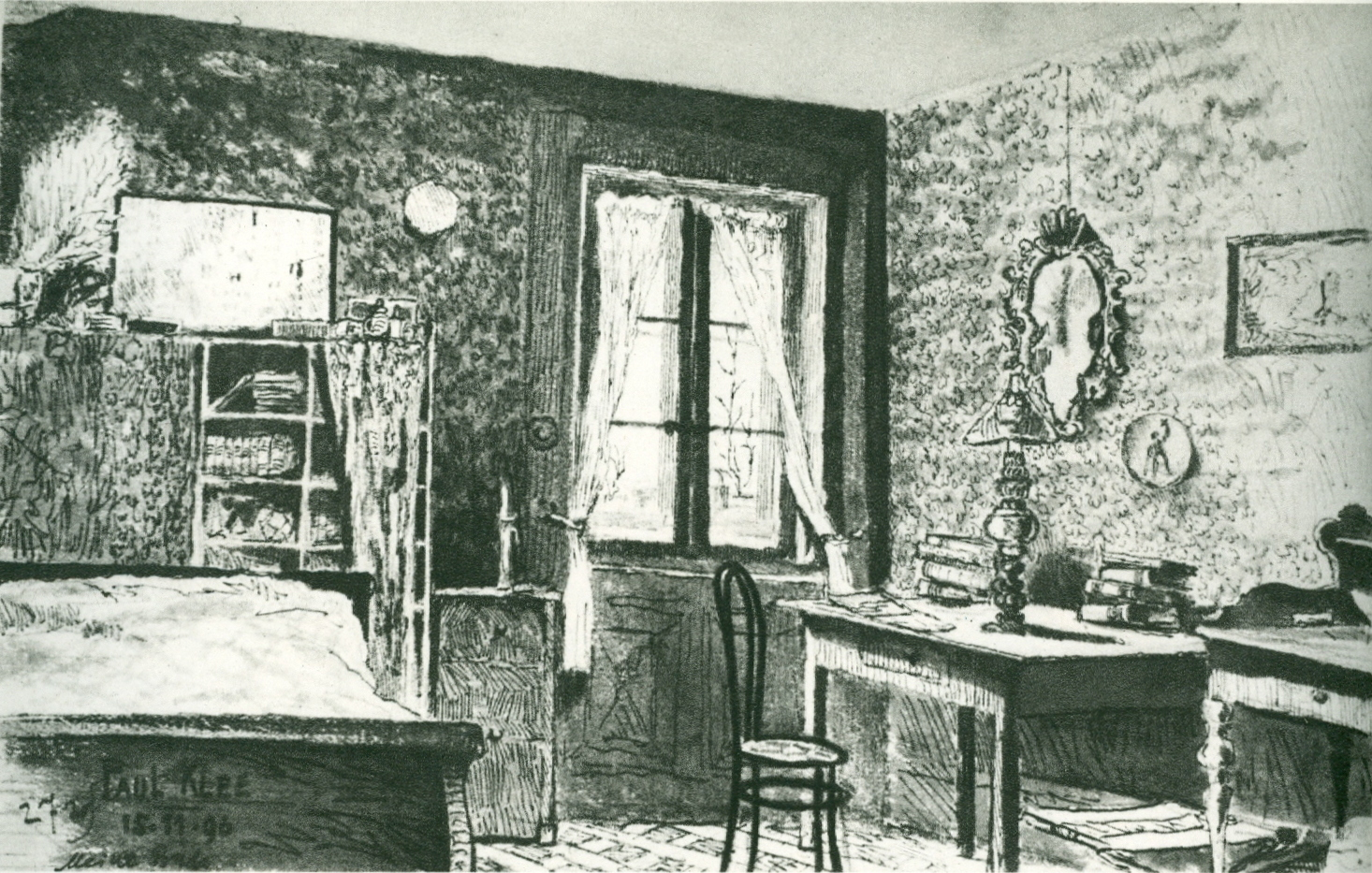
Meine Bude, Zeichnung von 1896, Zentrum Paul Klee, Bern

Klees weitere Interessen lagen im Zeichnen und Dichten. In seinen Schulbüchern und -heften finden sich zahllose Karikaturen. Mit dem Zeichenstift erfasste er schon früh die Silhouetten der umliegenden Städte wie Bern, Freiburg im Üechtland und die sie umgebende Landschaft. Sein zeichnerisches Talent wurde jedoch nicht gefördert, da seine Eltern ihn zum Musiker ausbilden lassen wollten. 1890 wechselte Klee an das Progymnasium in Bern. Im April 1898 begann er ein Tagebuch zu führen, das er bis zum Dezember 1918 ergänzte; er redigierte es im selben Jahr und ließ es mit der Überschrift „Erinnerungen an die Kindheit“ beginnen. Im September 1898 schloss er die Schulausbildung mit der Matura am Literargymnasium in Bern ab. Zur weiteren Ausbildung verließ er die Schweiz und zog nach München, um Kunst zu studieren. Mit diesem Entschluss lehnte er sich gegen den Wunsch seiner Eltern auf. Neben seinem Emanzipationswillen gab es für ihn einen weiteren Grund, sich nicht für die Musik zu entscheiden: Er sah den Höhepunkt des musikalischen Schaffens bereits überschritten und schätzte die modernen Kompositionen nicht.

### Studium und Heirat
In München studierte Paul Klee zunächst Grafik an der privaten Malschule von Heinrich Knirr, da er an der Akademie der Bildenden Künste München abgewiesen worden war. Unter seinen Mitstudenten war Zina Wassiliew, die 1906 Alexander Eliasberg heiratete; das Paar gehörte zum Freundeskreis des Künstlers. Ab 1899 ließ Klee sich bei Walter Ziegler in der Technik des Radierens und Ätzens ausbilden. Er genoss das lockere studentische Leben und hatte zahlreiche Affären mit jungen Modellen, um „eine verfeinerte Sexualerfahrung“ zu erlangen. Im Februar 1900 bezog Klee ein eigenes Atelier und wechselte am 11. Oktober 1900 an der Kunstakademie in die Malklasse von Franz von Stuck, in der gleichzeitig Wassily Kandinsky studierte. Klee, der dem Unterricht wenig abgewinnen konnte, nahm nur sporadisch am Unterricht teil und lernte daher Kandinsky noch nicht kennen. Im März 1901 verließ er die Akademie wieder.
Während einer sechsmonatigen Studienreise vom 22. Oktober 1901 bis 2. Mai 1902 mit dem Bildhauer Hermann Haller nach Italien, die über Mailand, Genua, Livorno, Pisa, Rom, Porto d’Anzio, Neapel, Pompei, Sorrento, Positano, Amalfi, Gargano und Florenz führte, wurden drei Erlebnisse für sein künstlerisches Ausdrucksvermögen entscheidend, „einmal die Renaissance-Architektur in Florenz, die Paläste der Kirchen, die die Stadt der Medici zu einem Gesamtkunstwerk machen, ihr konstruktives Element, die baulichen Zahlengeheimnisse, die Proportionsverhältnisse“, zweitens hatte Klee erstmals im Aquarium von Neapel „die Imagination und Phantastik der Naturformen, deren Farbenpracht, das Märchenhafte der Meeresfauna und -flora erlebt“ sowie drittens „die spielerische Sensibilität der gotischen Tafelmalereien von Siena“.

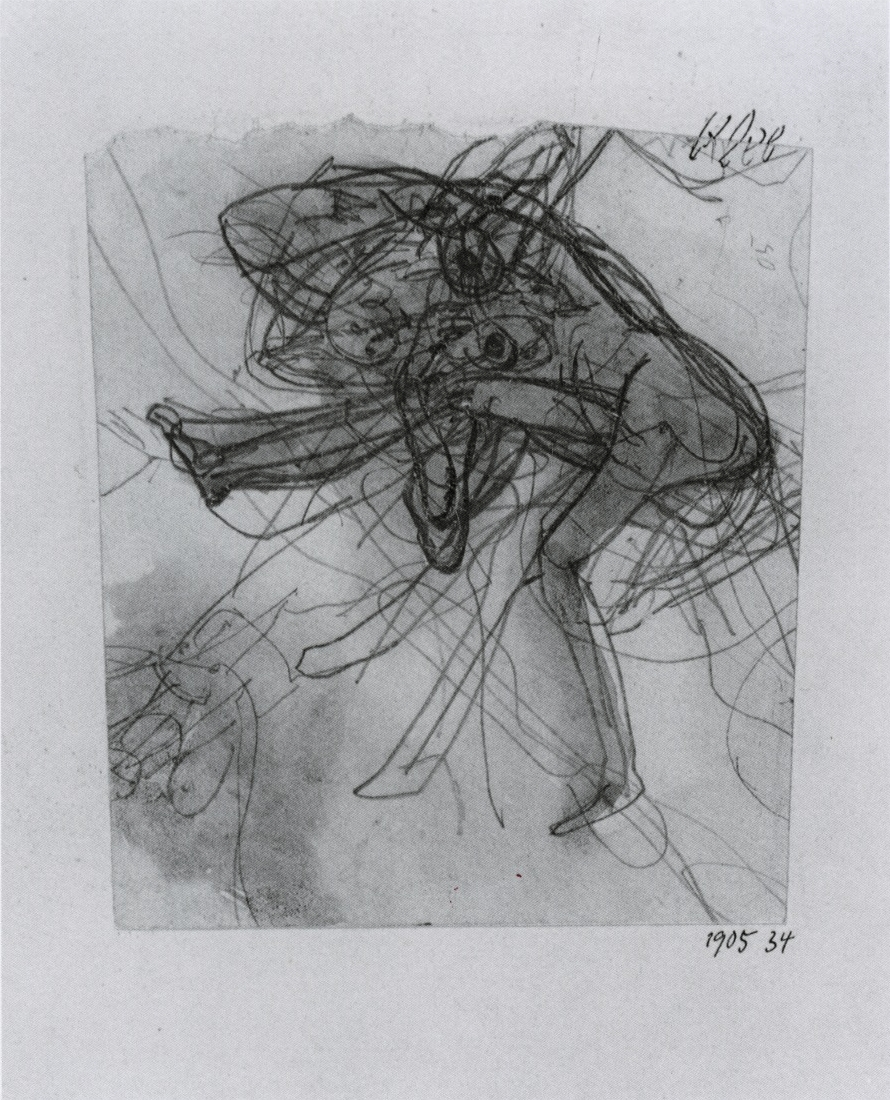
Akt, 1905, Bleistift und Aquarell auf Papier auf Karton, Paul-Klee-Stiftung, Kunstmuseum Bern, Bern

Nach seiner Rückkehr aus Italien 1902 lebte Klee bis 1906 in seinem Elternhaus und verdiente seinen Lebensunterhalt als Geiger bei der Bernischen Musikgesellschaft, an deren Abonnementkonzerten er gleichfalls als Rezensent und Substitut wirkte, und setzte durch die Belegung anatomischer Vorlesungen und eines anatomischen Kurses seine künstlerische Ausbildung fort. 1903 entstanden die ersten der zehn bis 1905 geschaffenen Radierungen, die im Zyklus Inventionen zusammengefasst sind. Im Jahr 1904 studierte Klee im Kupferstichkabinett in München die Illustrationen von Aubrey Beardsley, William Blake und Francisco de Goya, die ihn, wie das grafische Werk von James Ensor, in dieser Zeit nachhaltig beeindruckten.
Im Mai und Juni des Jahres 1905 unternahm Klee zusammen mit seinen Jugendfreunden, dem angehenden Künstler Louis Moilliet und dem Schriftsteller Hans Bloesch (1878–1945), eine Reise nach Paris, wo er sich dem Studium der älteren Kunst im Louvre und in der Galerie des Palais du Luxembourg widmete. In diesem Jahr nahm Klee zum ersten Mal den Impressionismus wahr und begann sich im Herbst mit der Hinterglasmalerei zu befassen.

Paul Klees Schwester Mathilde, Ehefrau Lily mit Sohn Felix und Eltern Hans und Ida Klee (Bern 1908)

1906 besuchte Klee in Berlin die Jahrhundertausstellung deutscher Kunst und zog im September desselben Jahres endgültig nach München, wo er am 15. September die Pianistin Lily Stumpf heiratete, die er 1899 bei einer Kammermusik-Soirée kennengelernt hatte. Ein Jahr später, am 30. November 1907, wurde der Sohn Felix geboren. Klee übernahm zum großen Teil die Kindererziehung und den Haushalt in ihrer Wohnung in Schwabing, Lily Klee kam für den Lebensunterhalt auf, indem sie nicht mehr als Pianistin auftrat, sondern Klavierstunden erteilte.
Im Mai 1908 wurde Klee Mitglied der Vereinigung Schweizerischer Graphiker Die Walze und nahm im selben Jahr mit drei Werken an der Ausstellung der Münchener Secession, mit sechs Werken an der Berliner Secession sowie an der Ausstellung im Münchner Glaspalast teil. Über musikalische Darbietungen referierte Klee in der Schweizer Zeitschrift Die Alpen in den Jahren 1911 und 1912.
 Eine Gedenktafel am Schwabinger Haus Feilitzschstraße 3 erinnert an Klees Atelier in diesem Haus in den Jahren 1908 bis 1919.

### Anschluss an den „Blauen Reiter“ 1911

Signet der Künstlervereinigung Sema auf dem Ausstellungsprospekt, München 1912

Im Januar 1911 lernte Klee in München Alfred Kubin kennen, der ihn in dem Vorhaben bestärkte, Voltaires Candide zu illustrieren. Zu diesem Zeitpunkt nahm Klees grafisches Werk einen großen Raum ein, und seine Neigung zum Sarkastischen und Skurrilen lag Kubin sehr. Er freundete sich mit Klee nicht nur an, er wurde zudem sein erster namhafter Sammler. 1911 lernte Klee, durch Vermittlung Kubins, den Kunstkritiker Wilhelm Hausenstein kennen und war im Sommer desselben Jahres Gründungsmitglied der Münchner Künstlervereinigung Sema, deren Geschäftsführer er wurde. Im Herbst machte er die Bekanntschaft von August Macke und Wassily Kandinsky. Im Winter schloss er sich der von Kandinsky und Franz Marc gegründeten Redaktionsgemeinschaft des Almanachs Der Blaue Reiter an. Weitere Mitarbeiter waren unter anderem August Macke, Gabriele Münter und Marianne von Werefkin. Klee entwickelte sich in den wenigen Monaten seiner Mitarbeit zu einem wichtigen und eigenständigen Mitglied des Blauen Reiters, von einer vollkommenen Integration kann aber nicht gesprochen werden.

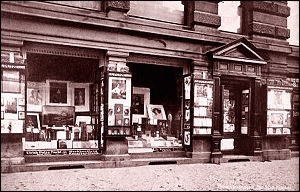
Die Galerie Goltz in München, 1912

Die Herausgabe des Almanachs wurde jedoch zugunsten einer Ausstellung aufgeschoben. Die erste der beiden Ausstellungen des Blauen Reiters fand vom 18. Dezember 1911 bis zum 1. Januar 1912 in der Modernen Galerie Heinrich Thannhauser im Arco-Palais in München statt. Klee war in dieser Ausstellung nicht vertreten; in der zweiten Ausstellung, die vom 12. Februar bis zum 18. März 1912 in der Galerie Goltz stattfand, wurden 17 grafische Arbeiten von ihm gezeigt. Diese zweite Ausstellung hieß programmatisch Schwarz-Weiß, da sie ausschließlich Druckgrafik berücksichtigte. Kandinsky und Marc gaben den bereits 1911 geplanten Almanach Der Blaue Reiter im Mai 1912 im Piper Verlag heraus, in dem die Tuschezeichnung Steinhauer Klees reproduziert worden war. Gleichzeitig publizierte Kandinsky seine kunsttheoretische Schrift Über das Geistige in der Kunst.

### Teilnahme an Ausstellungen 1912/1913

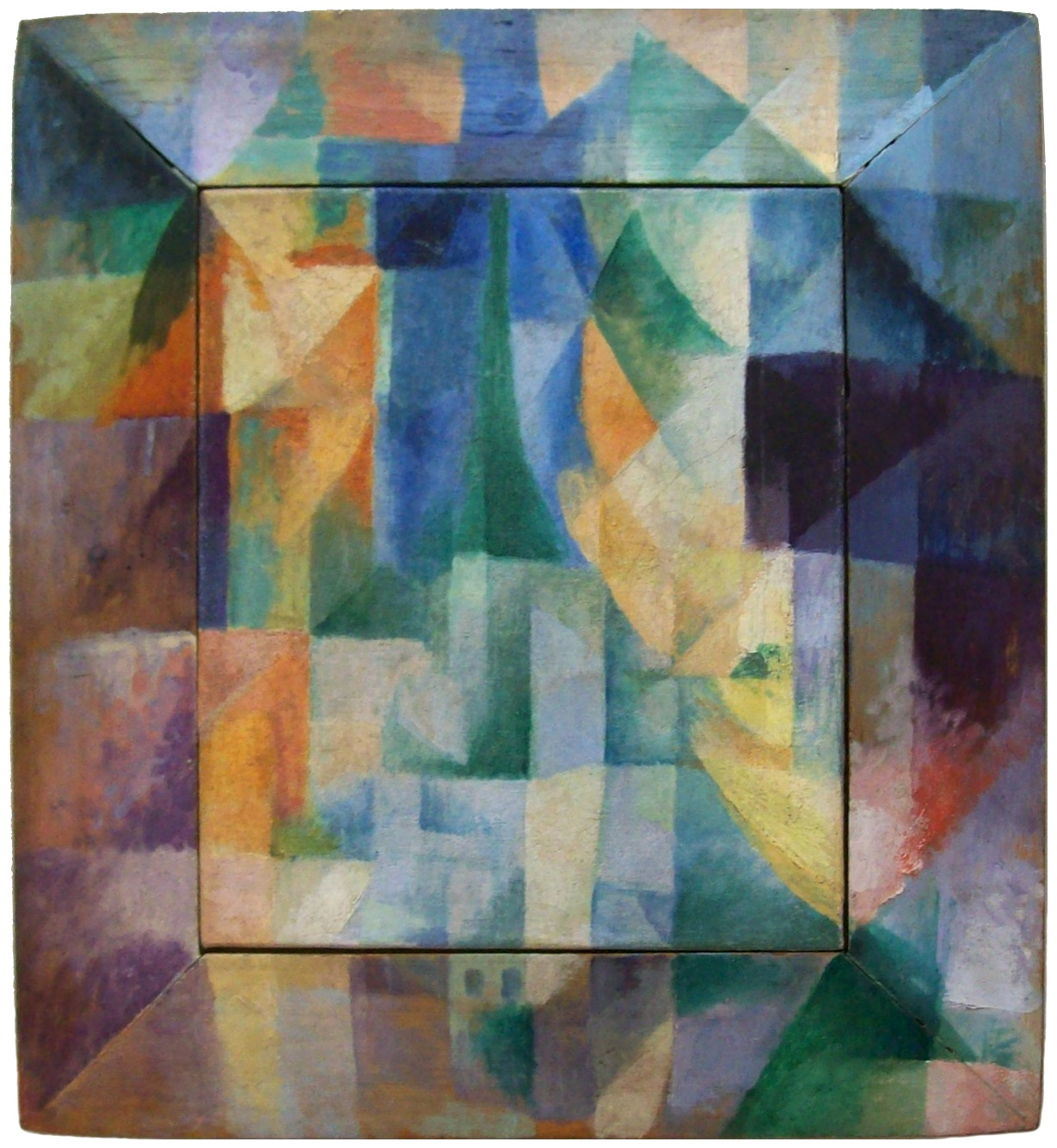
Robert Delaunay: Fensterbild (Les Fenêtres simultanées sur la ville), 1912, Kunsthalle Hamburg

Während eines zweiten Parisaufenthaltes vom 2. bis 18. April 1912 besuchte Klee mit seiner Frau Lily die Galerie von Daniel-Henry Kahnweiler sowie die Sammlung von Wilhelm Uhde, sah Werke von Georges Braque, André Derain, Henri Matisse, Pablo Picasso, Henri Rousseau und Maurice de Vlaminck, traf Henri Le Fauconnier und Karl Hofer sowie am 11. April Robert Delaunay in dessen Pariser Atelier. In Köln wurden vom 25. Mai bis zum 30. September 1912 auf der Internationalen Kunstausstellung des Sonderbundes Westdeutscher Kunstfreunde und Künstler zu Cöln 1912 vier Zeichnungen von Klee gezeigt. Im Dezember 1912 erhielt Paul Klee von Franz Marc, der ihn aus Paris mitgebracht hatte, Robert Delaunays Aufsatz Über das Licht (La Lumière) zur Übersetzung für Herwarth Waldens Kunstzeitschrift Der Sturm in Berlin. Der Aufsatz wurde im Januar des folgenden Jahres in der Zeitschrift veröffentlicht. Klee hatte während seines Parisaufenthalts Delaunays Fensterbilder kennengelernt und bei ihm „den Typus eines selbständigen Bildes, das ohne Motive aus der Natur ein ganz abstraktes Formdasein führt …“ erkannt, wie er in einer Ausstellungskritik 1912 schrieb. Nach der Bekanntschaft mit Delaunay änderte sich Klees Verständnis von Licht und Farbe grundlegend, indem er versuchte, die gewonnenen Anregungen durch Delaunay in seinen Bildern und Blättern bildlich umzusetzen, ihnen mehr Farbe gab und die Effekte rein durch Kontraste und Tonunterschiede erzielte. Ab September 1913 nahm er an der von Walden ausgerichteten Ausstellung des Ersten Deutschen Herbstsalons in Berlin mit Aquarellen und Zeichnungen teil.

### Tunisreise 1914

Motiv aus Hammamet, 1914, Aquarell, Kunsthalle Basel, Basel

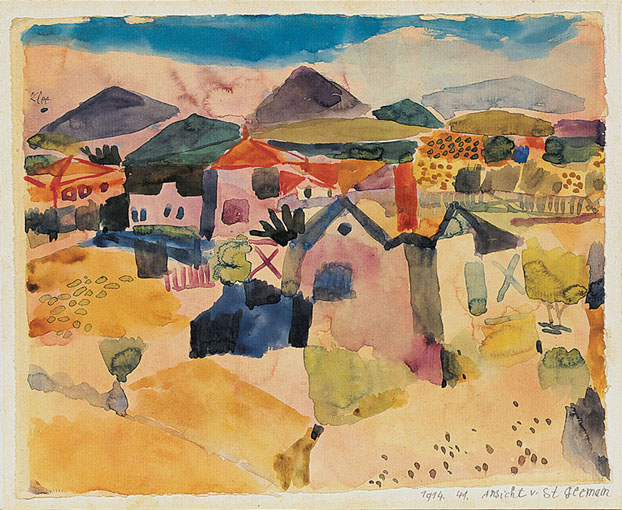
Vue de Saint-Germain, 1914, Aquarell auf Papier, Columbus Museum of Art, Columbus, USA

Ansicht v. Kairuan, 1914, Aquarell und Bleistift auf Papier auf Karton, Franz Marc Museum, Kochel am See

Am 3. April brach Klee zusammen mit August Macke und Louis Moilliet zu einer dreiwöchigen Studienreise nach Tunesien auf. Die Reise, die Paul Klee zur Malerei inspirierte, führte von Bern über Lyon und Marseille, mit Abstechern nach Saint-Germain (später Ezzahra, arabisch الزهراء), Sidi Bou Saïd, Karthago, Hammamet, Kairouan und zurück über Palermo, Neapel, Rom, Mailand, Bern nach München. Moilliet malte im Gegensatz zu Macke und Klee auf der Reise kaum. Klee führte als einziger der drei Maler Tagebuch, er beschrieb darin die Einfahrt nach Tunis:

„Die Sonne von einer finsteren Kraft. Die farbige Klarheit am Lande verheißungsvoll. Macke spürt das auch. Wir wissen beide, dass wir hier gut arbeiten werden.“

Die Aquarelle von Klee neigten zu größerer Abstraktion, Macke bevorzugte kräftigere Farben, während Moilliet sehr viel großflächiger malte. Jedoch gab es gegen Ende der Reise eine gegenseitige Beeinflussung, wie ein Vergleich der etwa zeitgleich entstandenen Arbeiten der drei Künstler zeigt. Beispiele sind Kairouan III von Macke, Klees Ansicht v. Kairouan und Moilliets Kairouan.
Klee malte, sensibilisiert durch das Farbverständnis Delaunays für das intensive Licht und die Farben des Südens, mehrere Aquarelle, denen er selbst für sein weiteres Kunstschaffen große Bedeutung zumaß. So schrieb er am 16. April in sein Tagebuch:

„Die Farbe hat mich. Ich brauche nicht nach ihr zu haschen. Sie hat mich für immer, ich weiß das. Das ist der glücklichen Stunde Sinn: ich und die Farbe sind eins. Ich bin Maler.“

Spätere Forschungen ergaben, dass Klee sein Tagebuch möglicherweise nachträglich ergänzt hat; siehe dazu auch den Abschnitt weiter unten: Klees redigierte Tagebücher. Nach der Rückkehr wurde im Mai 1914 die erste Ausstellung der 1913 gegründeten Künstlervereinigung „Neue Münchner Secession“ eröffnet. Klee war Gründungsmitglied und Schriftführer der aus dem Zusammenschluss von Künstlern der Münchener Secession, der Neuen Künstlervereinigung sowie der „Sema“ und der „Scholle“ entstandenen Gruppe. Im folgenden Jahr begegnete er dem Dichter Rainer Maria Rilke, der über einige Monate hindurch etwa vierzig Blätter Klees „in seinem Zimmer haben durfte“.
Wenig später begann der Erste Weltkrieg. Bereits am 26. September 1914 fiel August Macke an der Westfront in Frankreich.

### Als Soldat im Krieg

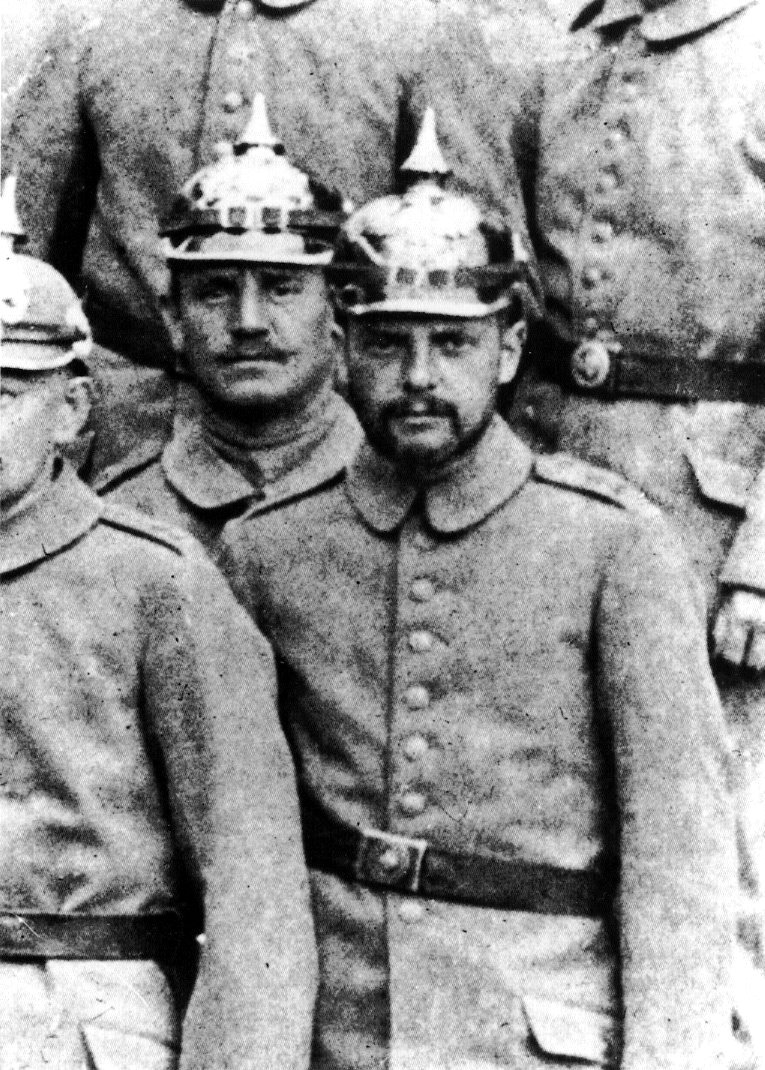
Paul Klee als Soldat, 1916

Am 5. März 1916 erhielt Klee seinen Einberufungsbefehl als Landsturmsoldat zur bayerischen Armee. Als Sohn eines deutschen Vaters, der sich nie um eine Einbürgerung seines Sohnes in die Schweiz bemüht hatte, war Klee während des Ersten Weltkriegs wehrpflichtig. Am Tag seiner Einberufung erfuhr er, dass sein Freund Franz Marc bei Verdun gefallen war. Nach dem Abschluss der militärischen Grundausbildung, die er am 11. März 1916 begonnen hatte, wurde er als Soldat hinter der Front eingesetzt. Am 20. August kam Klee in Schleißheim zur Werftkompanie des Flugplatzes, wo er Flugzeugtransporte begleitete und handwerkliche Arbeiten, wie das Ausbessern der Tarnbemalung der Flugzeuge, verrichtete. Am 17. Januar 1917 wurde er an die Fliegerschule V nach Gersthofen versetzt, wo er bis zum Ende des Krieges als Schreiber des Kassenwarts tätig war. Daher blieb ihm ein Fronteinsatz erspart, und er konnte in einem außerhalb der Kaserne gelegenen Zimmer die Malerei fortführen.
In Herwarth Waldens Galerie Der Sturm gab es im März 1916 eine erste Ausstellung seiner abstrakten Aquarelle, eine zweite folgte im Februar 1917. Der Verkaufserfolg war gut, und Walden forderte neue Werke an, da der Kunstmarkt positiv reagierte. Paradoxerweise hatte Klee, als er einberufen wurde, mit Bildern Erfolg, die gerade seine Abkehr vom Krieg dokumentieren sollten. 1918 erreichte Klee den künstlerischen und kommerziellen Durchbruch in Deutschland. So konnte er allein an Walden Bilder für 3460 Mark verkaufen. Im selben Jahr erschien das Sturm-Bilderbuch Paul Klee, herausgegeben von Herwarth Walden.
Im Juni 1919 reichten die Stuttgarter Akademiestudenten Willi Baumeister und Oskar Schlemmer den Vorschlag beim zuständigen Ministerium ein, Paul Klee als Nachfolger Adolf Hölzels zum Professor an die Akademie der bildenden Künste in Stuttgart zu berufen. Paul Klee stand diesem Vorschlag positiv gegenüber; er scheiterte jedoch im Herbst des Jahres an der ablehnenden Haltung der Akademie unter Direktor Heinrich Altherr.

### Erste Einzelausstellung in München 1920

Wunderbare Landung oder „112!“, 1920, Aquarell, Museum of Modern Art, New York

Durch die Vermittlung von Alexej von Jawlensky trafen sich 1919 Klee und die Galeristin Galka Scheyer, die ab 1924 die Künstlervereinigung „unter dem Gruppennamen Die Blaue Vier/The Blue Four in den Vereinigten Staaten vertritt und die Verbreitung deren künstlerischer Ideen durch Ausstellungen und Vorträge fördern will.“ Am 12. April 1919 schloss er sich in München der Räterepublik an, wo er als Mitglied des Rats bildender Künstler und des Aktionsausschusses Revolutionärer Künstler Münchens aktiv wurde. In Zürich, wohin er nach der Niederschlagung der Räterepublik am 11. Juni flüchten musste, traf sich Klee mit Künstlern der DADA-Gruppe, unter anderem mit Tristan Tzara, Hans Arp, Marcel Janco, Hans Richter sowie mit dem Komponisten Ferruccio Busoni, bei dem er sich für eine Klavierprofessur zugunsten von Gottfried Galston am Zürcher Konservatorium einsetzte. Am 1. Oktober 1919 schloss Klee mit dem Münchner Kunsthändler Hans Goltz einen Generalvertretungsvertrag ab, der nach mehreren Verlängerungen bis 1925 Bestand haben sollte. Die erste retrospektive Einzelausstellung Paul Klees wurde am 17. Mai 1920 in der Galerie Goltz in München eröffnet. Sie umfasste 371 Werke an Gemälden, Aquarellen, Plastiken, Zeichnungen und Grafik-Blättern. Der Ausstellungskatalog enthält eine „biographische Skizze nach eigenen Angaben des Künstlers.“

### Arbeit am Bauhaus 1920–1931

#### Beginn in Weimar

Hoffmanns Erzählungen, 1921, Aquarell, Museum of Modern Art, New York

Am 29. Oktober 1920 wurde Klee von Walter Gropius als Werkstattmeister für Buchbinderei an das Staatliche Bauhaus in Weimar berufen. Er begann seine Lehrtätigkeit am 10. Januar 1921 und übte sie zunächst im Rhythmus von zwei Wochen aus. Seine Ernennung war eine konsequente kulturpolitische Entscheidung, da sich Klee nach der Novemberrevolution in München nach anfänglichem Zögern zur politischen Linken bekannt hatte. Die Maler des Bauhauses kannten Klees Werk, sie vertraten die Richtung der modernen Malerei, die in der Galerie Der Sturm in Berlin gezeigt wurde. Im September desselben Jahres übersiedelte er mit seiner Familie endgültig nach Weimar. Sein Sohn Felix wurde, kaum vierzehnjährig, der damals jüngste Bauhausschüler.

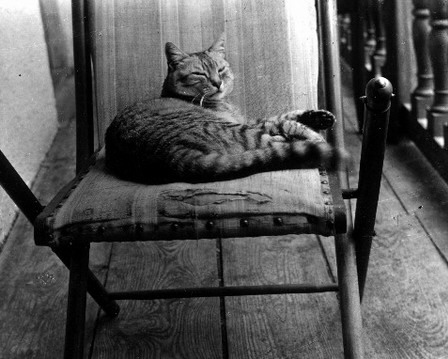
Katze, Foto: Paul Klee, 1921

Im März 1921 beteiligte sich Klee an der Gruppenausstellung 14th Exhibition, der von Katherine Sophie Dreier und Marcel Duchamp gegründeten Künstlerorganisation Société Anonyme Inc. in New York, bei der das Werk Paul Klees zum ersten Mal in den USA vorgestellt wurde. Dreier, die im September 1920 den ersten Kontakt mit Klee aufnahm, besaß etwa 21 seiner Werke, die sich seit 1953 als Nachlass in der Sammlung der Yale University in der Beinecke Rare Book and Manuscript Library befinden.
Am Bauhaus übernahm Klee 1922 die Werkstätte für Gold-, Silber- und Kupferschmiede und zudem ab der zweiten Jahreshälfte die Werkstatt für Glasmalerei – Wassily Kandinsky folgte ihm am 1. Juli 1922 ans Bauhaus. Im Februar 1923 veranstaltete die Nationalgalerie in Berlin im Kronprinzenpalais die mit 270 Werken bisher zweitgrößte Einzelausstellung mit Werken des Künstlers. Nachdem sich das Bauhaus durch die Übernahme László Moholy-Nagys für den sogenannten „Vorkurs“ (Grundlagenausbildung) im Jahre 1923 umstrukturierte, wurde Paul Klees Unterricht in der „Formlehre“ fester Bestandteil dieser Grundausbildung, und er übernahm darüber hinaus die Werkstatt für Weberei. In Weimar wohnte Paul Klee zunächst in einer Pension Am Horn 39; noch im gleichen Jahr 1921 bezog er eine Mietwohnung Am Horn 53.

#### „Die Blaue Vier“ 1924

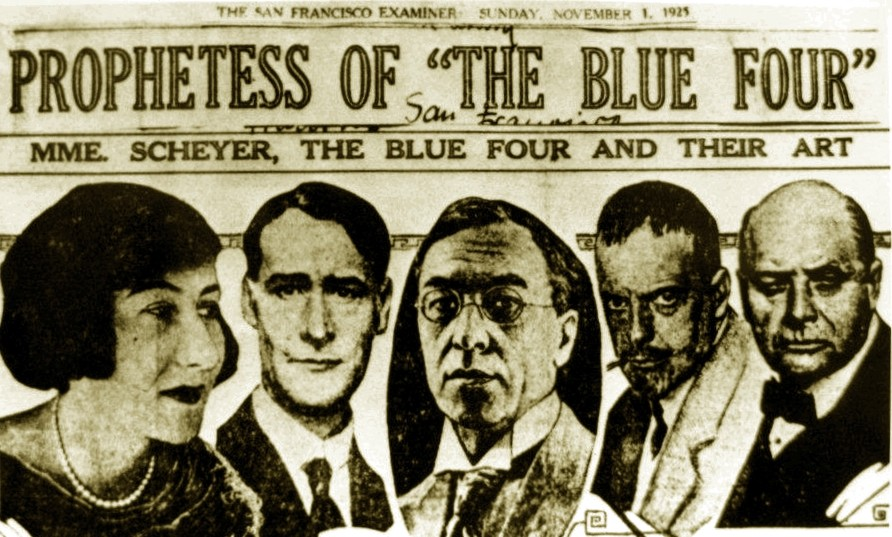
Galka Scheyer mit Feininger, Kandinsky, Klee und Jawlensky, Collage auf einer Seite des San Francisco Examiner vom 1. November 1925

Am 7. Januar 1924 wurde in New York die von der Société Anonyme Inc. organisierte erste Einzelausstellung Klees in den USA eröffnet. Die 16th Exhibition of Modern Art in den Galerieräumen der Société Anonyme umfasste 27 Werke des Künstlers, darunter Rosenbaum, 1920, Herbstblume, 1922, Blumen im Wind, 1922, Kleines Regattabild, 1922 und Der Hügel, 1922.
Ende März 1924 gründete Klee – im Andenken an den Blauen Reiter – mit Lyonel Feininger, Wassily Kandinsky und Alexej von Jawlensky die bereits 1919 geplante Künstlergruppe Die Blaue Vier in Weimar. Galka Scheyer besuchte sie dort, um die Modalitäten der Gründung zu regeln sowie den Vertrag zwischen ihr und den vier Künstlern zu unterzeichnen. Der somit als „freie Gruppe der Blaue Vier“ formell bestätigte Zusammenschluss, der außer im Bauhaus-Umfeld vor allem in den USA ausstellte, musste erst durch Ausstellungen und Vorträge bekannt gemacht werden. Galka Scheyer setzte das Vorhaben bis zu ihrem Todesjahr 1945 um, zunächst in New York, dann in Kalifornien, unter schwierigeren Bedingungen als erwartet. 600 Universitäten und 400 Museen habe sie angeschrieben und um eine Ausstellung der „Blue Four“ geworben, mit zunächst geringem Erfolg, berichtete die Agentin in den 1920er Jahren.

#### Surrealistenausstellung 1925
Klee reiste 1925 nach Paris und hatte vom 21. Oktober bis zum 14. November in der Galerie Vavin-Raspail, wo 39 Aquarelle gezeigt wurden, seine erste Einzelausstellung in Frankreich. Der die Ausstellung begleitende Katalog wurde mit einem Vorwort von Louis Aragon eingeleitet. Paul Éluard steuerte ein Gedicht mit dem Titel Paul Klee bei. Ebenfalls im November, vom 14. bis 25., wurden auf der ersten Ausstellung der Surrealisten in der Galerie Pierre, neben Arbeiten von Künstlern wie Hans Arp, Giorgio de Chirico, Max Ernst, André Masson, Joan Miró, Man Ray, Pierre Roy und Pablo Picasso, zwei Bilder von Klee gezeigt. In die Gruppe der Surrealisten wurde er jedoch nie als Mitglied aufgenommen.

#### Umzug nach Dessau 1926

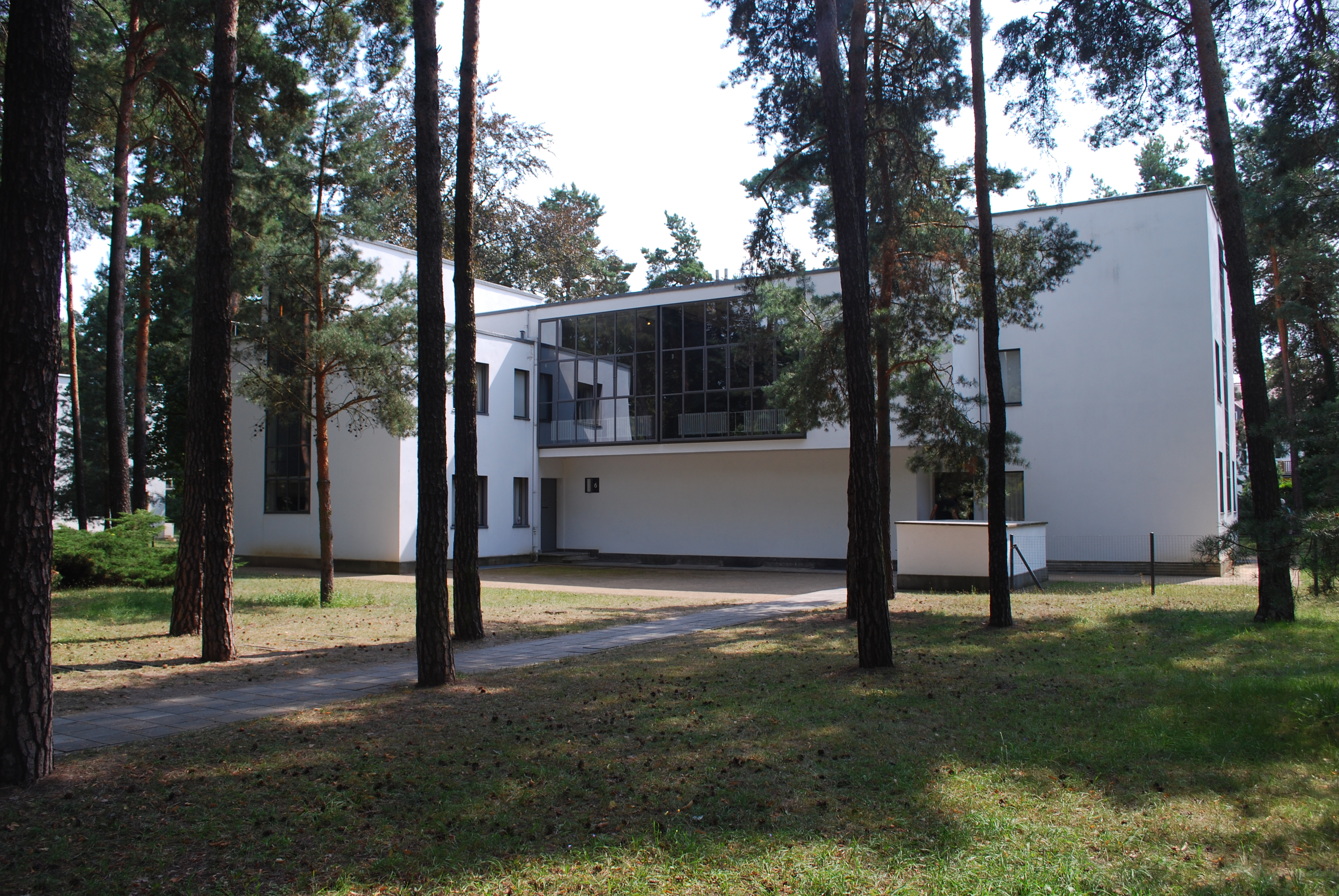
Wohnhaus von Paul Klee und Wassily Kandinsky in der Meisterhaussiedlung in Dessau, Ebertallee 69/71

Nach dem Umzug des Bauhauses nach Dessau im Juli 1926 – das Bauhaus in Weimar war 1925 auf politischen Druck hin aufgelöst worden – bezog Paul Klee mit seiner Frau eines der drei von Walter Gropius erbauten Doppelhäuser für Bauhausmeister, dessen andere Hälfte das Ehepaar Kandinsky bewohnte. Vom 24. August bis 29. Oktober bereiste Paul Klee mit Ehefrau und Sohn Felix Italien. Am 4. Dezember wurde das Bauhaus Dessau eröffnet. Klee war unter anderem Leiter des Unterrichts in Freier plastischer und malerischer Gestaltung, der Freien Malklasse und der Gestaltungslehre in der Weberei. Die Lehre von den bildnerischen Elementarmitteln (Bildnerische Formlehre, Farbenlehre) bildet den Ausgangspunkt von Klees System. Sein zentrales Anliegen war die grundlegende Erfassung der Beziehungen zwischen Linie, Form (Fläche) und Farbe im Bildraum oder innerhalb eines vorgegebenen Musters. Trotz eines rationalistischen Ansatzes erkannte er auch die Rolle des Unbewussten an und verstand Kunst als Schöpfungsakt parallel zur Natur.

#### Ägyptenreise 1928–1929

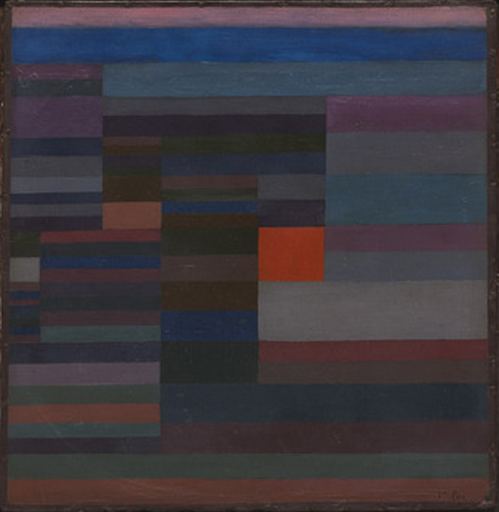
Feuer am Abend, 1929, Öl auf Karton, Museum of Modern Art, New York

Seit der Tunisreise 1914 hatte Klee keine größere Reise mehr unternommen. Seine zweite Reise in den Orient führte ihn vom 17. Dezember 1928 bis zum 17. Januar 1929 durch Ägypten, wo er unter anderem Alexandria, Kairo, Luxor und Assuan besuchte. Das Land beeindruckte ihn durch sein Licht, seine Landschaft und durch seine epochalen Denkmäler und deren Proportions- und Konstruktionsgesetze; diese Eindrücke sollten sich in seinen Bildern niederschlagen. Ein Beispiel ist das Ölgemälde Necropolis aus dem Jahr 1929, das mehrere monumentale Pyramiden in starkfarbig gebänderten Schichten übereinander gesetzt abbildet.
Im Anschluss an diese Reise entstanden ebenfalls geometrisch aufgebaute Bilder wie Feuer am Abend. Die im Jahr 1925 von dem Kunstsammler Otto Ralfs gegründete Klee-Gesellschaft hatte ihm die zweite Reise in den Orient ermöglicht, doch empfing er nicht so viele Impulse wie auf seiner ersten Orientreise. So schrieb er an seine Frau Lily:
„Ich hatte von Tunis andere Eindrücke mitgebracht und bin überzeugt, daß Tunis viel reiner ist.“
Im August 1929 verbrachten Paul und Lily Klee die Sommerferien mit dem Ehepaar Kandinsky in Hendaye-Plage an der südfranzösischen Atlantikküste.

#### Querelen am Bauhaus

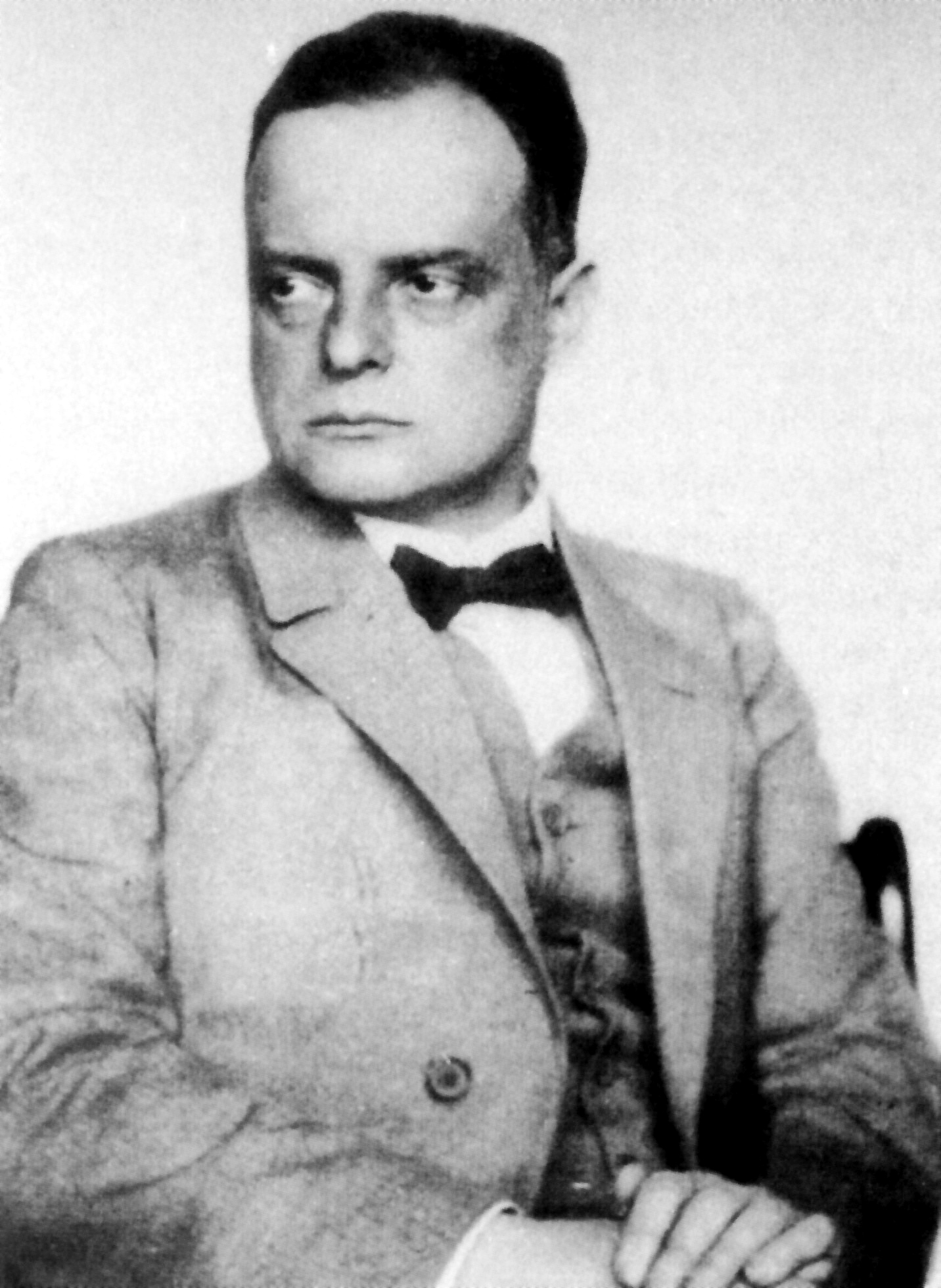
Paul Klee 1927, Foto von Hugo Erfurth

Am 1. April 1928 trat Gropius als Direktor des Bauhauses zurück, da es Konflikte mit den städtischen Behörden gab. Auf seinen Vorschlag wurde der Schweizer Architekt Hannes Meyer neuer Direktor, der für das Bauhaus nicht nur die Devise „Volksbedarf statt Luxusbedarf“ ausgab, sondern auch die Zusammenarbeit mit der Industrie intensivierte. Der daraus entstehende politische Druck durch den aufkommenden Nationalsozialismus und Streit zwischen den „angewandten“ und den „freien“ Künstlern wie Klee spitzte sich zu.
Da Klees Familie noch in Weimar lebte, hielt er seinen Unterricht nur vierzehntäglich ab, was Unverständnis bei Kollegen und Studenten hervorrief. Seine persönlichen Lebens- und Arbeitsvorstellungen konnte er nicht mehr mit den Zielen des Bauhauses in Einklang bringen. In einem Brief vom 24. Juni 1930 an seine Frau Lily resümierte Klee: „Es wird einer kommen müssen, der seine Kräfte eleganter spannt als ich.“ Das Angebot vom Bauhaus, ihm erleichterte Arbeitsbedingungen zu gewähren, lehnte er ab, da dies nicht mit seinen Zielen vereinbar sei.

### Professur an der Kunstakademie Düsseldorf 1931–1933

Aufgehender Stern, 1931, Öl auf Leinwand, Fondation Beyeler, Riehen bei Basel

Im Jahr 1931, erschöpft von den Querelen am Bauhaus, nahm Klee am 1. Juli den im Frühjahr des vorherigen Jahres erfolgten Ruf auf eine Professur an der Kunstakademie Düsseldorf an, die ihm Walter Kaesbach angeboten hatte. Im Wintersemester nahm Paul Klee die Arbeit in Düsseldorf mit einem Kurs über Maltechnik auf, wobei er seine Wohnung in Dessau beibehielt. In Düsseldorf mietete Klee ein möbliertes Zimmer in der Mozartstraße, später in der Goltsteinstraße, pendelte jedoch im Rhythmus von zwei Wochen zwischen beiden Städten, da er sowohl ein Atelier im Gebäude der Akademie besaß, als auch eines in seinem Wohnhaus in Dessau, das er weiterhin nutzte. Seine Düsseldorfer Professorenkollegen waren Ewald Mataré, Heinrich Campendonk und Werner Heuser.
Im Oktober 1932 reiste Klee für neun Tage nach Venedig und Padua, nachdem er zuvor die Picasso-Ausstellung im Kunsthaus Zürich besucht hatte, die er in einem Brief aus Bern an seine Frau in Dessau als „eine neue Bestätigung“ beschrieb. Es seien „die letzten stark farbigen Bilder eine große Überraschung“ gewesen; auch Henri Matisse sei einbezogen worden, die „Formate meist größer als man denkt. Viele der [Bilder] gewinnen durch zarte Malerei. Alles in Allem: der Maler von heute. […].“ Anfang 1933 fand er in Düsseldorf eine geeignete Wohnung für die Familie, die am 1. Mai bezogen werden konnte.
Aus der Düsseldorfer Zeit stammt eines der größten Bilder Klees, der sonst eher kleinformatig arbeitete, das Gemälde Ad Parnassum aus dem Jahr 1932. Klee, der nur mit vier Schülern arbeitete, hatte nun wieder, wie zu Zeiten des Bauhauses, ein gesichertes Einkommen, aber weniger Verpflichtungen, sodass er seinen künstlerischen Intentionen nachgehen konnte. Zu seinen Schülern gehörte bis 1933 der Maler Günter Grote.

### Rückkehr in die Schweiz als Emigrant im Jahr 1933
Nach Hitlers Machtübernahme 1933 sollte Klee einen „Ariernachweis“ erbringen. Er war in dem nationalsozialistischen Blatt Die rote Erde als „galizischer Jude“ beschimpft worden, und sein Haus in Dessau wurde durchsucht. Er verzichtete jedoch auf ein Dementi, da er sich nicht um die Gunst der Machthaber bemühen wollte. An seine Schwester Mathilde schrieb er am 6. April 1933:

„In der Blutsfrage habe ich bisher unterlassen, etwas zu tun. Felix wird […] sein Christentum nachweisen. Wenn es von mir offiziell verlangt wird, dann muss ich es auch tun. Aber von mir aus etwas gegen so plumpe Angriffe zu unternehmen, scheint mir unwürdig. Denn: Wenn es auch wahr wäre, daß ich Jude bin und aus Galizien stammte, so würde dadurch an dem Wert meiner Person und meiner Leistung nicht ein Jota geändert.“

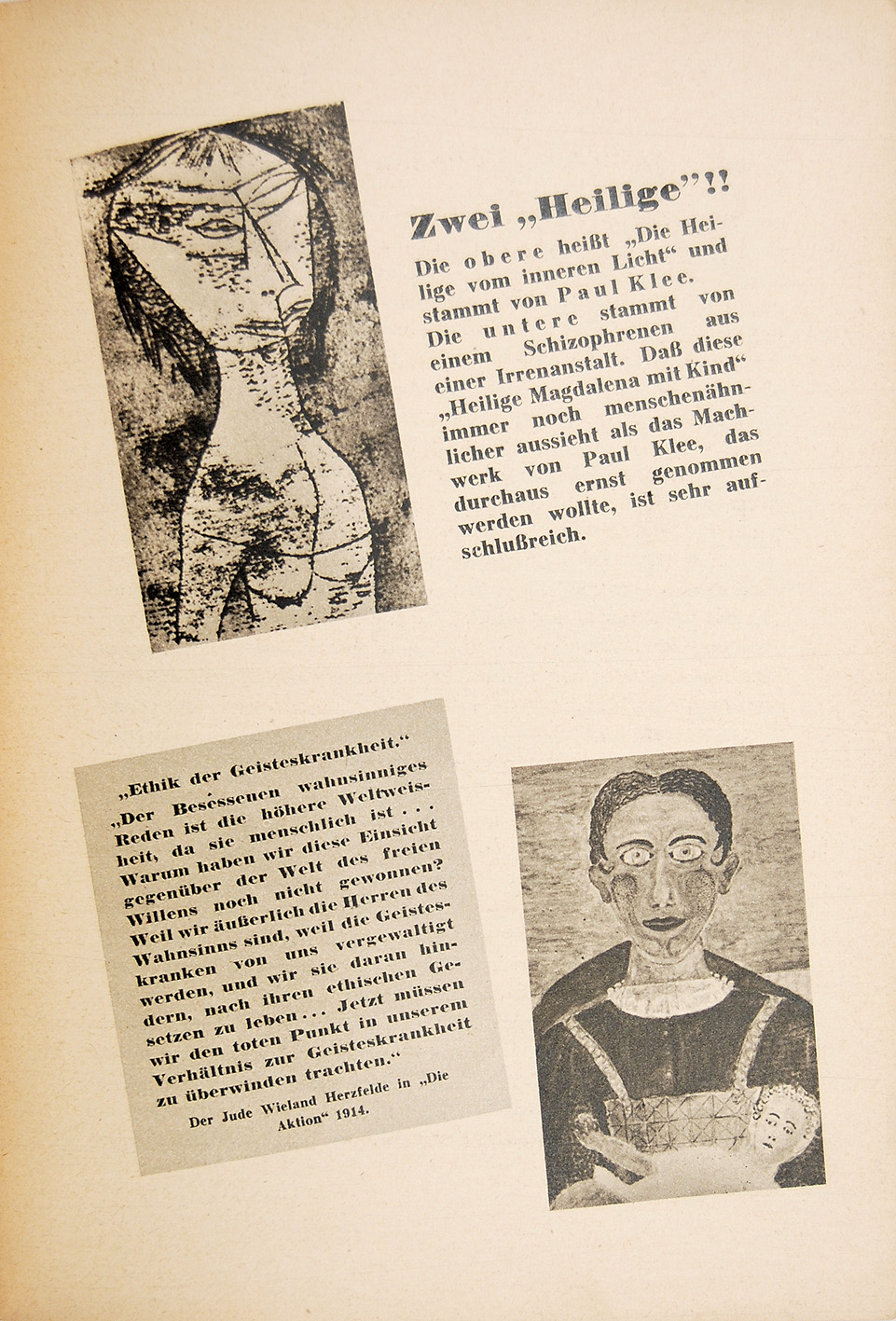
Klees Bild Die Heilige vom inneren Licht (oben) aus dem Ausstellungsführer „Entartete Kunst“, 1938

Klee besorgte sich den Nachweis; er wurde aber von den Nationalsozialisten als „entarteter Künstler“ und „politisch unzuverlässig“ bezeichnet und am 21. April fristlos aus seinem Amt entlassen. Im Oktober schloss er einen Vertrag mit Daniel-Henry Kahnweilers Galerie Simon in Paris, die das Monopol für alle Verkäufe außerhalb der Schweiz erhielt. Klee hatte sich von seiner Arbeitsgruppe mit den Worten verabschiedet: „Meine Herren, es riecht in Europa bedenklich nach Leichen“.
Die Düsseldorfer Wohnung wurde am 23. Dezember 1933 geräumt. Das Ehepaar Klee emigrierte noch am selben Tag in die Schweiz und zog Heiligabend 1933 in Klees Elternhaus in Bern ein. Im Juni 1934 bezogen sie eine Dreizimmer-Wohnung im Elfenauquartier, Kistlerweg 6, nachdem die zurückgelassenen Möbel und Bilder aus Düsseldorf in Bern eingetroffen waren. Schon im Frühling 1934 reichte er ein Einbürgerungsgesuch ein, das aufgrund des Berliner Abkommens vom 4. Mai 1933 abgelehnt wurde: Deutsche Staatsbürger durften sich erst um das Schweizer Bürgerrecht bewerben, wenn sie sich seit fünf Jahren ununterbrochen in der Schweiz aufgehalten hatten.

### Letzte Jahre

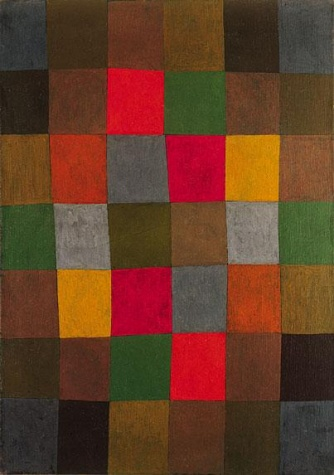
Neue Harmonie, 1936, Öl, Solomon R. Guggenheim Museum, New York City

die Schlange kommt, 1939, Kleisterfarbe auf Briefpapier auf Karton, Privatbesitz, Schweiz

Die Kunsthalle Bern eröffnete am 23. Februar 1935 eine Retrospektive Klees, in Kombination mit Werken von Hermann Haller, die später in reduzierter Form in der Kunsthalle Basel gezeigt wurde. Im August des Jahres 1935 erkrankte Klee an einer Bronchitis, die sich zu einer Lungenentzündung ausweitete, und im November an Sklerodermie, einer unheilbaren Krankheit. Diese Krankheitsbezeichnung erschien in der Fachliteratur erstmals 14 Jahre nach seinem Tod. Die Diagnose ist jedoch hypothetisch, da medizinische Unterlagen fehlen. Aufgrund der Erkrankung stagnierte seine Arbeit in den nächsten beiden Jahren. Trotz der Einschränkungen durch die zunehmende Verhärtung der Haut hatte er ab Frühjahr 1937 noch einmal eine sehr produktive Schaffensphase. Er improvisierte viel und bediente sich verschiedener Ausdrucksformen, darunter Bleistift-, Kreide- und Tuschezeichnungen. Dabei thematisierte er seinen sich verschlechternden Gesundheitszustand durch Darstellungen leidender Figuren und verwendete größere Pinsel, die ihm die Arbeit erleichterten.
Am 19. Juli 1937 wurde in München die Ausstellung „Entartete Kunst“ eröffnet, die als Wanderausstellung im weiteren Verlauf in Berlin, Leipzig, Düsseldorf und Salzburg gezeigt wurde, und in der Paul Klee mit 17 Werken vertreten war, darunter Sumpflegende aus dem Jahr 1919. Ab August desselben Jahres wurden die ersten zeitgenössischen Kunstwerke beschlagnahmt, darunter die bereits in der Münchner Ausstellung als „entartet“ diffamierten Werke Klees. Im weiteren Verlauf wurden weitere 102 Werke von Paul Klee in deutschen Sammlungen als „entartete Kunst“ beschlagnahmt und ins Ausland verkauft. Eine Vielzahl der beschlagnahmten Kunstwerke gelangte über den Berliner Kunsthändler Karl Buchholz, Eigentümer der New Yorker Buchholz Gallery, auf den US-amerikanischen Markt. Buchholz war größter Abnehmer der „Kommission zur Verwertung der Produkte entarteter Kunst“, denn er konnte mit den entsprechenden Devisen bezahlen. Er schickte die Werke ausschließlich an seine von Curt Valentin geleitete Filiale in New York, da sie nur außerhalb des Deutschen Reiches verkauft werden sollten.

praeludium zu einem Ständchen, 1940, Kleisterfarbe auf Packpapier auf Karton, Courtesy Galerie Vömel, Düsseldorf

Zwischen Januar und März 1939 organisierte der US-amerikanische Komponist und Künstler John Cage, der durch seine engen Kontakte zu Galka Scheyer intime Kenntnisse über die Gruppe Die Blaue Vier hatte und der bereits als 22-Jähriger ein Jawlensky-Blatt zur Serie Meditationen aus dem Jahre 1934 erworben hatte, eine kleine Ausstellung in der Cornish School in Seattle mit Werken von Paul Klee, Alexej von Jawlensky und Wassily Kandinsky. Im April desselben Jahres stellte Klee einen zweiten Antrag auf Einbürgerung. Sein Gesuch wurde von der Polizei kritisch überprüft, denn in der Öffentlichkeit wurde die moderne Kunst als eine Begleiterscheinung linker Politik angesehen. In geheimen Berichten eines Polizeibeamten wurde Klees Werk als „eine Beleidigung gegen die wirkliche Kunst und eine Verschlechterung des guten Geschmacks“ angesehen, und die Presse unterstellte ihm, seine Kunst werde von jüdischen Händlern aus rein finanziellen Gründen gefördert. Trotz des Polizeiberichts erhielt Klee am 19. Dezember 1939 die Bewilligung seines Einbürgerungsantrags. Am 16. Februar 1940 wurde im Kunsthaus Zürich die Jubiläumsausstellung „Paul Klee. Neue Werke“ eröffnet, die die einzige vom Künstler selbst konzipierte Präsentation seines Spätwerks sein sollte. Nach weiteren Anhörungen wollte der Gemeinderat der Stadt Bern am 5. Juli 1940 endgültig über die Einbürgerung entscheiden. Sein Gesuch wurde jedoch nicht mehr bearbeitet, da sich Anfang April 1940 sein Gesundheitszustand verschlechterte, weshalb er am 10. Mai einen Kuraufenthalt in einem Sanatorium in Locarno-Muralto begann. Er starb am 29. Juni 1940, eine Woche vor der Sitzung, in der Clinica Sant’Agnese in Muralto.
Klees Biografin, Carola Giedion-Welcker, hatte den Künstler kurz vor seinem Tod in seiner Berner Wohnung besucht. Sie berichtet, dass Klee über die Angriffe der Presse, die im Zusammenhang mit einer großen Zürcher Ausstellung seines Spätwerks standen, erregt und verärgert war, drohten sie doch sein Ersuchen auf Einbürgerung empfindlich zu stören oder sogar zu vereiteln.

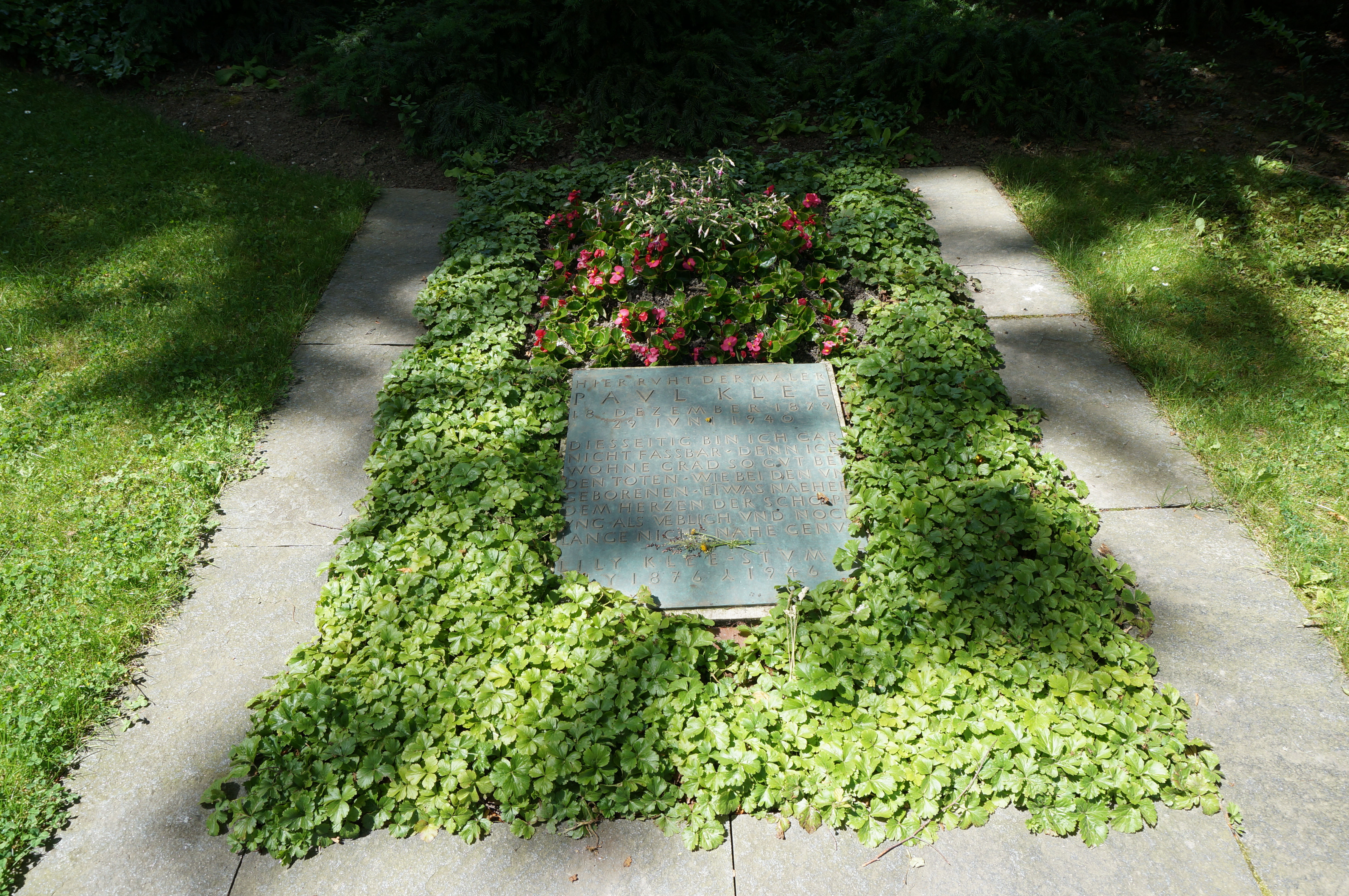
Grab Paul Klees auf dem Schosshaldenfriedhof in Bern

Auf der Grabplatte seines Vaters auf dem Berner Schosshaldenfriedhof ließ Felix Klee im Jahr 1946 einen programmatischen Text seines Vaters aus dem Jahr 1920 einmeißeln:
„Diesseitig bin ich gar nicht fassbar
Denn ich wohne grad so gut bei den Toten
Wie bei den Ungeborenen
Etwas näher dem Herzen der Schöpfung als üblich
Und noch lange nicht nahe genug.“

### Klees Nachlass
Nach dem Tod Paul Klees blieb Lily Klee in Bern. Um den Ausverkauf des Klee-Nachlasses zu verhindern, erwarben die Berner Sammler Hans Meyer-Benteli und Hermann Rupf unter Vermittlung von Rolf Bürgi, dem persönlichen Berater und Privatsekretär Lily Klees, zwei Tage vor ihrem Tod am 20. September 1946 den gesamten künstlerischen und schriftlichen Nachlass des Künstlers. Am 24. September 1946 gründeten Meyer-Bentely, Rupf und Bürgi und der gleichfalls in Bern wohnhafte Werner Allenbach die Klee-Gesellschaft und überführten den um die 6000 Werke umfassenden Nachlass in ihren Besitz. Diese gründete ein Jahr später die Paul-Klee-Stiftung, die sie mit rund 1700 Werken und mehreren Schriftstücken aus dem künstlerischen Nachlass bestückte. Im Jahre 1950 wurden der Stiftung, mit Depositum im Kunstmuseum Bern, weitere 1500 Werke zugeführt. Durch diesen Verkauf konnte Lily Klee verhindern, dass der gesamte Nachlass ihres Mannes gemäß dem Washingtoner Abkommen, dem die Schweiz kurz zuvor beigetreten war, zugunsten der alliierten Mächte liquidiert werden konnte.

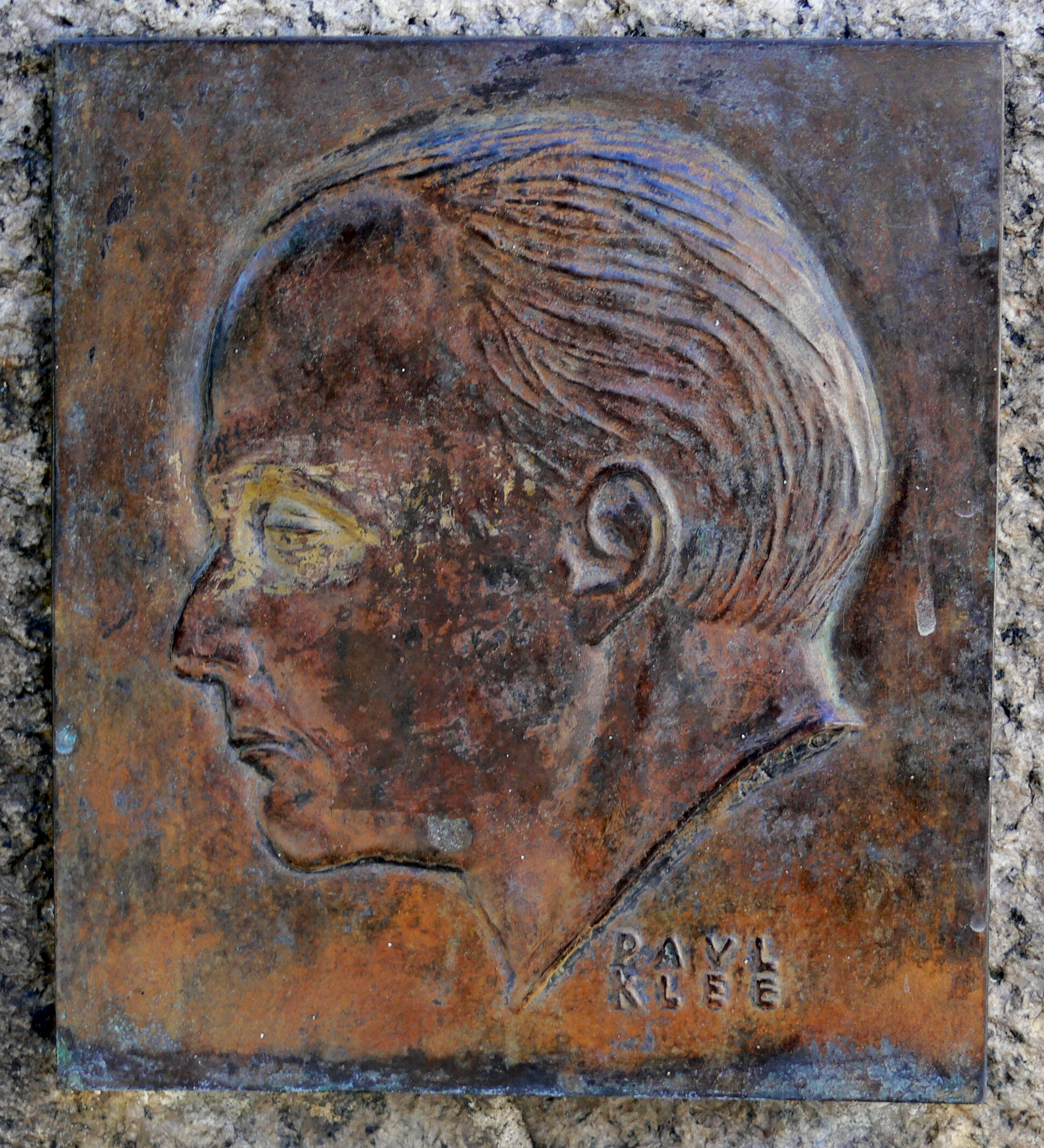
Porträtrelief Paul Klees am Paul-Klee-Brunnen in Bern

Im Jahr 1946, nachdem Felix Klee aus sowjetischer Kriegsgefangenschaft zurückgekehrt war, erlitt Lily Klee am 16. September „vor freudiger Erregung“ über die Nachricht der Heimkehr ihres Sohnes – wie Maria Marc berichtete – einen Schlaganfall, an dessen Folgen sie am 22. September starb. Zwei Jahre später übersiedelte Felix Klee mit seiner Familie ebenfalls nach Bern. Dort machte der Alleinerbe seine Rechte am gesamten Nachlass geltend. Ein vierjähriger Rechtsstreit zwischen ihm und der Klee-Gesellschaft wurde Ende 1952 durch eine außergerichtliche Vereinbarung beigelegt. Der Nachlass wurde aufgeteilt. Beide Sammlungen blieben in Bern und konnten aufgrund der Initiative der Erben von Felix Klee († 1990) – Livia Klee-Meyer († 2011), die zweite Frau Felix Klees, und Alexander Klee († 2021), der Sohn Felix Klees aus erster Ehe –, der Paul-Klee-Stiftung und der Berner Behörden mit der Eröffnung des Zentrums Paul Klee in Bern im Jahr 2005 wieder zusammengeführt werden.

## Werk
„Kunst gibt nicht das Sichtbare wieder, sondern macht sichtbar.“

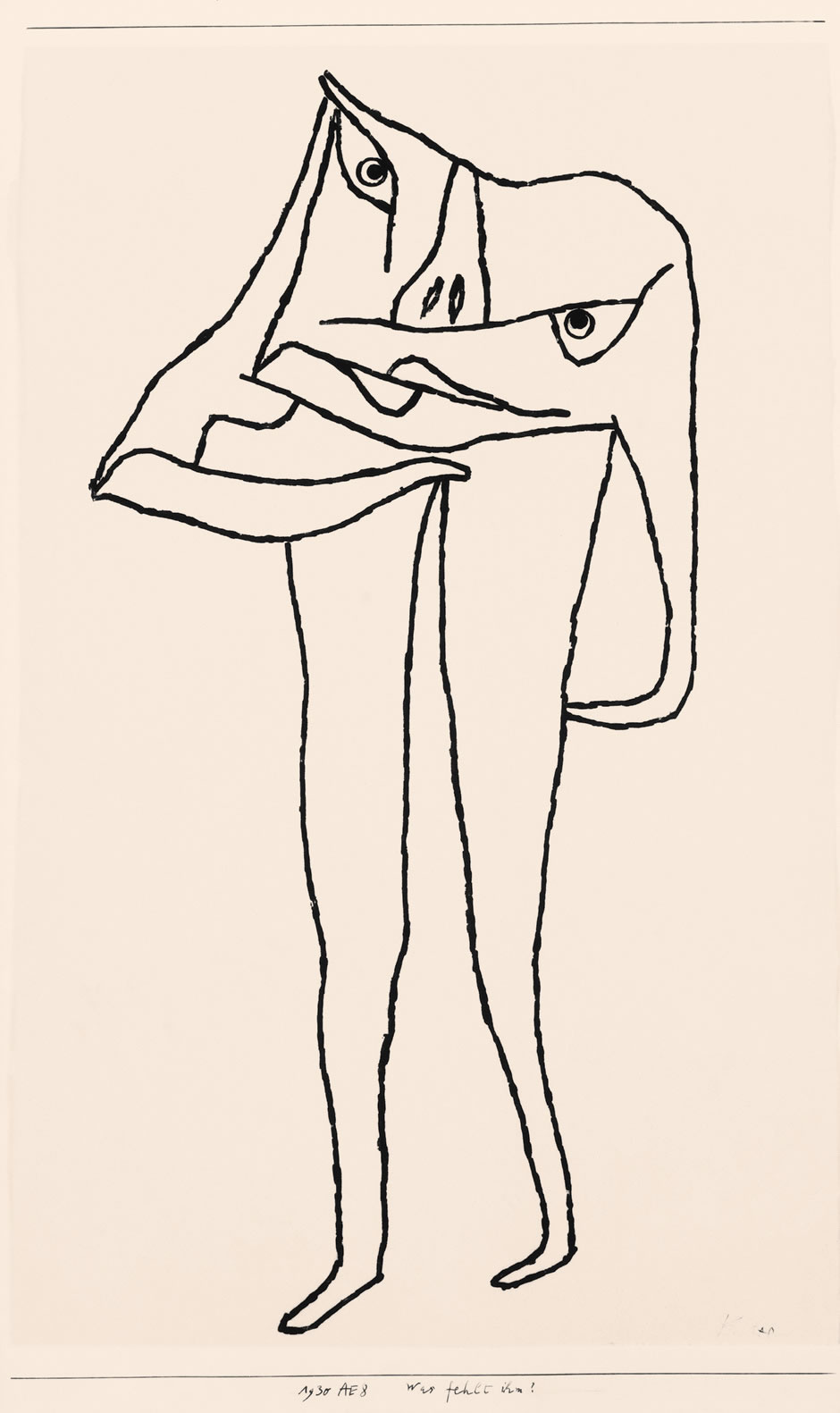
Was fehlt ihm? 1930, Stempelzeichnung in Tusche auf Ingres-Papier auf Karton, Fondation Beyeler, Riehen bei Basel

Paul Klee ist ein Einzelgänger und Individualist gewesen, obwohl er wie andere Künstler seiner Zeit mit neuen künstlerischen Darstellungen verbunden war. Er unterschied sich daher von den Kubisten des Bateau-Lavoir in Paris, den Futuristen in Mailand oder der späteren surrealistischen Bewegung, die sich auf einer breiteren gemeinschaftlichen Basis entwickelten. Wie beispielsweise Miró und Picasso verwendete Klee Motive kindlichen Zeichnens und der Kunststile verschiedener „Naturvölker“ in seinem Werk. Der Primitivismus gehört zu den wichtigen Phänomenen der Kunst des 20. Jahrhunderts. Die Strichmännchen, vereinfachte Umrisse, Kritzeleien und die Perspektive des wie verwundert, neugierig auf die Menschen und ihre Welt Blickenden erklärt er mit seiner Disziplin, auf wenige Stufen reduzieren zu wollen. Der primitive Eindruck gehe also auf „letzte professionelle Erkenntnis“ zurück, was „das Gegenteil von wirklicher Primitivität“ sei, schrieb er bereits 1909 in seinem Tagebuch.
Die Grafik spielt im Werk Paul Klees eine besondere Rolle, denn vom Gesamtwerk des Œuvrekatalogs sind mehr als die Hälfte grafische Werke. Damit kann Klee als einer der wichtigsten Grafiker des frühen 20. Jahrhunderts gelten.
Seine Gemälde schuf Paul Klee häufig mit unterschiedlichen Maltechniken, so gebrauchte er Ölfarben, Wasserfarben, Tinte und anderes mehr. Oft kombinierte er verschiedene Techniken miteinander, wobei ihm die Struktur des Untergrundes ein wichtiger Bestandteil war. Seine Werke sind mehreren Kunstformen zugeordnet worden, so dem Expressionismus, Kubismus und dem Surrealismus, doch sind sie schwierig zu klassifizieren und spielen auf Träume, Dichtung und Musik an, und gelegentlich sind Wörter oder Musiknoten eingebettet. Die späteren Arbeiten sind zum Teil durch hieroglyphenartige Symbole gekennzeichnet, deren Linien Klee als „einen Spaziergang nehmen um seiner selbst willen, ohne Ziel“ umschrieb.

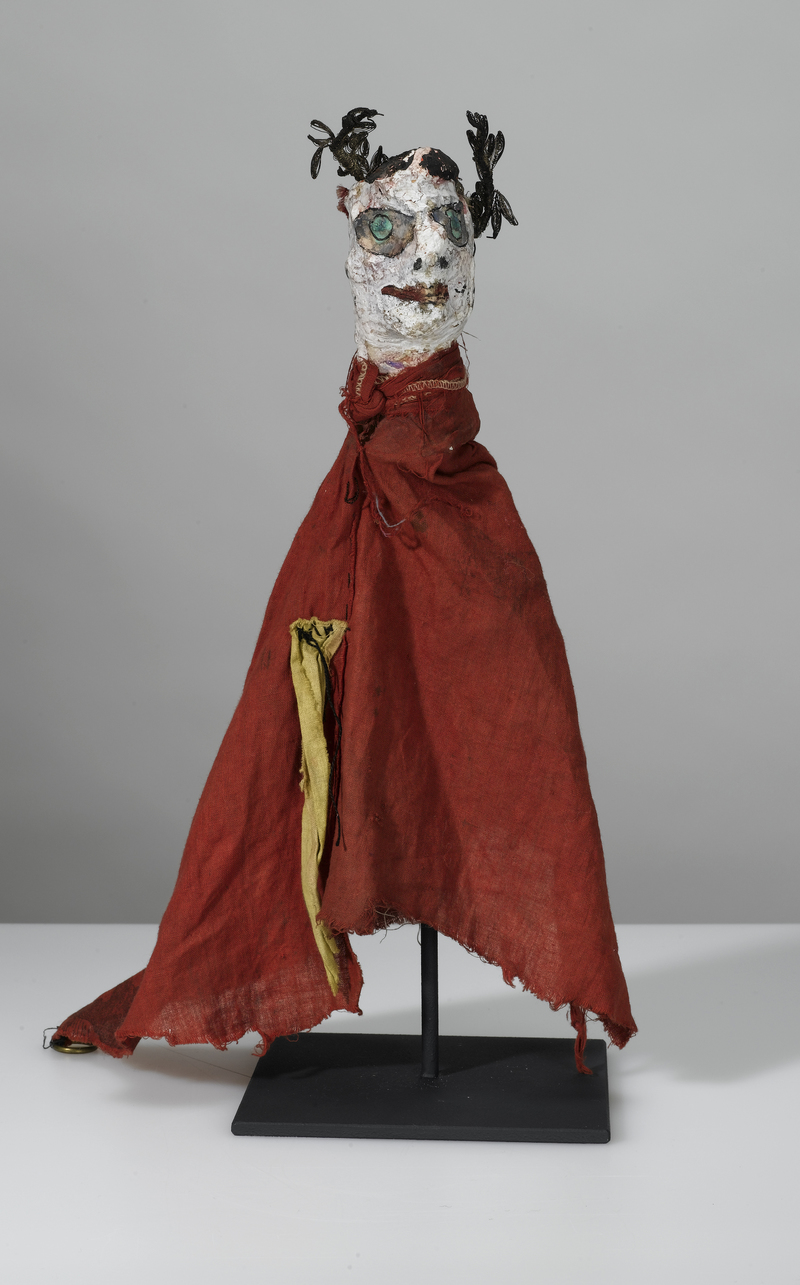
Paul Klee: Handpuppe von 1919, ohne Titel (Gekrönter Dichter)

Zu den wenigen von Klee geschaffenen plastischen Arbeiten gehören Handpuppen, die er für seinen Sohn Felix zwischen 1916 und 1925 gefertigt hat. Der Künstler betrachtete sie nicht als Bestandteil seines Gesamtwerks und führte sie nicht in seinem Werkverzeichnis auf. 30 dieser Puppen sind erhalten und werden im Zentrum Paul Klee, Bern, aufbewahrt.
Klees ab Februar 1911 bis zu seinem Tod eigenhändig geführter Œuvrekatalog verzeichnet insgesamt 733 Tafelbilder (Gemälde auf Holz oder Leinwand), 3159 farbige Blätter auf Papier, 4877 Zeichnungen, 95 Druckgrafiken, 51 Hinterglasbilder und 15 Plastiken. Etwa 1000 Werke schuf er in den letzten fünf Lebensjahren. Seine Kompositionen haben in der Öffentlichkeit eine erstaunliche Popularität erlangt, obwohl sie sich einer einfachen Deutung entziehen.

### Das Frühwerk
Klees frühe Kinderzeichnungen, zu denen seine Großmutter den jungen Paul ermuntert hatte, sind erhalten, einige von ihnen hat Klee in sein Werkverzeichnis aufgenommen. Aus den Berner Jahren stammen insgesamt 19 Radierungen; zehn davon sind im zwischen 1903 und 1905 entstandenen Zyklus der Inventionen enthalten, mit dem Klee im Juni 1906 bei der „Internationalen Kunstausstellung des Vereins bildender Künstler Münchens ‚Secession‘“ erstmals als Künstler an die Öffentlichkeit trat. Die Invention Nr. 11, die Pessimistische Allegorie des Gebirges, wurde von Klee bereits im Februar 1906 aus dem Zyklus herausgenommen. Die satirischen Radierungen des Zyklus, beispielsweise die Jungfrau im Baum/Jungfrau (träumend) von 1903 und Greiser Phoenix von 1905, wurden als „surrealistische Vorposten“ gewertet, wie Klee später in seinem Tagebuch schrieb. Jungfrau im Baum knüpft an das Motiv Le cattive madri (1894) von Giovanni Segantini an. Die Gestaltung zeigt eine Steigerung ins Bizarre, wie sie literarisch in den Werken Alfred Jarrys, Max Jacobs und – in Deutschland – Christian Morgensterns auftrat, dessen groteske Lyrik einen direkten Einfluss auf Klee hatte. Sie weist einen Kulturpessimismus auf, der an der Wende zum 20. Jahrhundert in den Werken der Symbolisten eine Entsprechung findet. Die Invention Nr. 6, die Radierung Zwei Männer, einander in höherer Stellung vermutend von 1903, zeigt zwei unbekleidete Männer, die nur durch ihre Frisuren und Bärte als die beiden Kaiser Wilhelm II. und Franz Joseph I. erkennbar sind. Da sie ihrer Kleider und Insignien beraubt sind, „haben beide keinen Anhaltspunkt mehr, ob ihre konventionellen Ehrbezeugungen […] angebracht sind oder nicht. Da sie davon ausgehen, daß ihr Gegenüber höher bewertet werden könnte“, antichambrieren sie voreinander.

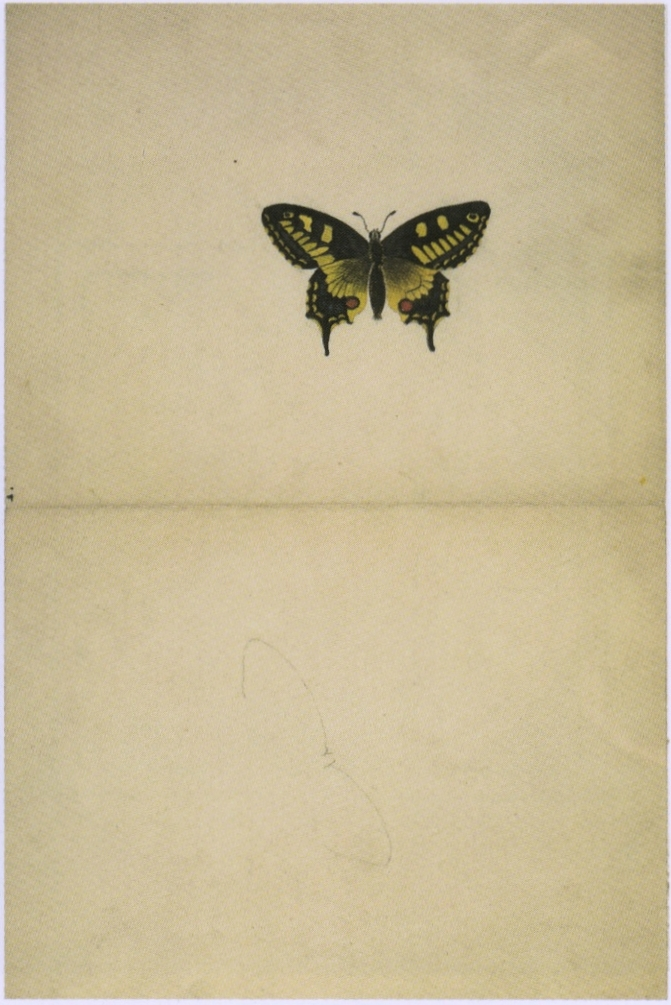
Ohne Titel, um 1892, Aquarell und Bleistift auf Aquarellpapier, Privatbesitz, Schweiz
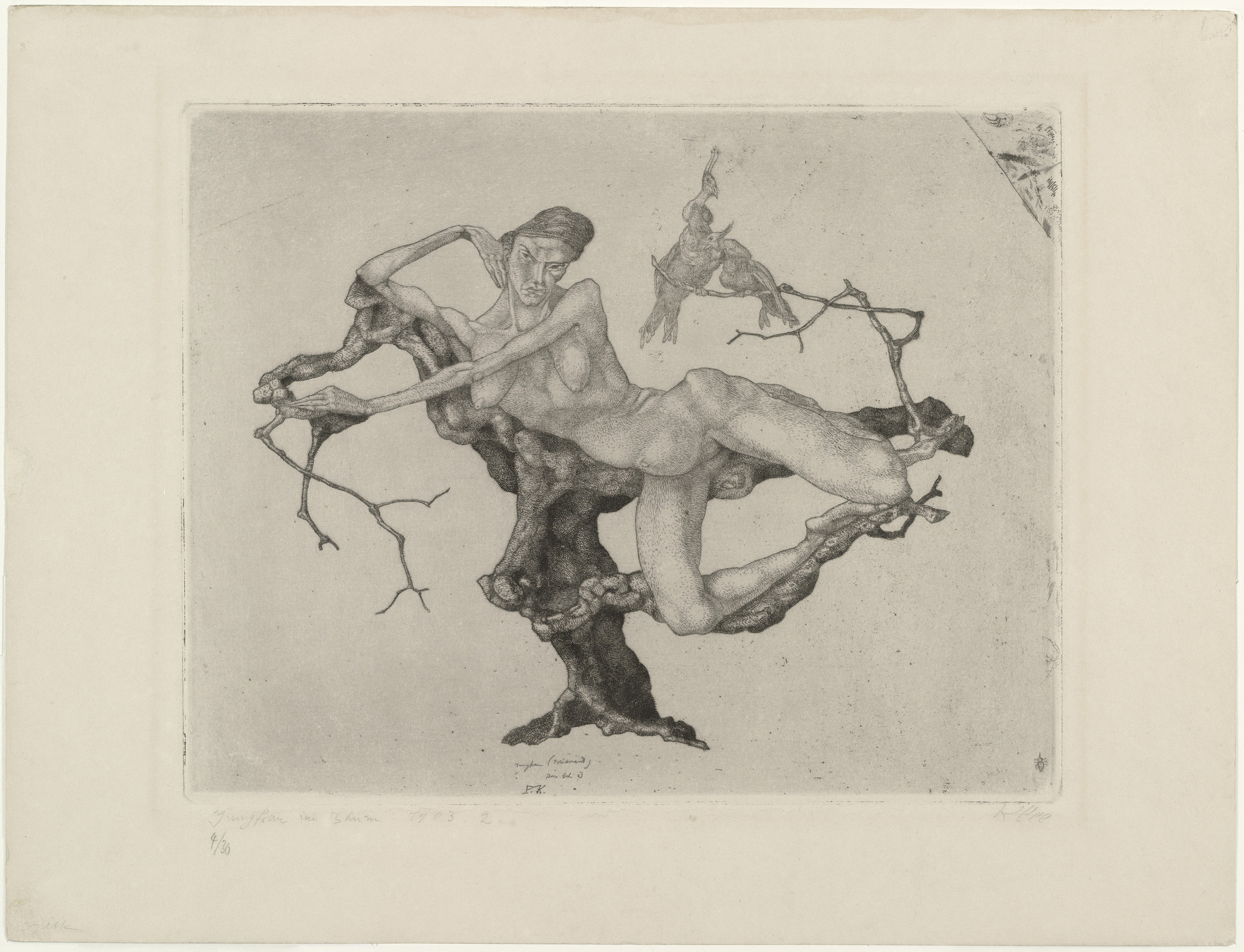
Invention Nr. 3: Jungfrau im Baum, 1903, Radierung, Museum of Modern Art, New York
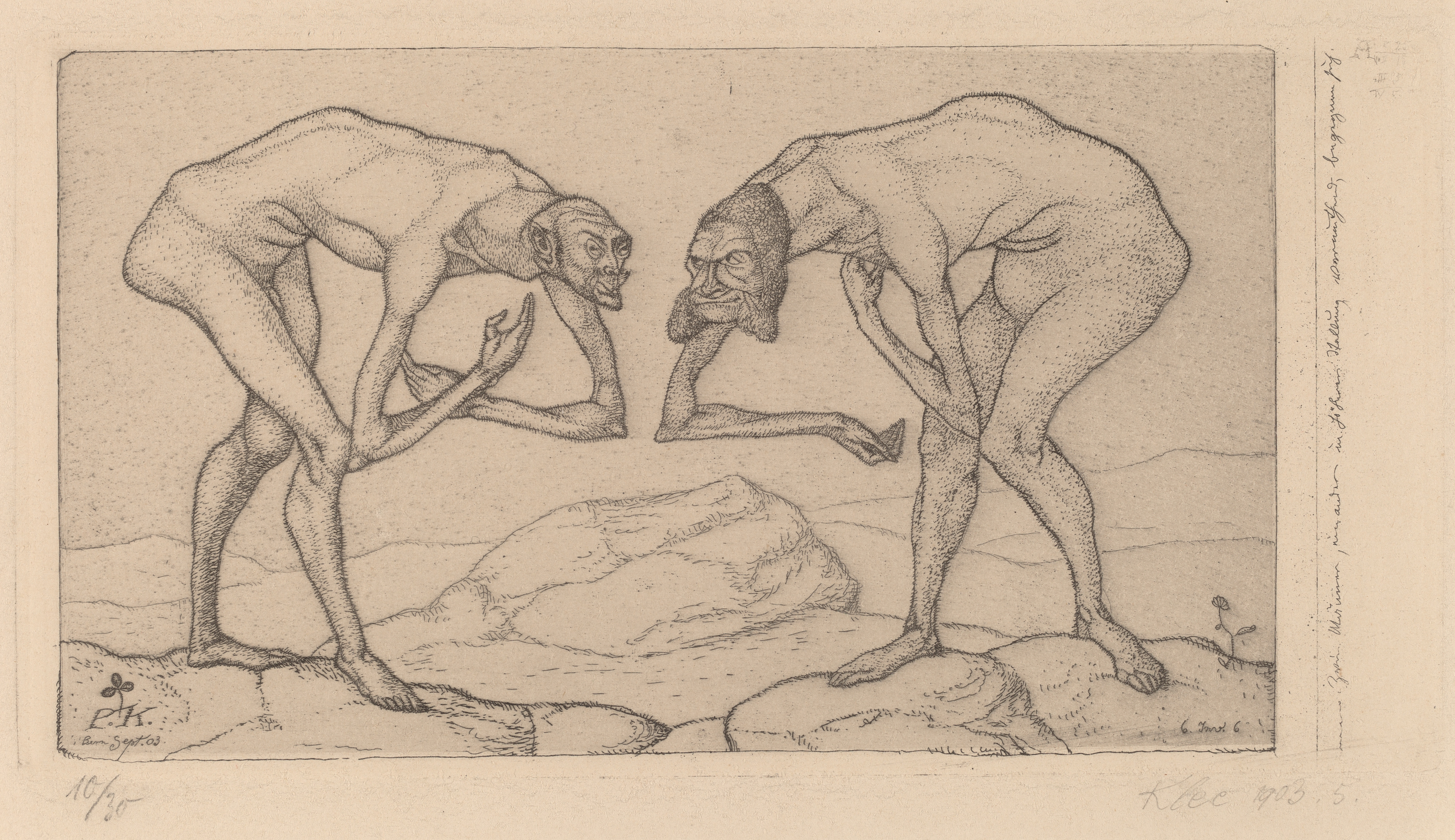
Invention Nr. 6: Zwei Männer, einander in höherer Stellung vermutend, begegnen sich, 1903, Radierung, National Gallery of Art, Washington, D.C.

Eine neue Technik entwickelte Klee ab 1905, indem er Einkratzungen mit einer Nadel auf geschwärzten Glasscheiben begann; es entstanden auf diese Weise 57 Hinterglasbilder, darunter die 1905 entstandene Gartenszene und das Porträt des Vaters aus dem Jahr 1906, mit denen er Malerei und Radierung zu verbinden suchte. Klees einzelgängerisches Frühwerk kam zum Abschluss, als er im Jahr 1910 auf den Grafiker und Illustrator Alfred Kubin traf, der ihn künstlerisch inspirierte. Weitere wichtige Kontakte zur malerischen Avantgarde sollten folgen.

### Inspiration durch Delaunay und den „Blauen Reiter“

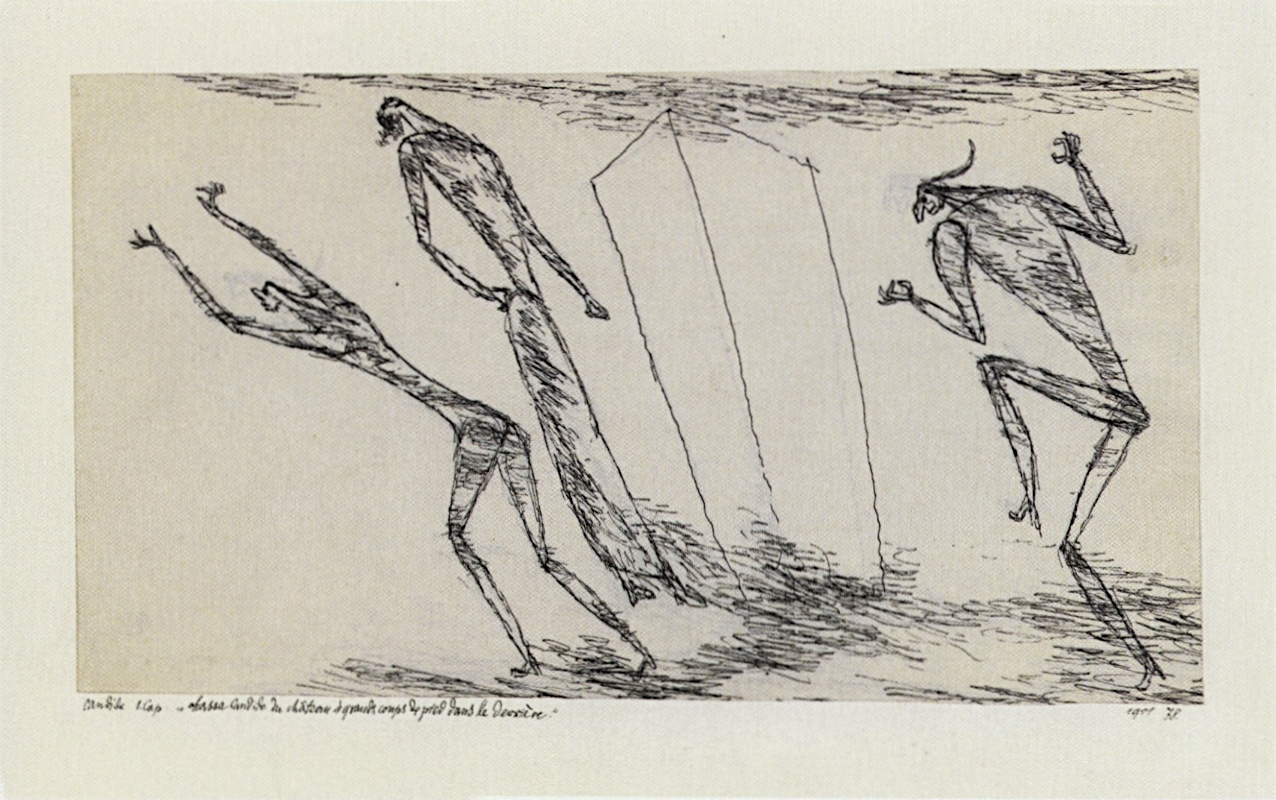
Candide 1. Cap. chassa Candide du château à grands coups de pied dans le derrière, 1911, Feder auf Papier auf Karton, Zentrum Paul Klee, Bern

Im März 1912 schloss Paul Klee die Illustration des Romans Candide ab, der 1920 unter dem Titel Kandide oder die Beste Welt. Eine Erzählung von Voltaire mit 26 Illustrationen des Künstlers im Verlag Kurt Wolff erschien.
Zur farbigen Gestaltung gelangte Paul Klee über die Beschäftigung mit der Farbtheorie von Robert Delaunay, den er im April 1912 in Paris in seinem Atelier besuchte. Die Auseinandersetzung mit den Werken und Theorien Delaunays, dessen Werk dem „orphischen“ Kubismus, auch Orphismus genannt, zugerechnet wird, bedeutet die Hinwendung zur Abstraktion und der Autonomie der Farbe. Ferner wurden die Künstler des Blauen Reiters – vor allem August Macke und Franz Marc – durch die Malerei Delaunays wesentlich beeinflusst, und Klee als assoziiertes Mitglied der Redaktionsgemeinschaft des Blauen Reiters wiederum ließ sich später durch ihre Gemälde inspirieren, da er seinen künstlerischen Schwerpunkt zu dieser Zeit noch nicht gefunden hatte. Er beteiligte sich zwar an den Ausstellungen und erhielt wichtige Impulse für sein späteres Werk, es gelang ihm zu dieser Zeit jedoch noch nicht, seine Vorstellungen vom Umgang mit der Farbe in seinen Bildern umzusetzen. Er sah selbst seine Versuche als konstruiert an. Während seiner Zeit beim „Blauen Reiter“ galt er als hervorragender Zeichner; den endgültigen Durchbruch zur farbigen Malerei brachte jedoch erst die Tunisreise im Jahr 1914 für den Künstler, die ihn zum eigenständigen malerischen Werk führte.

### Mystisch-abstrakte Periode 1914–1919
Auf der gemeinsam mit Macke und Moilliet geplanten zwölftägigen Studienreise nach Tunis im April 1914 entstanden Aquarelle, die die starken Licht- und Farbreize der nordafrikanischen Landschaft in der Art von Paul Cézanne und die kubistische Formauffassung Robert Delaunays umsetzen. Es ging nicht darum, die Natur nachzuahmen, sondern Gestaltungen analog den Formprinzipien der Natur hervorzubringen, beispielsweise in den Werken In den Häusern von Saint-Germain und Straßencafé. Dabei übertrug Klee die Landschaft in ein Rasterfeld, sodass sie in farbliche Harmonie aufgelöst wird. Gleichzeitig entstanden gegenstandslose Arbeiten wie Abstract und Farbige Kreise durch Farbbänder verbunden
Eine endgültige Trennung vom Gegenstand ergab sich in seinem Werk jedoch nicht. Klees über zehn Jahre dauernde Versuche und Auseinandersetzungen mit der Farbe hatten ihn nun zum eigenständigen malerischen Werk geführt, wobei ihm die farbenprächtige orientalische Welt zur Grundlage seiner Gestaltungsideen wurde.

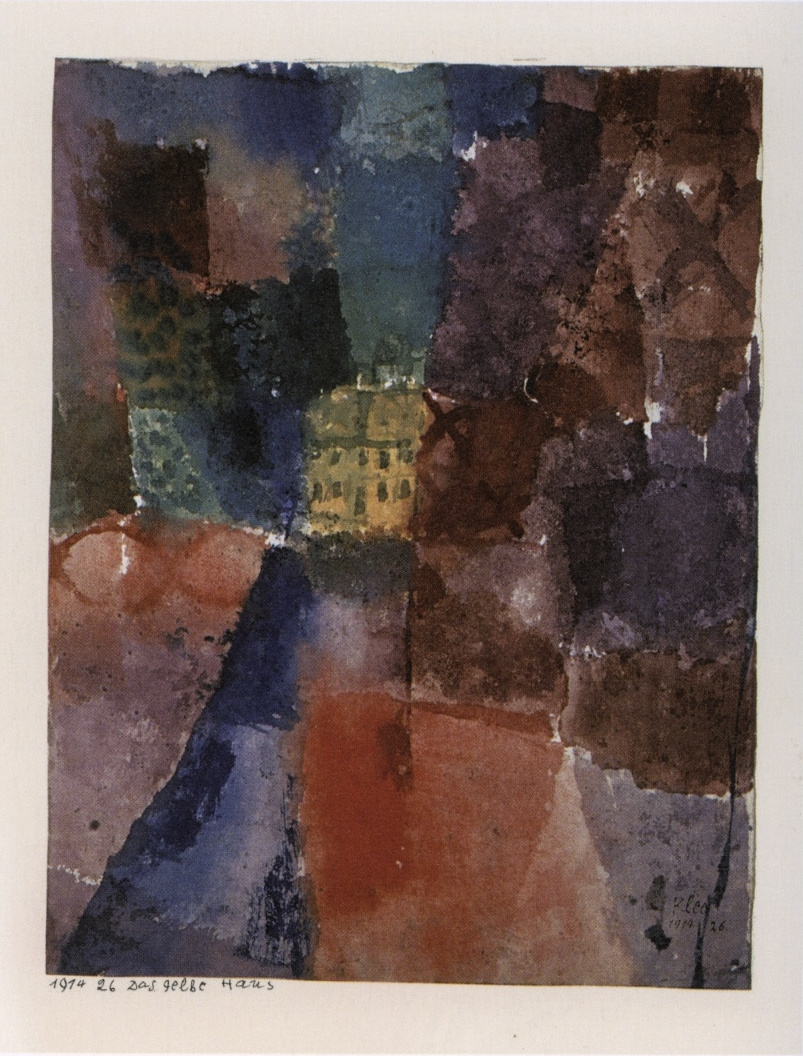
Das gelbe Haus, 1914, Aquarell auf Papier auf Karton, Kunstmuseum Bern, Bern
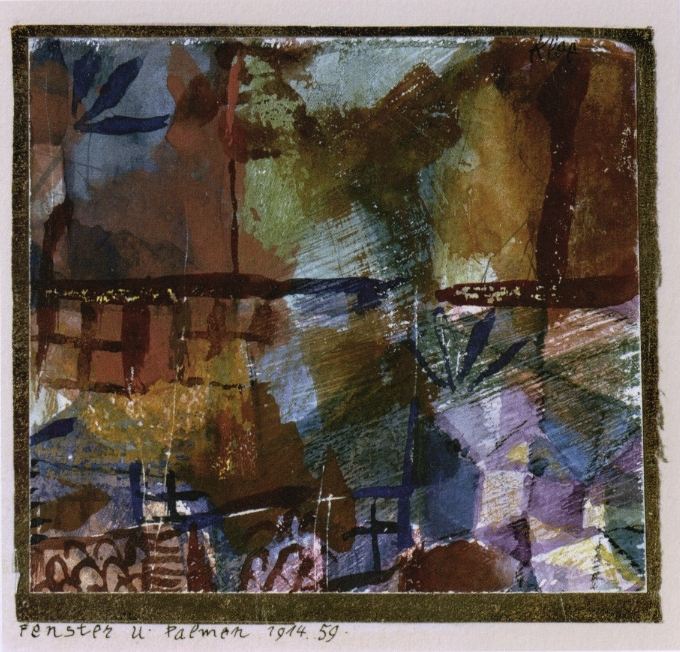
Fenster und Palmen, 1914, Aquarell auf Grundierung auf Papier auf Karton, Kunsthaus Zürich, Zürich
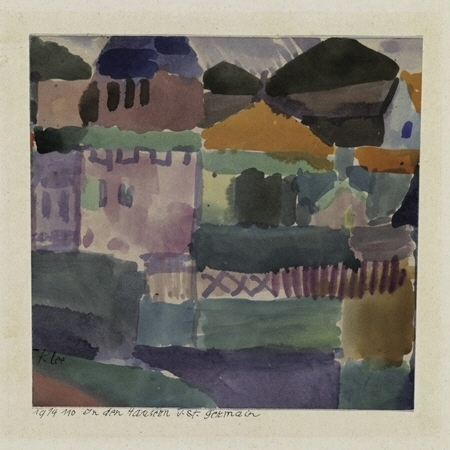
In den Häusern von St. Germain, 1914, Aquarell auf Papier auf Karton, Zentrum Paul Klee, Bern
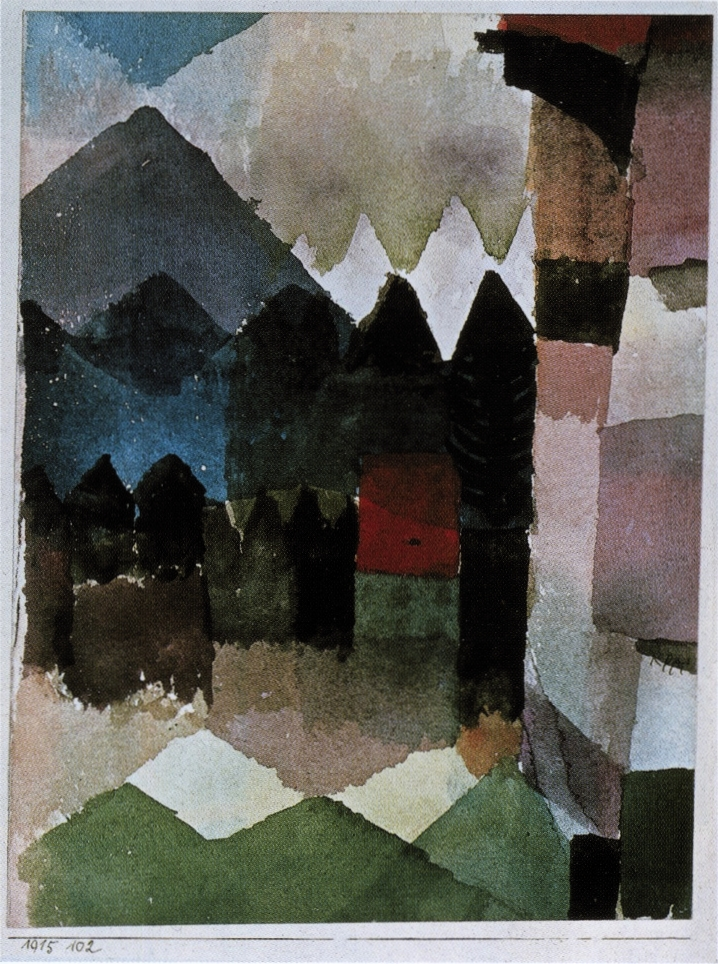
Föhn im Marc’schen Garten, 1915, Aquarell auf Papier auf Karton, Lenbachhaus, München
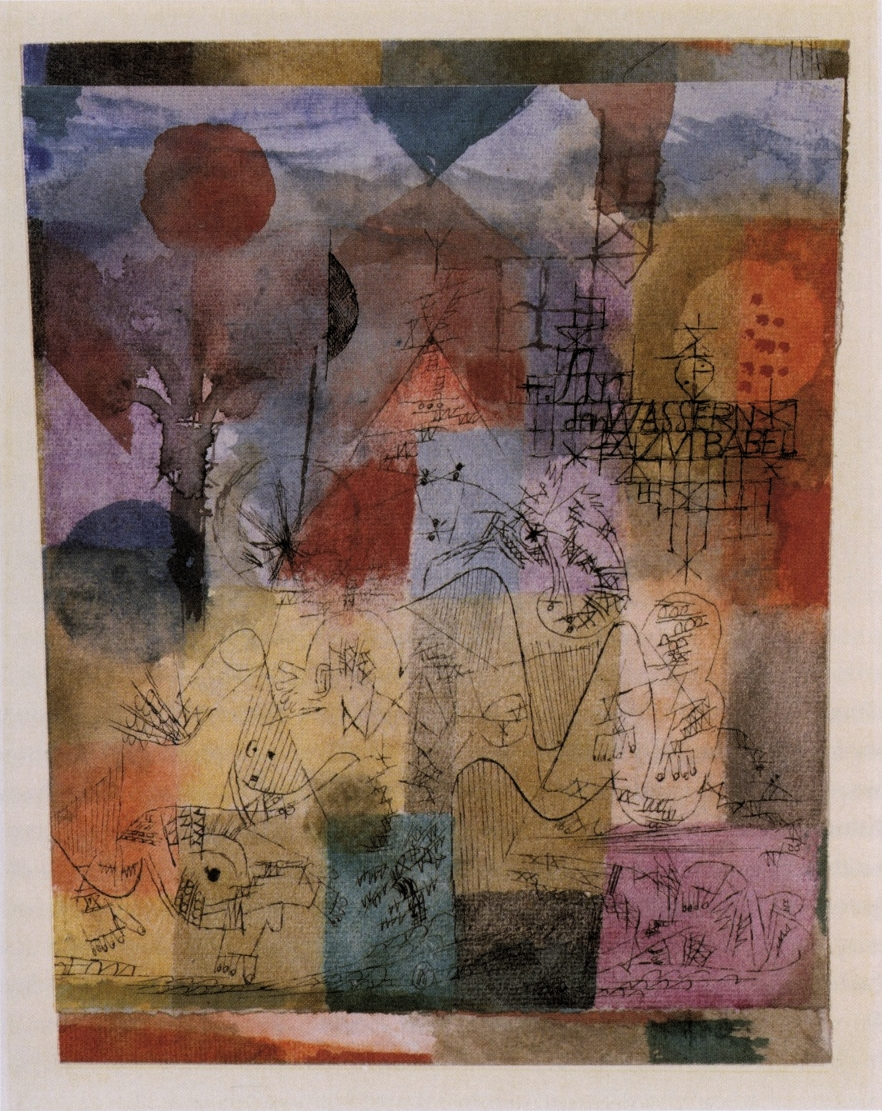
An den Wassern zu Babel, 1918, Aquarell und Feder auf Papier auf Karton, Privatbesitz, Deutschland
Blumenmythos, 1918, Aquarell auf Grundierung auf Gaze auf Karton, Sprengel Museum, Hannover

Nach den Aquarellen, die auf der Tunisreise entstanden, folgte beispielsweise 1915 das Aquarell Föhn im Marc’schen Garten, es lässt deutlich seine neue Beziehung zur Farbe und die Anregungen durch Macke und Delaunay erkennen. Obwohl Elemente des Gartens eindeutig zu identifizieren sind, ist eine weitere Hinwendung zur Abstraktion wahrnehmbar. In seinem Tagebuch schreibt Klee zu dieser Zeit:

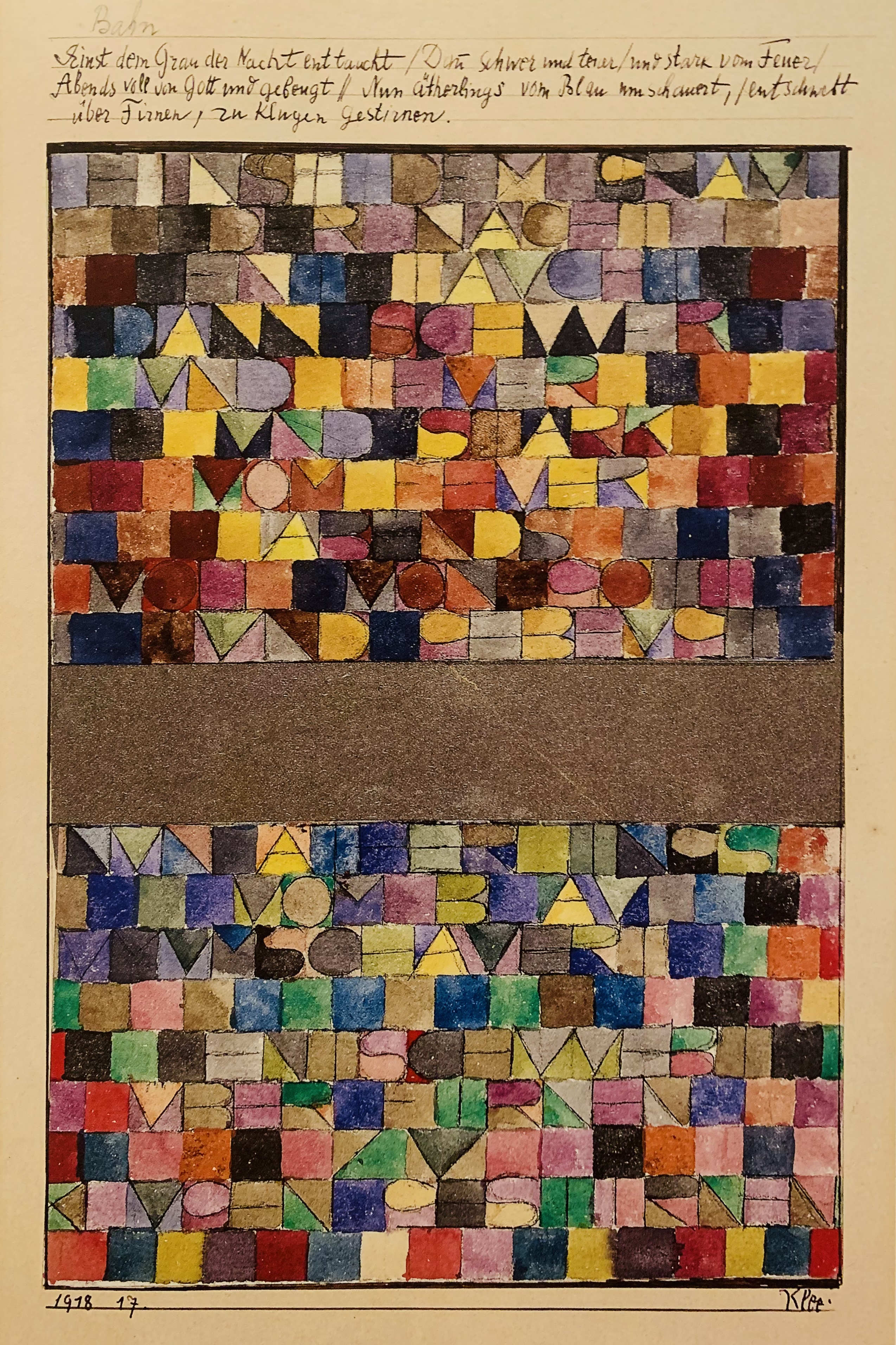
Einst dem Grau der Nacht enttaucht, 1918, Aquarell, Feder und Bleistift auf Papier, mit Silberpapier kombiniert, Kunstmuseum Bern, Bern

„In der großen Formgrube liegen Trümmer, an denen man noch teilweise hängt. Sie liefern den Stoff zur Abstraktion. […] Je schreckensvoller diese Welt, desto abstrakter die Kunst, während eine glückliche Welt eine diesseitige Kunst hervorbringt.“
Unter dem Eindruck seines Militärdiensts entstand das Bild Trauerblumen aus dem Jahr 1917, das mit seinen grafischen Zeichen, pflanzlichen und fantastischen Formen seine späteren Werke vorausahnen lässt, die Grafik, Farbe und Gegenstand harmonisch vereinen. Da Klee in Gersthofen fliegende und vor allem abstürzende Flugzeuge sah und er in seiner Freizeit Fliegerabstürze fotografieren sollte, erschienen in seinen Bildern erstmals Vögel, die wie Papierflugzeuge abstürzten, so in Blumenmythos aus dem Jahr 1918.
In dem Aquarell Einst dem Grau der Nacht enttaucht aus dem Jahr 1918, einem kompositorisch umgesetzten Gedicht, das er vermutlich selbst verfasst hatte, nahm Klee Buchstaben in kleinen, farblich voneinander getrennten Quadraten auf und trennte die erste von der zweiten Strophe durch Silberpapier ab. Oben auf dem Karton, der das Bild trägt, sind die Verse handschriftlich eingetragen. Somit bilden hier Worte sowohl das Thema als auch die Art der Ausführung. Klee lehnte sich hier nicht mehr in der Farbe an Delaunay an, sondern an Franz Marc, obwohl die Bildinhalte beider Maler nicht korrespondierten. Unter anderem sah Herwarth Walden, Klees Kunsthändler, darin eine „Wachablösung“ seiner Kunst. Ab dem Jahr 1919 verwandte er häufiger Ölfarben, die er mit Aquarellfarben und Buntstift kombinierte. Die Villa R (Kunstmuseum Basel) von 1919 vereint sowohl sichtbare Realitäten wie Sonne, Mond, Berge, Bäume und Architekturen, als auch surrealistische Versatzstücke und Stimmungswerte.

### Werke in der Bauhaus-Zeit und in Düsseldorf

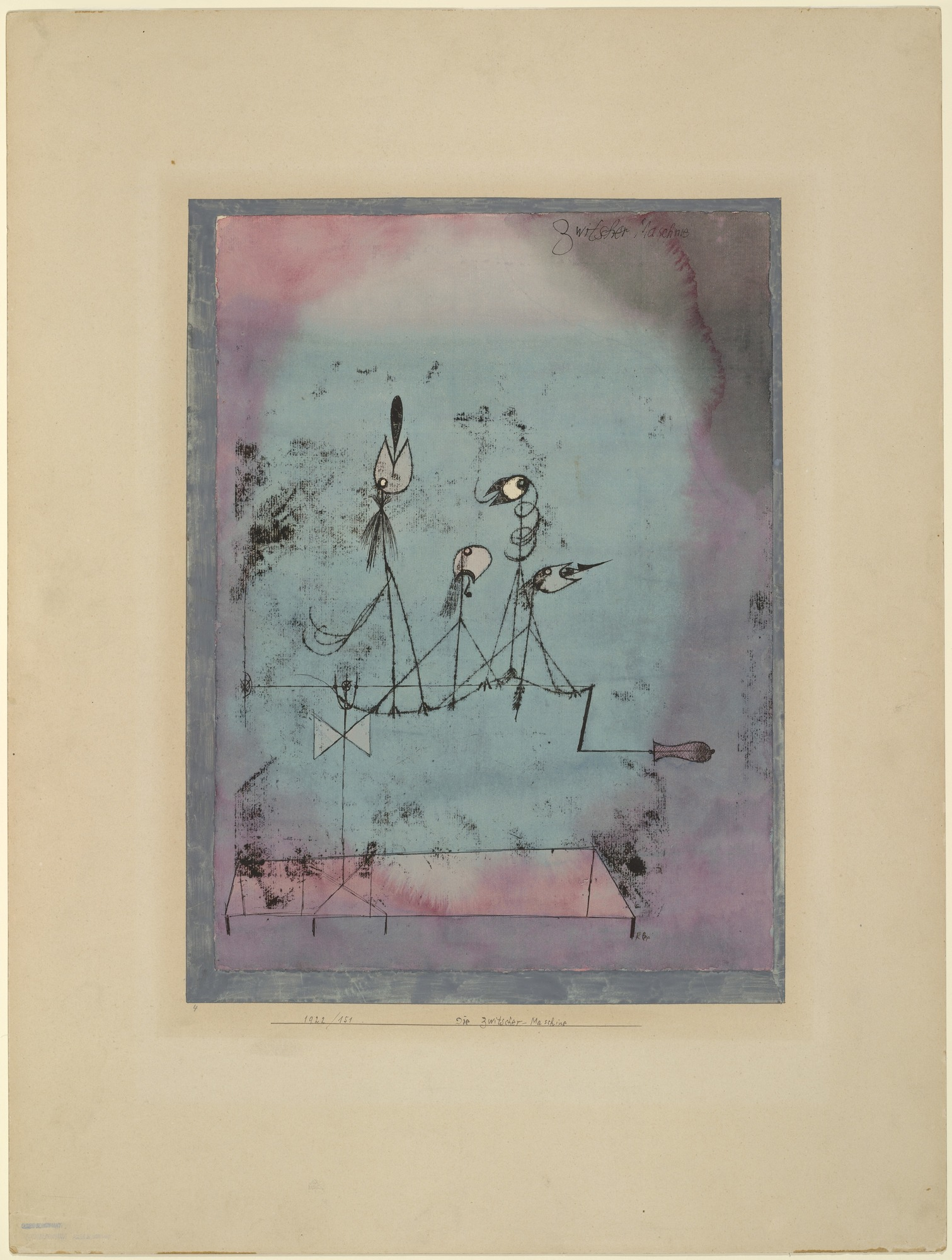
Die Zwitscher-Maschine, 1922, Ölpause und Aquarell auf Papier auf Karton, Museum of Modern Art, New York

Zu seinen Werken dieser Zeit gehören beispielsweise das abstrakte, mit grafischen Elementen versehene Werk betroffener Ort (1922). Aus demselben Jahr stammt das bekannte Gemälde Die Zwitscher-Maschine, die zu den Werken gehörte, die aus der Nationalgalerie Berlin entfernt wurden. Nachdem es in der Ausstellung „Entartete Kunst“ in München diffamierend gezeigt wurde, kaufte es die Buchholz Gallery, New York, eine Zweigstelle des Berliner Kunsthändlers Karl Buchholz, von der es 1939 das Museum of Modern Art für US$ 75 erwarb. Das „Zwitschern“ im Titel bezieht sich auf die Vögel, deren Schnabel geöffnet ist, während die „Maschine“ durch die Kurbel dargestellt wird. Das Aquarell wirkt auf den ersten Blick kindlich, lässt aber mehrere Interpretationen zu. Unter anderem könnte es eine Kritik Klees sein, der durch die Denaturierung der Vögel zeigt, dass die Technisierung der Welt Geschöpfe ihrer Selbstbestimmung beraubt.
Weitere Beispiele aus der Zeit sind der Goldfisch aus dem Jahr 1925, Katze und Vogel 1928 sowie aus der Gruppe seiner Lagen- und Streifenbilder Hauptweg und Nebenwege 1929. Durch Variationen des Leinwanduntergrunds und aufgrund seiner kombinierten Maltechniken erreichte Klee immer neue Farbeffekte und Bildwirkungen.
In der Düsseldorfer Zeit entstand im Jahr 1932 Ad Parnassum, mit 100 × 126 cm eines der größten Bilder Klees, der sonst meistens in kleinen Formaten arbeitete. In diesem mosaikähnlichen Werk, das im Stil des Pointillismus gearbeitet ist, vereinte er wiederum verschiedenen Techniken und Kompositionsprinzipien. In Erinnerung an die Ägyptenreise 1928/29 baute Klee ein Farbfeld aus einzelnen gestempelten Punkten auf, dem er mit wenigen ebenfalls gestempelten Linien einen gegenständlichen Rahmen gab, der an eine Pyramide erinnert. Über dem Dach des „Parnass“ scheint die Sonne zu leuchten. Der Titel identifiziert das Bild als den Sitz Apollons und der Musen. Im letzten Jahr in Deutschland, 1933, entstanden zahlreiche Gemälde und Zeichnungen; das Werkverzeichnis umfasst 482 Nummern. Das Selbstporträt in diesem Jahr – mit dem programmatischen Titel von der Liste gestrichen – gibt Auskunft über sein Befinden: Klee hatte seine Professur verloren. Das in dunklen Farben gehaltene abstrakte Porträt weist geschlossene Augen und einen zusammengepressten Mund auf, durch den angedeuteten Hinterkopf läuft ein großes „X“ – seine Kunst galt nichts mehr in Deutschland.

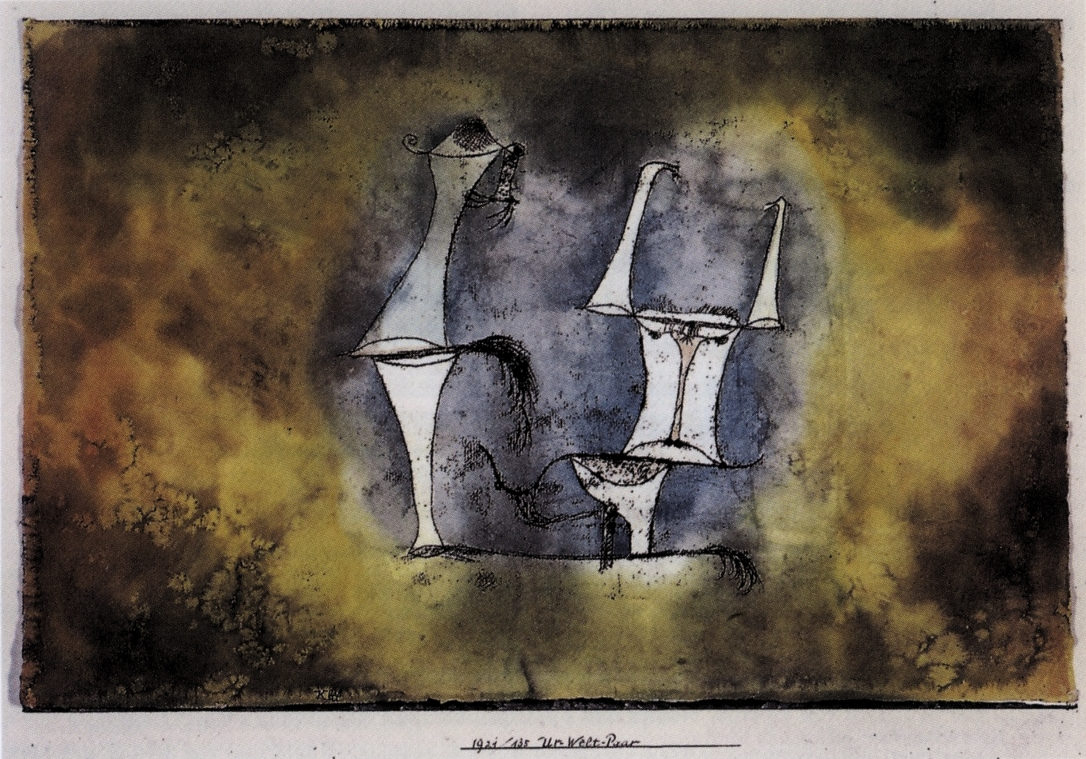
Ur-Welt-Paar, 1921, Ölpause und Aquarell auf Ingrespapier, Bayerische Staatsgemäldesammlung, München
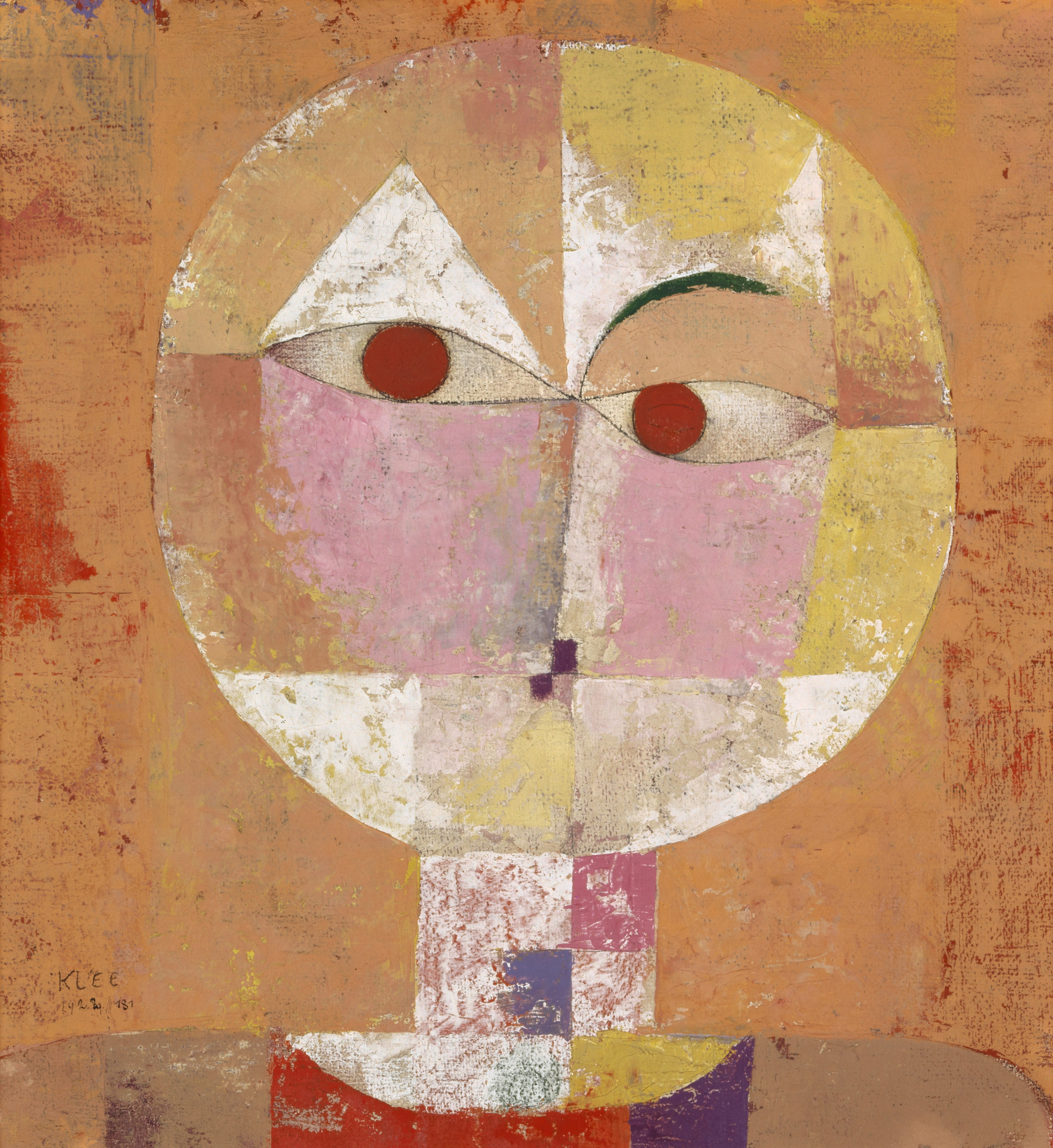
Senecio, 1922, Öl auf Gaze, Kunstmuseum Basel, Basel
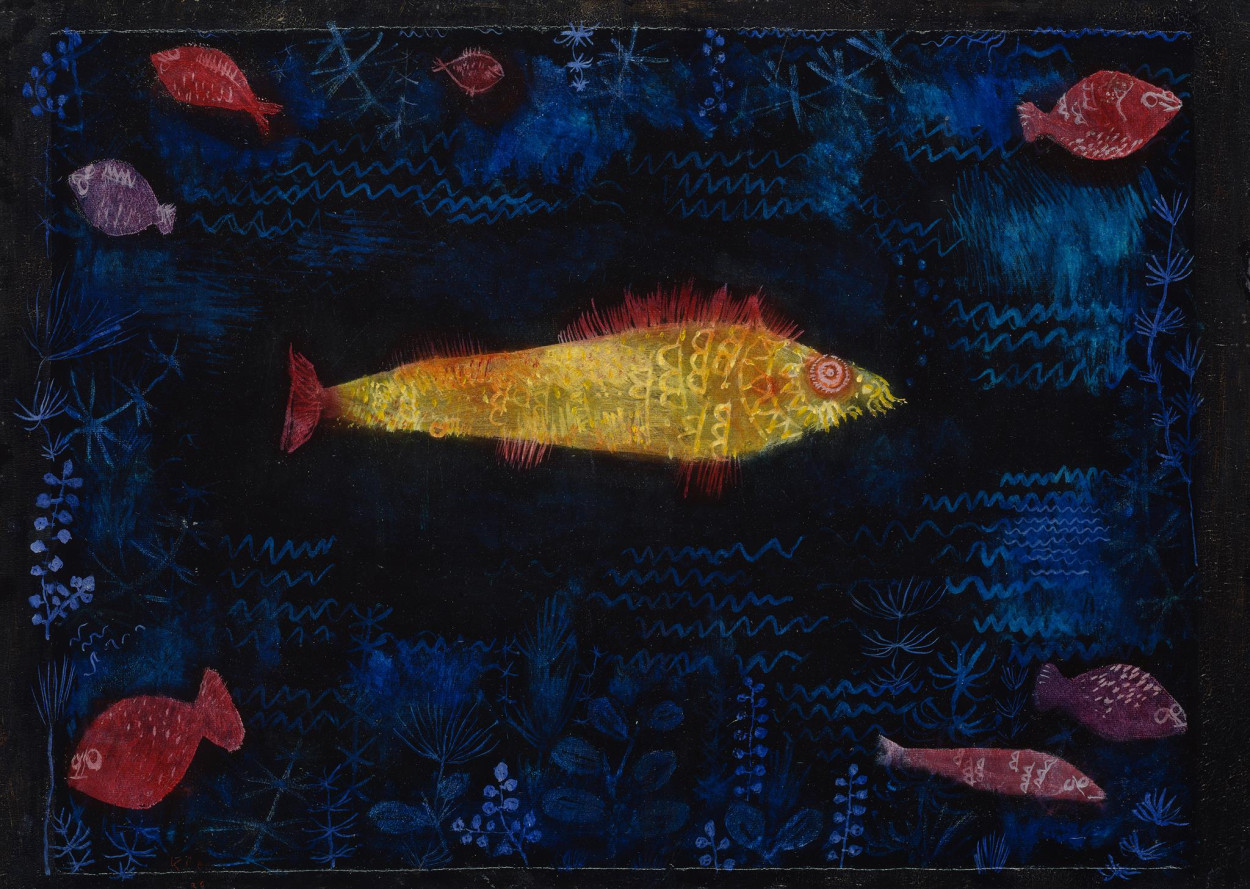
der Goldfisch, 1925, Öl und Aquarell auf Papier auf Karton, Hamburger Kunsthalle, Hamburg
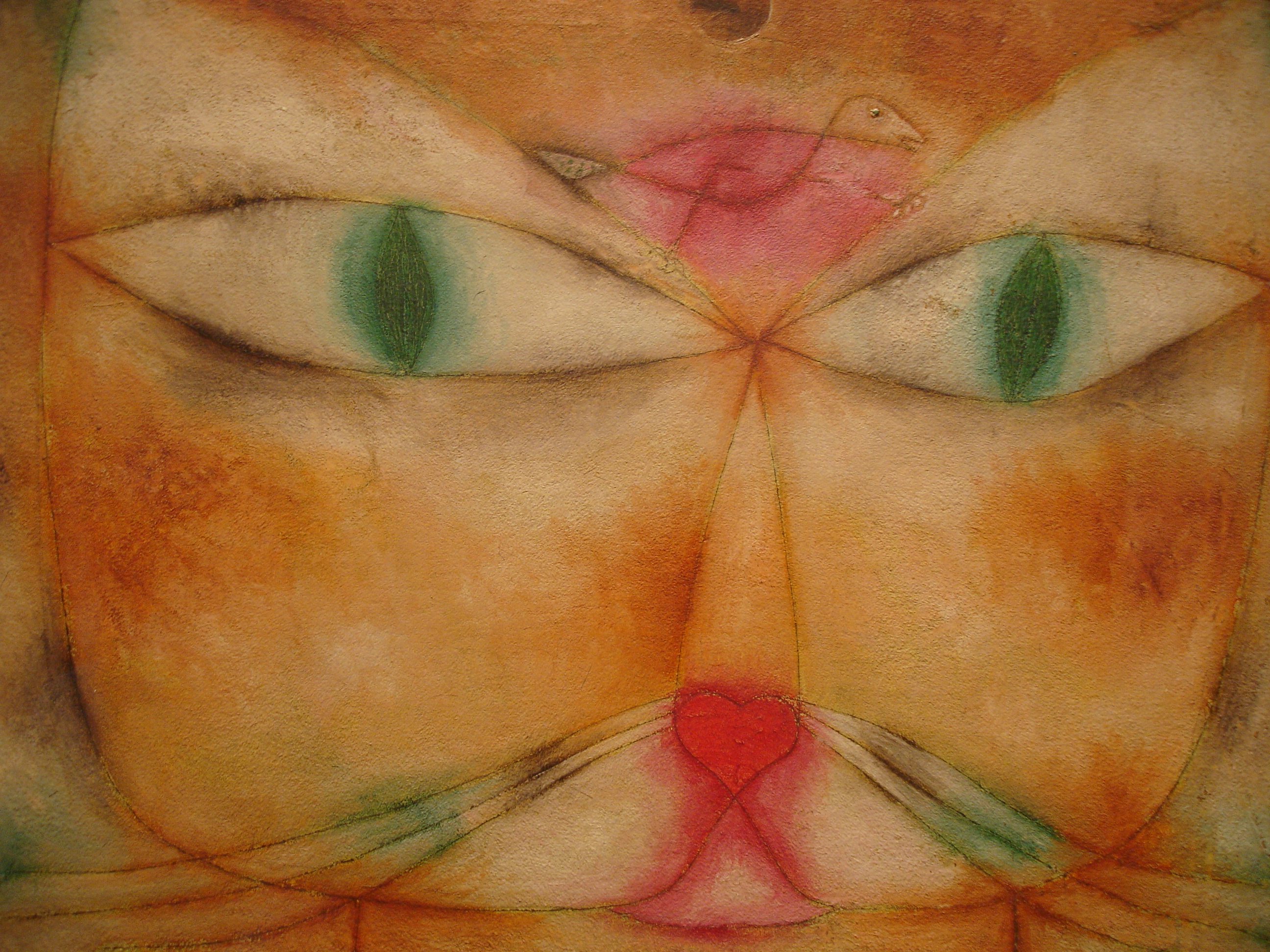
Katze und Vogel, 1928, Öl und Tusche auf Leinwand auf Holz, Museum of Modern Art, New York
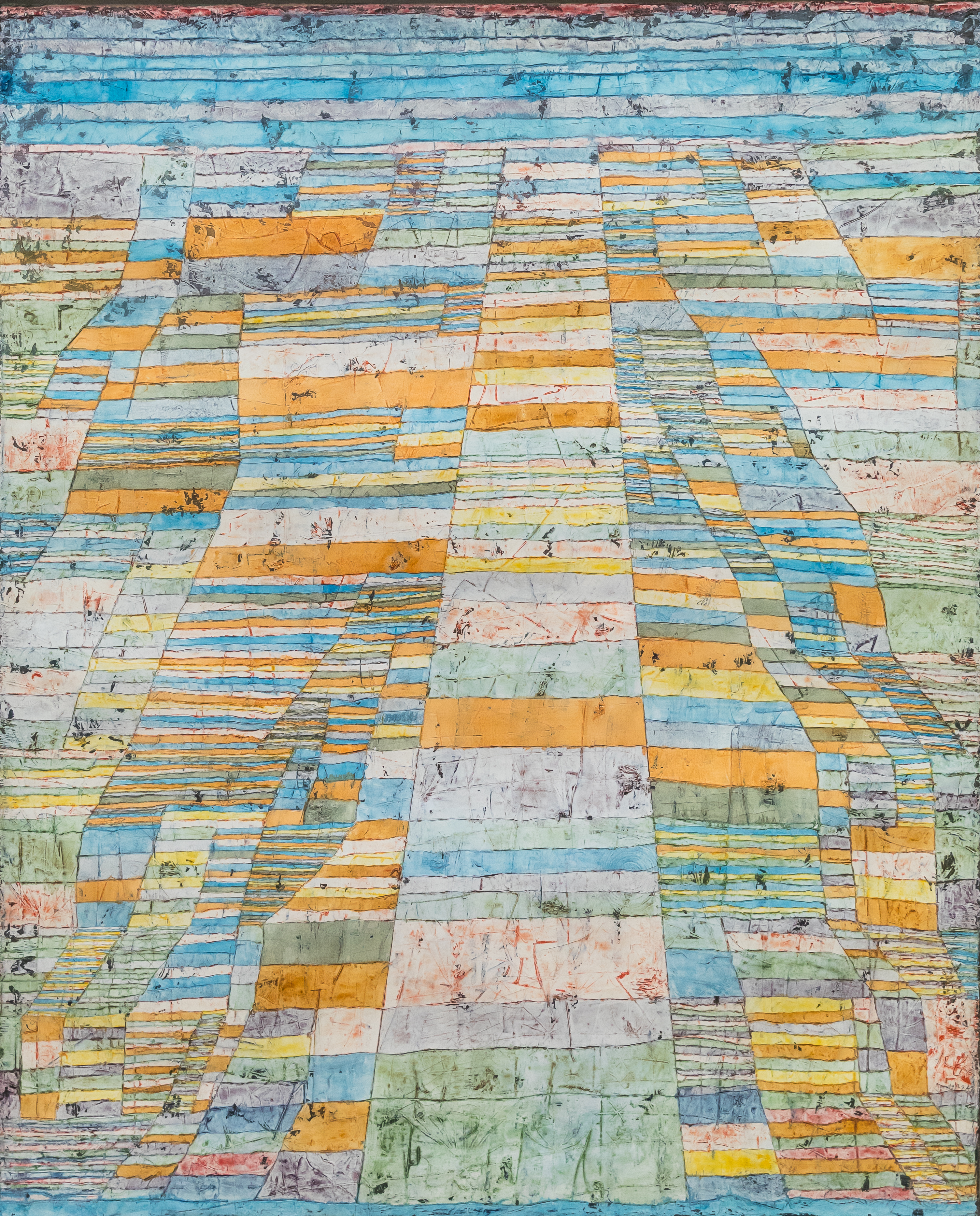
Hauptweg und Nebenwege, 1929, Öl auf Leinwand auf Keilrahmen, Museum Ludwig, Köln
Ad Parnassum, 1932, Ölfarbe, Linien aufgestempelt, Punkte in Weiß aufgestempelt und nachträglich übermalt, auf Kaseinfarbe auf Leinwand auf Keilrahmen, Kunstmuseum Bern, Bern

### Das Spätwerk in der Schweiz

Revolution des Viadukts, 1937, Öl auf Ölgrundierung auf Baumwolle auf Keilrahmen, Hamburger Kunsthalle

Klees Gestaltung in dieser Zeit wandte sich großformatigen Bildern zu. Waren nach Ausbruch der Krankheit noch 25 Nummern im Werkverzeichnis für das Jahr 1936 aufgeführt, steigerte sich seine Produktivität 1937 erheblich auf 264 Arbeiten, 1938 auf 489, und 1939, seinem produktivsten Jahr, führte er 1254 Werke auf. Seine Werke befassen sich mit ambivalenten Themen, die sein persönliches Schicksal, die politische Situation und ebenso seinen Witz ausdrücken: Das Aquarell Musiker, ein Strichmännchengesicht mit teils ernstem, teils lächelndem Mund sowie die Revolution des Viadukts, das eines seiner bekanntesten Bilder ist und als Klees Beitrag zur antifaschistischen Kunst aufgefasst wird, seien als Beispiele genannt. In dem Viadukt aus dem Jahr 1937 treten die Brückenbögen aus der Reihe, sie weigern sich, nur ein Glied in der Kette zu sein und machen Revolution.
Klees rund 80 Engelmotive entstanden hauptsächlich zwischen 1938 und 1940 als Ausdruck seiner damaligen Lebenssituation. Ausstellungen im Museum Folkwang in Essen und in der Hamburger Kunsthalle im Jahr 2013 kommentierten das Thema wie folgt:

„Als geflügelte Mischwesen, halb Mensch halb Himmelsbote, repräsentieren sie eine Übergangsform zwischen irdischer und überirdischer Existenz, die dem aktuellen Bedürfnis nach Spiritualität entgegen kommt, zugleich aber auch die moderne Skepsis gegenüber Religion und Glaubensfragen reflektiert. […] Nicht selten geraten Klees Engel aber auch in die Nähe des Teufels: Luzifer und Leviathan, Mephisto und ‚Chindlifrässer‘ sind diabolische Figuren, die Klee unmittelbar bei seinen Engeln ansiedelt und ihnen manchmal sogar deren Gestalt gibt. Diese Nähe von Engeln und Teufeln entspricht Klees Philosophie eines Ausgleichs der Kräfte, die den Gegensatz von Gut und Böse nicht kennt, sondern die Relativität moralischer Wertvorstellungen vertritt.“

Ab 1938 arbeitete Klee noch intensiver mit hieroglyphenhaften Elementen. Das Gemälde Insula dulcamara aus diesem Jahr, das mit 88 × 176 cm zu seinen größten Bildern gehört, zeigt in der Mitte dieser Elemente ein weißes Gesicht, das mit seinen schwarz umrandeten Augenhöhlen den Tod symbolisiert. Bitterkeit und Trauer sind in vielen seiner Werke aus dieser Zeit erkennbar.

geöffnet, 1933, Feder mit Tusche, Bleistift und Wasserfarbe, gewachst, auf Grundierung auf Nesseltuch auf Sperrholz, Privatbesitz, Schweiz
Das Tor zur Tiefe, 1936, Feder und Wasserfarbe, gefirnisst, auf Grundierung auf Baumwolle auf Karton auf Keilrahmen, Privatbesitz, Schweiz
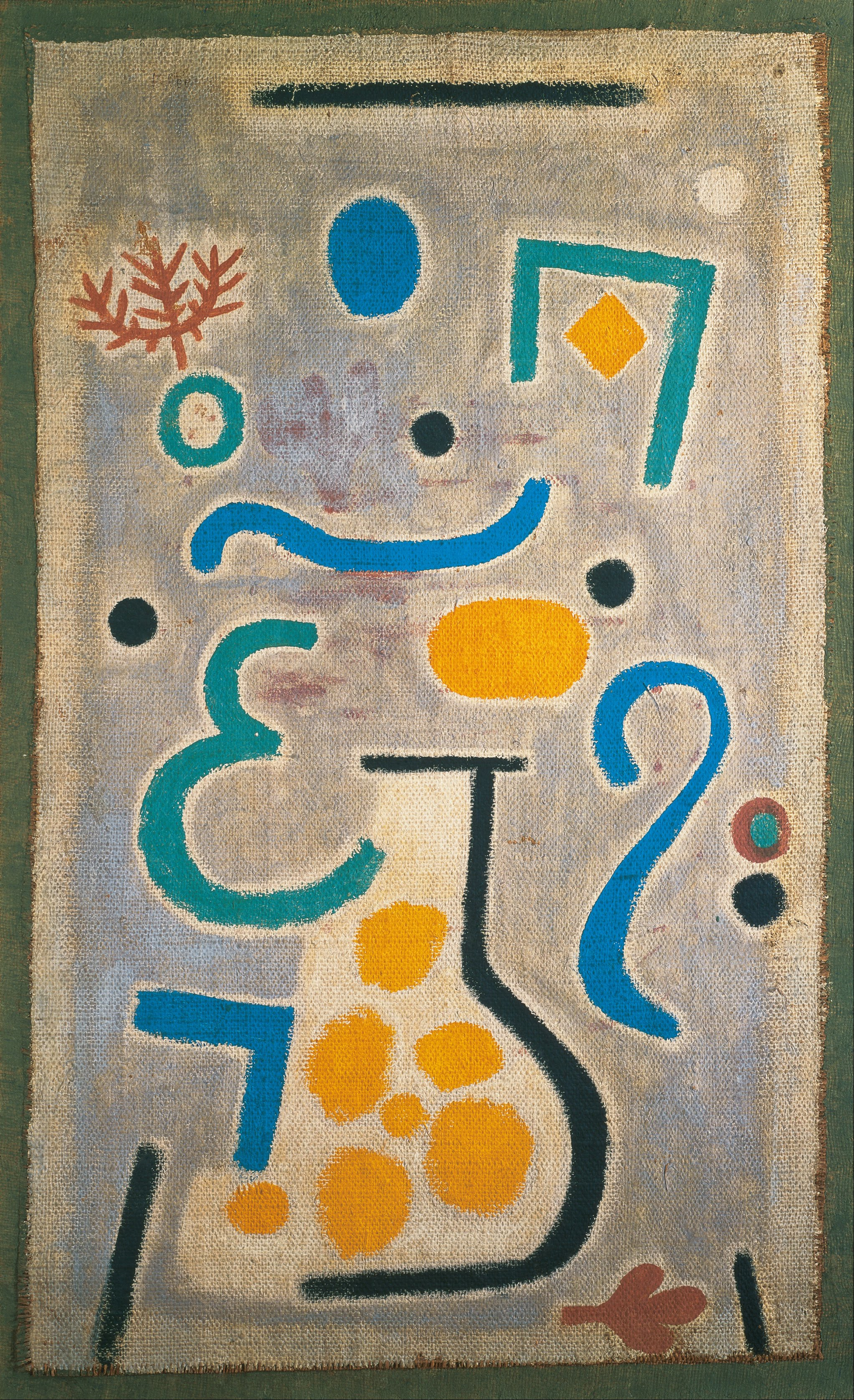
Die Vase, 1938, Öl auf Jute, Fondation Beyeler, Riehen bei Basel
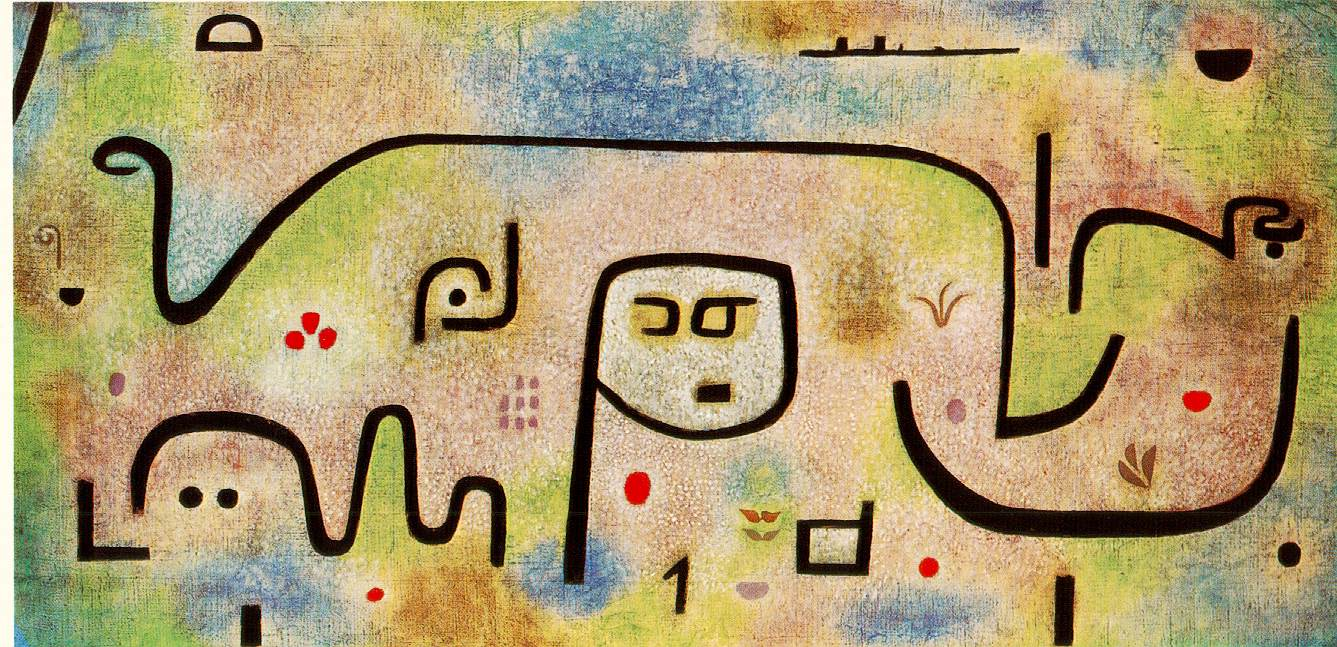
Insula dulcamara, 1938, Öl- und Kleisterfarbe auf Zeitungspapier auf Jute auf Keilrahmen, Zentrum Paul Klee, Bern
Heroische Rosen, 1938, Öl auf Leinwand, Kunstsammlung Nordrhein-Westfalen, Düsseldorf
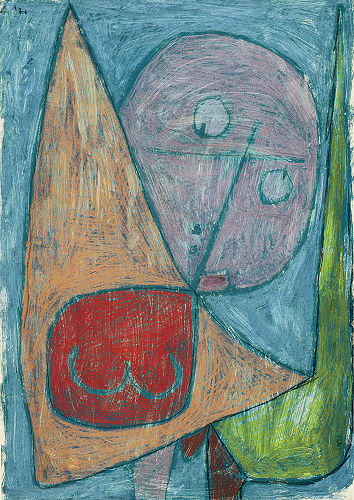
Engel, noch weiblich, 1939, Kreide auf Grundierung auf Papier auf Karton, Zentrum Paul Klee, Bern
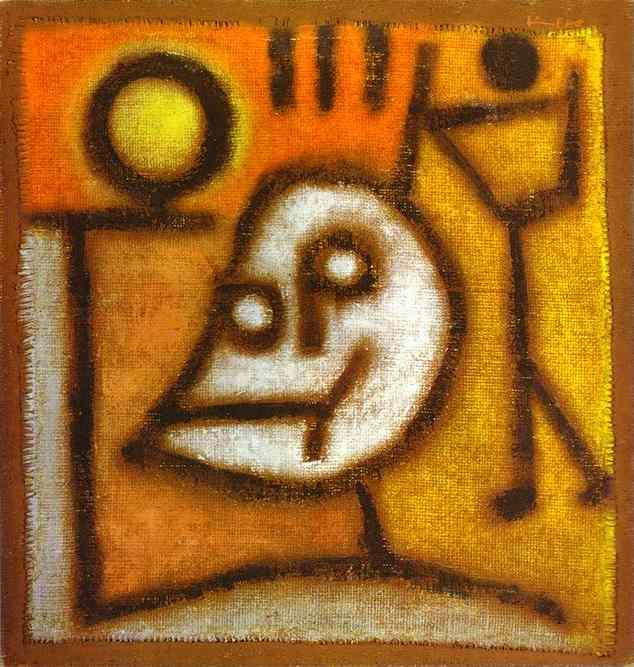
Tod und Feuer, 1940, Öl und Leimfarbe auf Jute, Zentrum Paul Klee, Bern
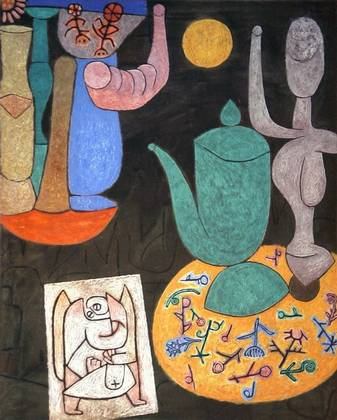
Ohne Titel (Der Todesengel), 1940, Öl auf Leinwand auf Keilrahmen, Zentrum Paul Klee, Bern

Das 1940 fertiggestellte Bild, das sich von den vorhergehenden stark unterscheidet, hinterließ Klee vor seinem Tod unsigniert auf der Staffelei. Es ist ein vergleichsweise realistisches Stillleben Ohne Titel, später genannt Der Todesengel, auf dem unter anderem Blumen, eine grüne Kanne, eine Skulptur und ein Engel abgebildet sind. Von diesen Gruppen getrennt erscheint auf dunklem Grund der Mond. Klee hatte sich vor diesem Bild anlässlich seines 60. Geburtstags fotografieren lassen. Es wird vermutet, dass Klee dieses Werk als sein künstlerisches Vermächtnis angesehen hat.

### Kunsttheoretische Schriften, Tagebücher, Briefe und Gedichte

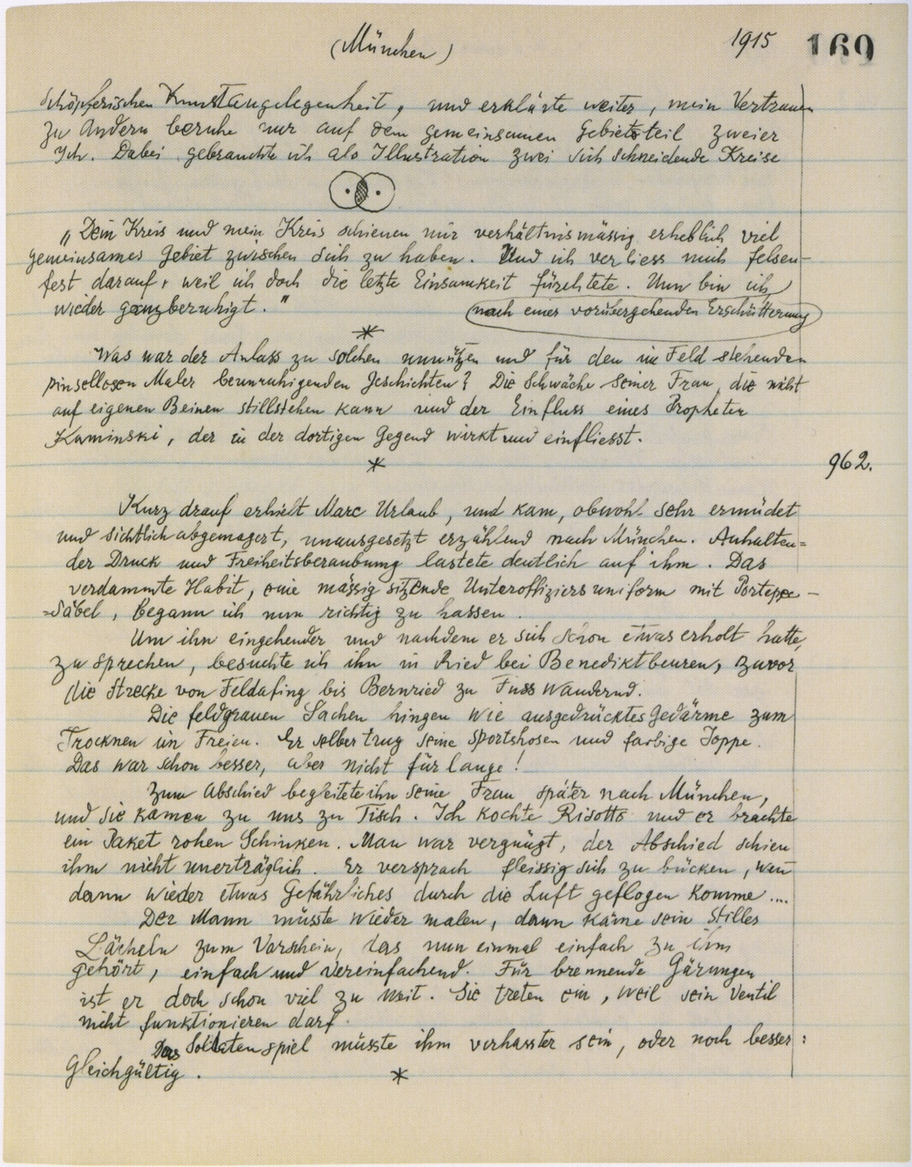
Tagebuch III, 1915, Paul-Klee-Stiftung, Bern

Nach der Heirat 1906 und der Übersiedlung nach München war Paul Klee außer als Künstler auch journalistisch tätig. So schrieb er von November 1911 bis Dezember 1912 für die Berner Zeitschrift Die Alpen Beiträge über das Münchner Kunst- und Musikleben. Im Augustheft des Jahres 1912 veröffentlichte Klee einen Bericht über die vom 7. Juli bis 31. Juli stattfindende Ausstellung im Kunsthaus Zürich, bei der Werke des von Hans Arp, Walter Helbig und Oscar Lüthi gegründeten „Modernen Bundes“, einer Vereinigung von Schweizer Künstlern, zusammen mit Werken des Blauen Reiters gezeigt wurden. Klee verwendet in seinem Bericht den Begriff Expressionismus, jedoch anders, als es seine Zeitgenossen taten. Für Klee war mit dem Expressionismus nicht nur die künstlerische Entwicklung weiter vorangetrieben worden, sondern wirklich Neuland für künstlerische Möglichkeiten im Sinne eines „erweiterten Kunstgebiets“ erschlossen worden.
Nach 1912 beschränkte Klee seine schriftlichen Veröffentlichungen auf kunsttheoretische Aufsätze, die hauptsächlich zwischen 1920 und 1925 entstanden, sowie auf Abhandlungen über Wassily Kandinsky (1926) und Emil Nolde (1927). 1957 wurden die Tagebücher (1898–1918) postum veröffentlicht, 1960 Gedichte und 1979 Briefe an die Familie. Die Kunsttheorien bedeuten neben den Tagebuchnotizen die wichtigsten Quellen und Wegweiser zu seinem Werk.
Bereits während des Ersten Weltkriegs begann Klee 1918 seine erste kunsttheoretische Auseinandersetzung, die Schöpferische Konfession. Veröffentlicht wurde sie 1920 in Berlin zusammen mit den Bekenntnissen anderer Maler und Dichter in „Tribüne der Kunst und der Zeit. Eine Schriftensammlung“, herausgegeben von Kasimir Edschmid. Der bekannte erste Satz daraus – „Kunst gibt nicht das Sichtbare wieder, sondern macht sichtbar.“ – zeigt Klees Gestaltungstendenz auf, die Sichtbarmachung einer inneren Welt der Vorstellungen in sein Werk einzufügen. Ausgehend von Leonardo da Vinci, über Robert Delaunay und Wassily Kandinsky, löste sich Klee in dieser Schrift von der Auffassung der simultanen Bilderfassung. Der kleine Band wurde erstmals 1919 in Leipzig gedruckt und wird im Originalmanuskript von der Paul-Klee-Stiftung im Kunstmuseum Bern in einem Wachstuchheft zusammen mit autobiografischen Texten Klees verwahrt.

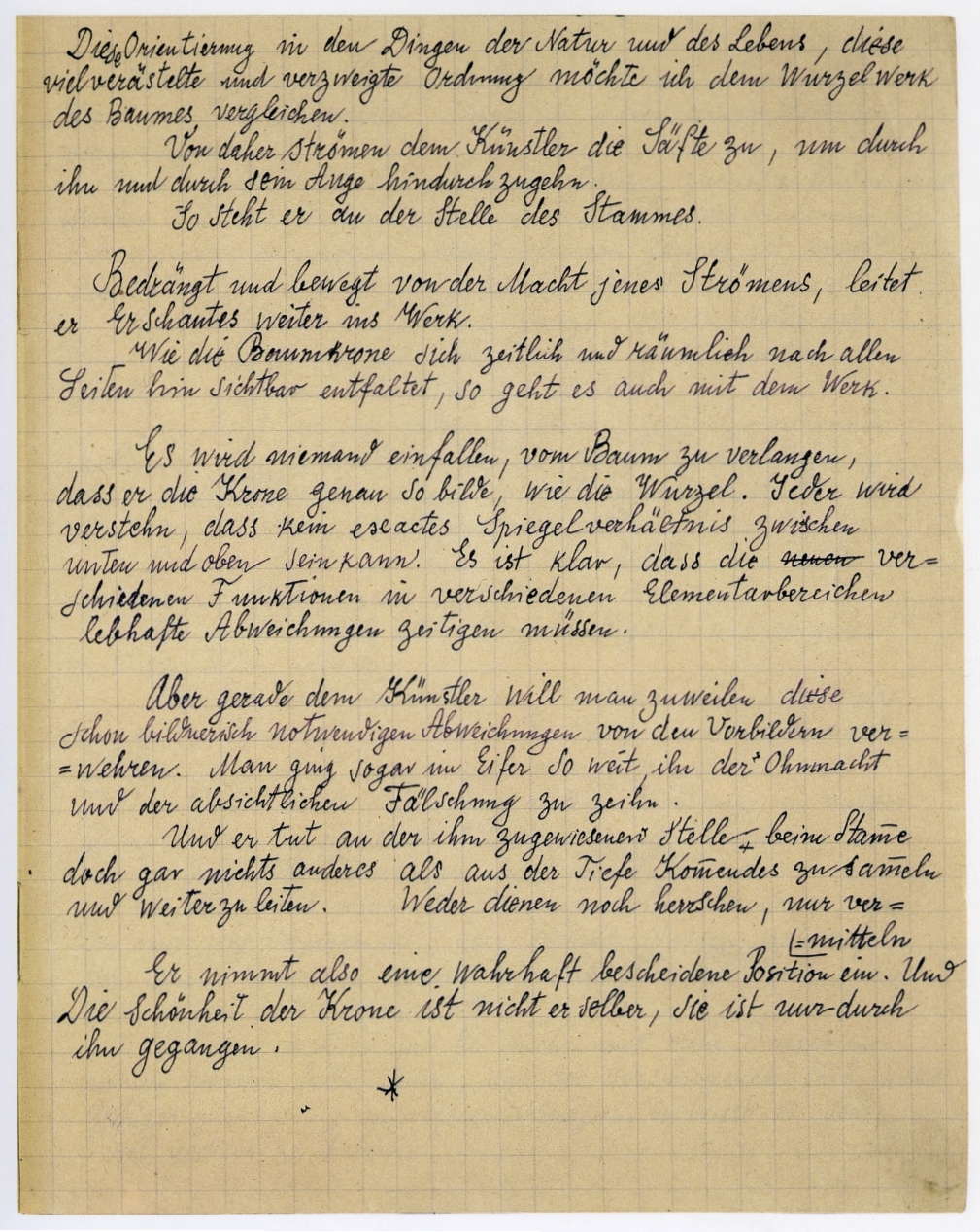
Vortrag, 1924, Folio 4 recto, Zentrum Paul Klee, Bern

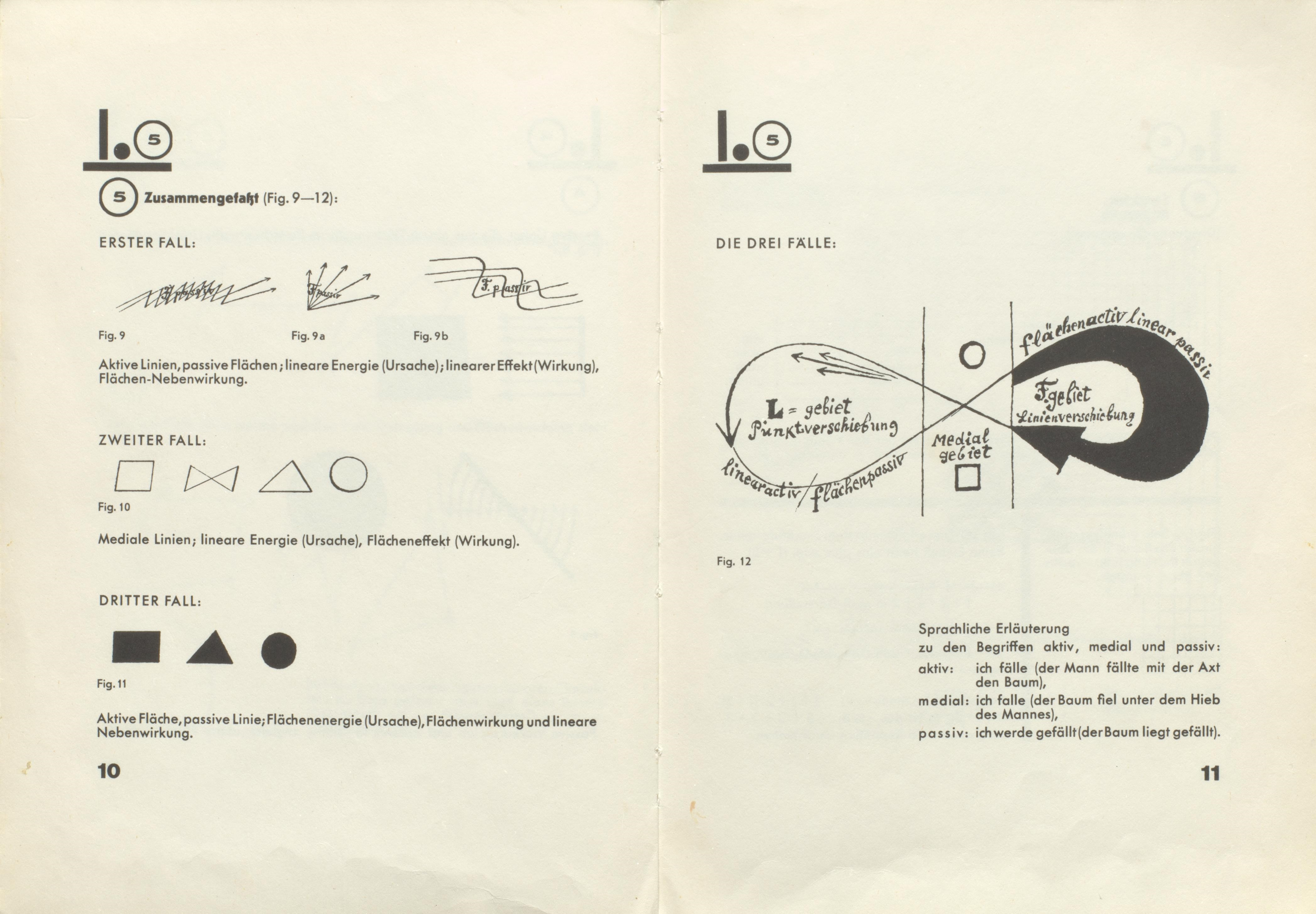
Zwei Seiten aus dem Pädagogischen Skizzenbuch (Bauhausbücher, Band 2, 1925)

Im Oktober 1920 erschien die Schrift Farbe als Wissenschaft. Dieser kurze Text, den Klee auf Anregung des Kunsthistorikers Hans Hildebrandt für das Farben-Sonderheft Das Werk. Mitteilungen des Deutschen Werkbundes verfasste, polemisiert nicht nur gegen die mathetische Farbenlehre des Chemikers und Physikers Wilhelm Ostwald, „sondern enthält zwei grundlegende Hinweise: Es bedürfe keiner Farbenlehre und die Farbwerte seien relative Größen. Die Farbe wird hier erstmals expressis verbis als Absolutum verstanden.“
Im ersten Band der Bauhausbücher erschien 1923 unter anderen Beiträgen Klees Wege des Naturstudiums, in der er die Natur als ein „sine qua non“ der künstlerischen Arbeit beschreibt, die trotz aller freien Umformung der Ausgangspunkt des Künstlers bleiben soll. Im Jahr 1925 erschien als Bauhausbuch Nr. 2 sein Pädagogisches Skizzenbuch, das auf die optische Erziehung des Schülers gerichtet ist und sich hauptsächlich mit den grafischen und farbigen Ausdrucksmitteln beschäftigt.
Aus Anlass seiner am 19. Januar 1924 eröffneten Bilderausstellung im Jenaer Kunstverein im Prinzessinnenschlösschen hielt Klee am 26. Januar seinen bekannt gewordenen Jenaer Vortrag, den der Künstler in seiner Zeit am Bauhaus verfasste und der erstmals 1945 postum unter dem Titel Über die moderne Kunst im Verlag Benteli, Bern-Bümpliz, veröffentlicht wurde. Klee entwickelte darin das vergleichende Bild vom Baum, seinen Wurzeln und der Krone, der Künstler spielt darin den Stamm in der Rolle des Vermittlers, um „aus der Tiefe Kommendes zu sammeln und weiterzuleiten“. Nach Klee sollte die moderne Kunst im Verwandlungsprozess „das veränderte umgeformte Abbild der Natur“ entstehen lassen. Was die Kubisten „création et non imitation“ nannten, formulierte Klee als „Wiedergeburt der Natur im Bilde.“ Die „spezifischen Dimensionen der Malerei“, so Klee, seien vor allem die begrenzten formalen Elemente, wie „Linie, Helldunkel und Farbe“. Von besonderer Bedeutung seien die Farben, die weder mit einem Längenmaß (Linie) noch mit der Waage („Gewicht“ von Tonalität oder Helldunkel) erfassbar seien:

„Da wo mit Maßstab und mit Waage keine Unterschiede mehr festzustellen sind, z. B. von einer rein gelben zu einer rein roten Fläche von gleicher Ausdehnung und gleichem Helligkeitswert, bleibt immer noch die eine wesentliche Verschiedenheit bestehen, die wir mit den Worten gelb und rot bezeichnen.“

So wie Salz und Zucker in ihren wesentlichen Eigenschaften vergleichbar sind, so Klee, können Farben Qualitäten genannt werden. Farbe ist also in erster Linie „Qualität“. Zweitens ist es auch Gewicht, denn es hat nicht nur einen Farbwert, sondern auch einen Helligkeitswert. Aber es ist auch Maß, denn neben den bisherigen Werten hat es seine Grenzen, seinen Umriss, seine Ausdehnung, seine Messbarkeit.

## Rezeption

### Zeitgenössische Sichtweisen von Paul Klee
„Klees Tat ist ganz wunderbar. In einem Minimum von Strich kann er seine ganze Weisheit offenbaren. Er ist alles; innig, zart, und vieles andere Beste, und dies vor allem: er ist neu“, so beschreibt Oskar Schlemmer, der spätere Künstlerkollege vom Bauhaus, die Bilder von Paul Klee in seinem Tagebuch im September 1916.
Der Schriftsteller Wilhelm Hausenstein, Klees Freund, betont in seinem Werk Über Expressionismus in der Malerei von 1919 dessen musische Begabung und resümiert: „Vielleicht ist Klees Einstellung überhaupt nur dem musikalischen Menschen begreiflich – wie Klee selbst einer der köstlichsten Geiger von Bach und Händel ist, die je über die Erde gingen. […] Bei Klee, dem deutschen Klassiker des Kubismus, ist das Musikalische der Welt als Begleiter, vielleicht sogar Gegenstand einer Kunst geworden, die einer in Noten geschriebenen Komposition nicht unähnlich scheint.“

Handzettel zur Ausstellung „Entartete Kunst“ in München, 1937

Als Klee im Jahr 1925 die Surrealistenausstellung in Paris besuchte, war Max Ernst von seinem Werk begeistert. Seine zum Teil morbiden Motive sprachen die Surrealisten an. André Breton half dem Surrealen eigenhändig etwas nach und taufte Klees Zimmerperspektive mit Einwohnern aus dem Jahr 1921 in einem Katalog in chambre spirit um. Der Kritiker René Crevel bezeichnete den Künstler als „Träumer“, „der aus geheimnisvollen Abgründen einen Schwarm kleiner lyrischer Läuse befreit.“ Paul Klees Vertrauter Will Grohmann hielt in den Cahiers d’Art dagegen, dass Klee „durchaus gesund fest auf seinen Beinen steht. Er ist in gar keiner Weise ein Träumer; er ist ein moderner Mensch, der als Professor am Bauhaus lehrt.“ Worauf Breton, wie sich Joan Miró erinnert, Klee mit einem Bann belegt: „Masson und ich haben zusammen Paul Klee entdeckt. Auch Paul Éluard und Crevel interessieren sich für Klee, sie haben ihn sogar besucht. Doch Breton verachtet ihn.“
Die Kunst der Geisteskranken hat Klee neben Kandinsky und Max Ernst inspiriert, nachdem Hans Prinzhorns Publikation Bildnerei der Geisteskranken 1922 erschienen war. 1937 wurden einige Blätter aus Prinzhorns Sammlung in der nationalsozialistischen Propagandaausstellung „Entartete Kunst“ in München präsentiert, sie wurden den Werken von Kirchner, Klee, Nolde und anderen gegenübergestellt, um diese zu diffamieren.
Im Jahr 1949 bemerkte Marcel Duchamp über Paul Klee: „Die erste Reaktion vor einem Gemälde von Paul Klee ist die sehr erfreuliche Feststellung, was jeder von uns hat oder hätte tun können, wenn wir versuchen, wie in unserer Kindheit zu zeichnen. Die meisten seiner Kompositionen zeigen auf den ersten Blick einen schlichten, naiven Ausdruck, wie wir ihn auch in Kinderzeichnungen finden. […] Bei einer zweiten Analyse entdeckt man eine Technik, der eine große Reife im Denken zugrunde liegt. Ein tiefes Verständnis im Umgang mit Aquarellfarben, eine persönliche Methode in Öl zu malen, angelegt in dekorativen Formen, lassen Klee in der zeitgenössischen Malerei hervorstechen und machen ihn unvergleichlich. Andererseits wurde sein Experiment in den vergangenen 30 Jahren von vielen anderen Künstlern als Grundlage neuerer Entwicklungen in den unterschiedlichsten Bereichen der Malerei übernommen. Seine extreme Fruchtbarkeit zeigt niemals Anzeichen von Wiederholung, wie es gewöhnlich der Fall ist. Er hatte soviel zu sagen, dass ein Klee nie wie ein anderer Klee ist.“

### Walter Benjamin und derAngelus Novus

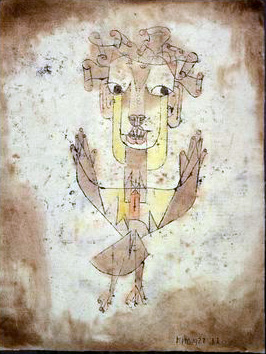
Angelus Novus, 1920, Ölpause und Aquarell auf Papier auf Karton, Israel-Museum, Jerusalem

Klees Werk Angelus Novus, 1920 in Weimar entstanden, war zunächst in Besitz des Philosophen Walter Benjamin. Durch dessen Aufsatz Über den Begriff der Geschichte erlangte er Berühmtheit und nahm in diesem als „Engel der Geschichte“ (These IX) eine zentrale Stelle ein.

### Musikalische Werke mit Bezug zu Arbeiten Paul Klees
Seit seiner Kindheit spielte Musik für Paul Klee eine wichtige Rolle. Noch zur Zeit seines Kunststudiums in München war er unentschlossen, ob er der Musik oder der Malerei einen Vorzug geben sollte. Seine Musikalität spiegelt sich in vielfältiger Weise in seinen Bildern wider, zwar nicht offensichtlich illustrativ oder deskriptiv, sondern er sucht nach Analogien in den musikalischen und bildnerischen Gestaltungsverfahren. Im Gegensatz zu seiner Malerei, war er in der Musik der Tradition verpflichtet. So schätzte er weder Komponisten des späten 19. Jahrhunderts wie Wagner, Bruckner und Mahler, noch die Musik seiner Zeitgenossen. Bach und Mozart waren für ihn die größten Komponisten; Werke des letzteren hörte und spielte er am liebsten.
Klees Werke animieren immer wieder Tonkünstler zu Kompositionen wie beispielsweise:
- den Argentinier Roberto García Morillo 1943 mit Tres pinturas de Paul Klee,
- Giselher Klebes mit seinem 1950 entstandenen Orchesterwerk Die Zwitschermaschine mit dem Untertitel Metamorphosen über das Bild von Paul Klee bei den Donaueschinger Musiktagen aufgeführt,[122]
- Gunther Schuller mit Sieben Studien über Klee’sche Bilder in den Jahren 1959/60; enthalten sind Alter Klang (Antique Harmonies), Abstraktes Terzett (Abstract Trio), Little Blue Devil, Zwitscher-Maschine (Twittering Machine), Arab Village, Ein unheimlicher Moment (An Eerie Moment) und Pastorale,
- Peter Maxwell Davies 1962 mit Five Klee-Pictures für Orchester,
- Edison Denissow 1985 mit Drei Bilder von Paul Klee für sechs Spieler (Diana im Herbstwind – Senecio – Kind auf der Freitreppe),
- Tan Dun 1992 mit Death and fire, Dialogue with Paul Klee für Orchester,
- Jean-Luc Darbellay 1996 mit Ein Garten für Orpheus für sechs Instrumente,
- Jörg-Peter Mittmann 1997 mit Bilder des Südens für sieben Spieler (Garten im Orient – Lagunenstadt – Häuser am Meer),
- Michael Denhoff 1998 mit Haupt- und Nebenwege für Streicher und Klavier,
- die Groupe Lacroix (1992, 1997, 1999, 2001, 2002); unter anderem war das Aquarell Hat Kopf, Hand, Fuss und Herz aus dem Jahr 1930 Anlass zur Komposition Wie der Klee vierblättrig wurde sowie Angelus Novus und Hauptweg und Nebenwege, eingespielt bei Creative Works Records unter dem Titel 8 Pieces on Paul Klee von dem Ensemble Sortisatio im Februar und März 2002 in Leipzig und im August 2002 in Luzern,
- den isländische Sänger, Schauspieler und Komponisten Egill Ólafsson 2001 mit seinem Soloalbum Angelus Novus; sowohl das gesamte Album als auch das gleichnamige Titellied beziehen sich auf das Werk Paul Klees,
- Iris Szeghy 2005 mit Ad parnassum für Streicher,
- Ludger Stühlmeyer 2019 mit einer Fantasie in vier Teilen für Orgel „Super flumina Babylonis“ (Introduzione, Scontro, Elegie, Appassionato) über Klees Aquarell An den Wassern zu Babel.

### Klees redigierte Tagebücher
Klees Biografin Susanna Partsch weist darauf hin, dass Klee, um ein in der Öffentlichkeit positives Bild zu erhalten, seine Tagebücher dementsprechend redigiert hatte. Der Spruch auf seinem Grabstein „Diesseitig bin ich gar nicht fassbar“, den er als sein Programm ansah, charakterisiere den Künstler Klee so, wie er gern gesehen werden wollte. Dieser Text erschien zuerst im Katalog seiner ersten großen Einzelausstellung bei dem Kunsthändler Goltz im Jahr 1920 und anschließend im selben Jahr in Klees erster Monografie von Leopold Zahn. Sein Freund und Biograf Will Grohmann, dessen Monografie 1954 erschien, habe Klee noch ohne kritische Distanz beschrieben und den Text mit dem Künstler abgesprochen. Erst Jürgen Glaesemer und Christian Geelhaar hätten um die Mitte der 1970er Jahre einen neuen Abschnitt in der Klee-Forschung eingeleitet und so eine objektive Sicht auf den Maler ermöglicht. Der in den USA lebende Kunsthistoriker Otto Karl Werckmeister hatte daraufhin unter Einbeziehung von Klees gesellschaftlichem und politischem Umfeld in mehreren Aufsätzen und einem Buch der neuen Forschung eine Grundlage gegeben. Eine kritische Edition der Tagebücher, von Wolfgang Kersten 1988 veröffentlicht, ergänzte die neue Sichtweise. Es entstanden weitere Studien, die Klees Spätwerk unter der Diagnose seiner Krankheit Sklerodermie analysierten.

### „Paul Klee trifft Joseph Beuys“
Schloss Moyland am Niederrhein zeigte im Jahr 2000 die Ausstellung „Paul Klee trifft Joseph Beuys. Ein Fetzen Gemeinschaft“. Sie wurde in leicht modifizierter Form im Frühjahr 2002 im Kurpfälzischen Museum in Heidelberg wiederholt. Die Kuratoren stellten ausgewählte Werke von Beuys und Klee gegenüber. Ein Fetzen Gemeinschaft – nach dem Titel eines Werkes von Paul Klee aus dem Jahre 1932 – verwies auf das Ausstellungskonzept, die künstlerische Nachbarschaft der beiden Künstler auch im Titel zu verdeutlichen. Zwar trafen sich Klee und Beuys (1921–1986) nie, jedoch sollte die Ausstellung den direkten Bezug ausgewählter Beuys’scher Zeichnungen zu Arbeiten von Klee aufzeigen. Beide Künstler setzten sich, jeder auf seine eigene Weise, mit Themen der Pflanze und des Spiralwachstums im Tier- und Pflanzenreich auseinander. Ebenso war die ganzheitliche Auffassung vom Wesen der Natur ähnlich, und Beuys stellte überrascht fest, dass Klee bereits 1904 ähnlich gearbeitet hatte wie er.

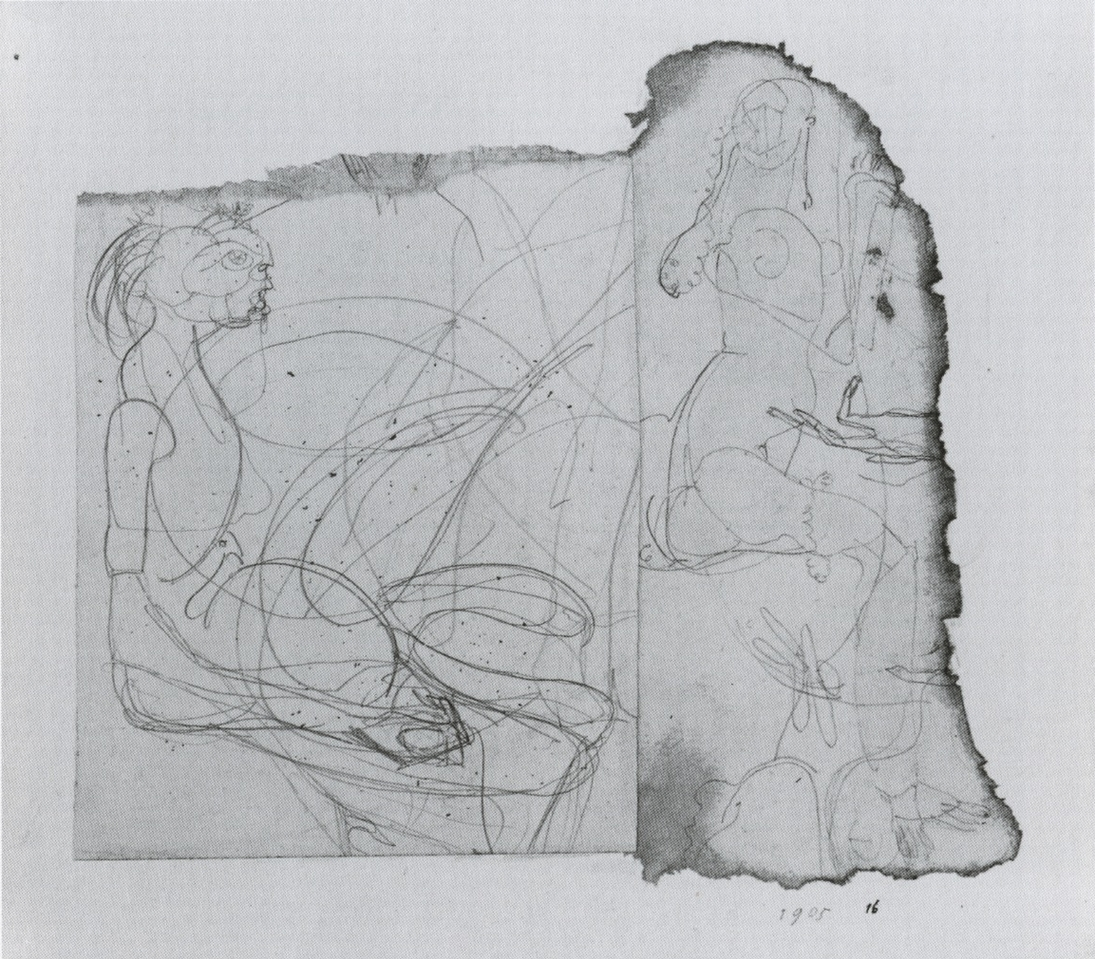
Schwangeres Mädchen sitzend: weiblicher Akt mit Andeutung des Beinkleids, 1905, Bleistift und Aquarell, Paul-Klee-Stiftung, Kunstmuseum Bern, Bern
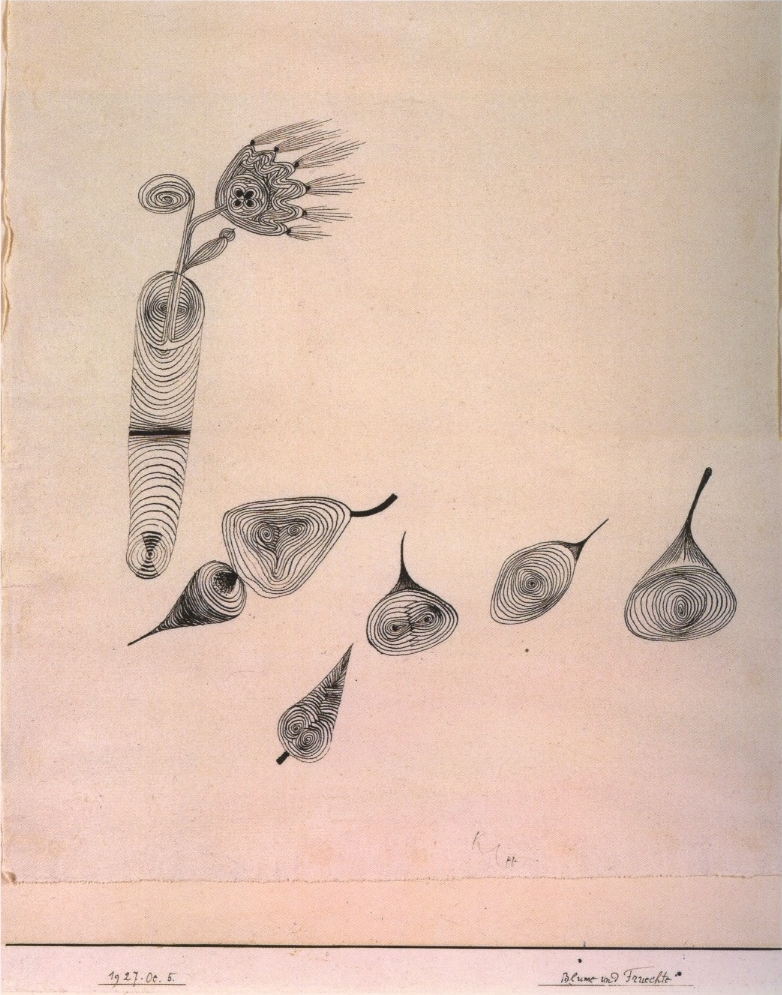
Blume und Früchte, 1927, Feder auf Papier mit Leimtupfen auf Karton, Sammlung Berggruen, Berlin
Bemerkungen zu einer Pflanze, 1934, Fettkreide und Kohle auf rotgrundiertem Nesseltuch auf Karton, Sammlung Klüser, München

Als Beuys im Jahre 1979 in der Städtischen Galerie im Lenbachhaus zeige deine Wunde aufbaute, fand gleichzeitig im Erdgeschoss eine große Ausstellung über das Frühwerk Paul Klees statt, die Werke aus dem Zeitraum von den frühen Kinderzeichnungen bis zum Jahr 1922 umfasste. Armin Zweite berichtet, dass Beuys über mehrere Stunden mit großer Geduld von Blatt zu Blatt gegangen sei und bei einigen Blättern seine Brille herausgeholt habe, um sie genau zu betrachten, obwohl im Obergeschoss alle auf ihn warteten. Als jedoch die Candide-Illustrationen in sein Blickfeld fielen, erlahmte sein Interesse, und er murmelte so etwas wie „A ja, nun weiß der Klee wie’s weitergeht, jetzt ist es nicht mehr interessant für mich.“

### „Klee and America“
Unter dem Titel Klee and America fand von 2006 bis Anfang 2007 eine Wanderausstellung statt, die im März 2006 in der „Neuen Galerie“ in New York startete, ab Juni in der „Phillipps Collection“ in Washington, D.C. und von Oktober bis Mitte Januar 2007 in der „Menil Collection“ in Houston fortgesetzt wurde. Sie umfasste über 60 ausgestellte Werke mit Leihgaben von privaten und staatlichen Sammlern aus Amerika und dem Ausland.
Die Ausstellung erinnerte an die begeisterte Aufnahme von Klees Werk in den Vereinigten Staaten der 1930er und 1940er Jahre – er selbst war nie in den USA gewesen –, als sein Werk in Deutschland als „Entartete Kunst“ verfemt war und zahlreiche Stücke aus deutschen Sammlungen in die USA verkauft wurden. Der Kurator der Ausstellung, Josef Helfenstein, wies darauf hin, dass der Einfluss Klees auf die amerikanische Kunst noch nicht vollständig untersucht worden sei und diese Ausstellung erreichen wolle, die Geschichte der modernen Kunst um ein einflussreiches, aber oft vergessenes Kapitel zu ergänzen. Klee habe die jungen amerikanischen Künstler beeinflusst, die sich vom geometrischen, abstrakten Stil und vom Surrealismus befreien wollten. Klees kryptische Zeichen, die Möglichkeiten, die er bezüglich jeder Art von Komposition und jeder erdenklichen formalen Frage aufzeigte, habe der jungen Generation der abstrakten Expressionisten in der Zeit der 1940er und 1950er Jahre einen befreienden Weg gewiesen. Die bisher selten oder nie ausgestellten Werke stammten hauptsächlich von amerikanischen Sammlern, darunter so bekannte Persönlichkeiten wie Katherine Dreier und Walter und Louise Arensberg, von Künstlern wie Alexander Calder, Mark Tobey oder Andy Warhol, dem Schriftsteller Ernest Hemingway und den Architekten Walter Gropius und Philip Johnson. Unter den ausgestellten Werken befand sich beispielsweise die Zwitscher-Maschine aus dem Jahr 1922.

### „Klee trifft Picasso“

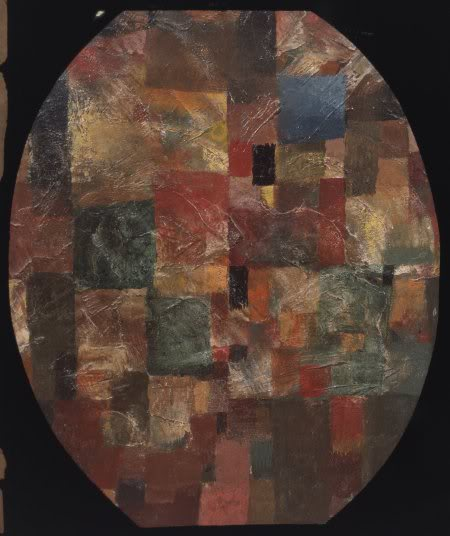
Hommage à Picasso, 1914, Öl auf Karton, Zentrum Paul Klee, Bern

Zum fünfjährigen Bestehen des Zentrums Paul Klee fand von Juni bis September des Jahres 2010 in Bern eine Sonderausstellung mit etwa 180 Exponaten statt: „Klee trifft Picasso“, die die Bezüge zwischen den beiden fast gleichaltrigen Antipoden herstellt. Beide Künstler haben ähnlich radikal mit künstlerischen Traditionen gebrochen. Sie waren sich in ihrem Leben nur zweimal begegnet: 1933 besuchte Klee Picasso in seinem Pariser Atelier, und 1937 erfolgte ein Gegenbesuch Picassos, der mit Verspätung im Berner Atelier eintraf und Klees Arbeiten lange, aber kommentarlos betrachtete. Die Auseinandersetzung mit Picasso war geprägt von Faszination einerseits und Abwehr andererseits, sie hat in Klees Werk Spuren hinterlassen und floss in seine Schriften zur Kunst ein. Sein Gemälde Hommage à Picasso aus dem Jahr 1914, gemalt im typisch kleinen Format, griff den Stil der neuen Kunstrichtung des Kubismus auf. Es entstand, nachdem Klee kurz zuvor seine ersten Picasso-Bilder bei dem Berner Sammler Hermann Rupf gesehen hatte. In Klees Œuvre ist es die einzige einem anderen Künstler gewidmete Arbeit. In einem Artikel in der Schweizer Zeitschrift Die Alpen lobte er den Kubismus als Kunstrichtung der Zukunft.
Die Kuratorin der Ausstellung, Christine Hopfengart, geht davon aus, dass Picasso sich von den ironischen, karikaturhaften Motiven in Klees Werk beeinflussen ließ. Beide Maler arbeiteten in den 1930er Jahren mit deformierten Figuren. Klee schien sich stärker gegen das ungeliebte Vorbild wehren zu müssen. Einige Zeichnungen, die Klee nach Picassos Besuch in Bern schuf, sind – psychologisch interessant – als Parodien auf den Konkurrenten erkennbar. Malte der vitale Picasso Minotaurusmotive wie 1933 die Bacchantenszene mit Minotaurus, wurde bei Klee aus dem gewaltigen Stier ein „Urch“, ein eher friedliches, schwerfälliges Wesen. Das Wort ist zusammengesetzt aus „Ur“ und „Ochse“. Klee bezeichnete Picasso als den „Spanier“, während Picasso seinen Schweizer Kollegen mit dem Namen „Blaise Napoléon“ bedacht haben soll. „Napoléon“ zielt auf die straffe Haltung Klees, während „Blaise“ für Blaise Pascal steht; Picasso, als kraftgeladener Mann, spielte damit auf das Vergeistigte in Klee an.

### Klee und der Japonismus

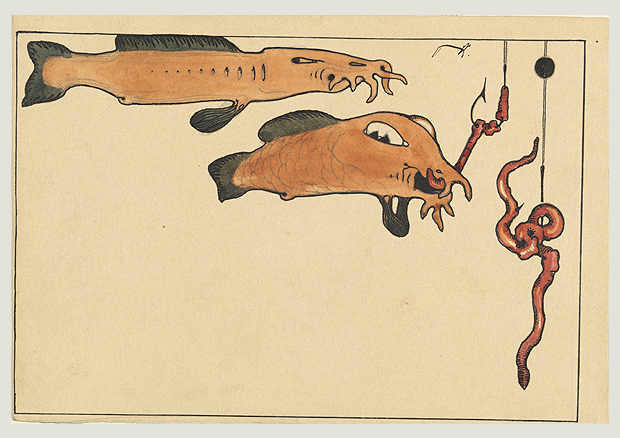
Ohne Titel (Zwei Fische, zwei Angelhaken, zwei Würmer), 1901, Feder und Aquarell auf Karton, Zentrum Paul Klee, Bern

In einer Ausstellung im Zentrum Paul Klee wurde 2013 erstmals auf die Beschäftigung Paul Klees mit ostasiatischer Kunst verwiesen. Sie lief bis zum 12. Mai unter dem Titel Vom Japonismus zu Zen. Paul Klee und der Ferne Osten. Der Japonismus war in der zweiten Hälfte des 19. Jahrhunderts in Europa und besonders in Frankreich beliebt und erreichte 20 bis 30 Jahre später Deutschland. Klee schuf unter diesem Einfluss zwischen 1900 und 1908 einige Werke, in denen die Einflüsse japanischer Farbholzschnitte (Ukiyo-e) sichtbar sind, setzte diese später fort, beschäftigte sich ab 1933 mit dem Zen-Buddhismus und mit der Kalligrafie. Klees Werk galt vor dem Zweiten Weltkrieg in Japan als kultureller Vermittler zwischen japanischer Tradition und westlicher Moderne und gelangte in der Nachkriegszeit zu großer Bekanntheit.

### Archiv, Museen und Schulen mit Bezug zu Klee
Das „Paul Klee-Archiv“ der Friedrich-Schiller-Universität in Jena beherbergt seit 1995 innerhalb des von Franz-Joachim Verspohl aufgebauten Kunsthistorischen Seminars der Universität eine umfangreiche Sammlung zu Paul Klee. Sie umfasst die in mehr als dreißig Jahren zusammengetragene Privatbibliothek des Buchsammlers Rolf Sauerwein mit annähernd 700 Titeln, bestehend aus Monographien über Klee, Ausstellungskatalogen, umfangreicher Sekundärliteratur sowie original illustrierten Ausgaben, einer Postkarte und einem signierten Fotoporträt Klees.

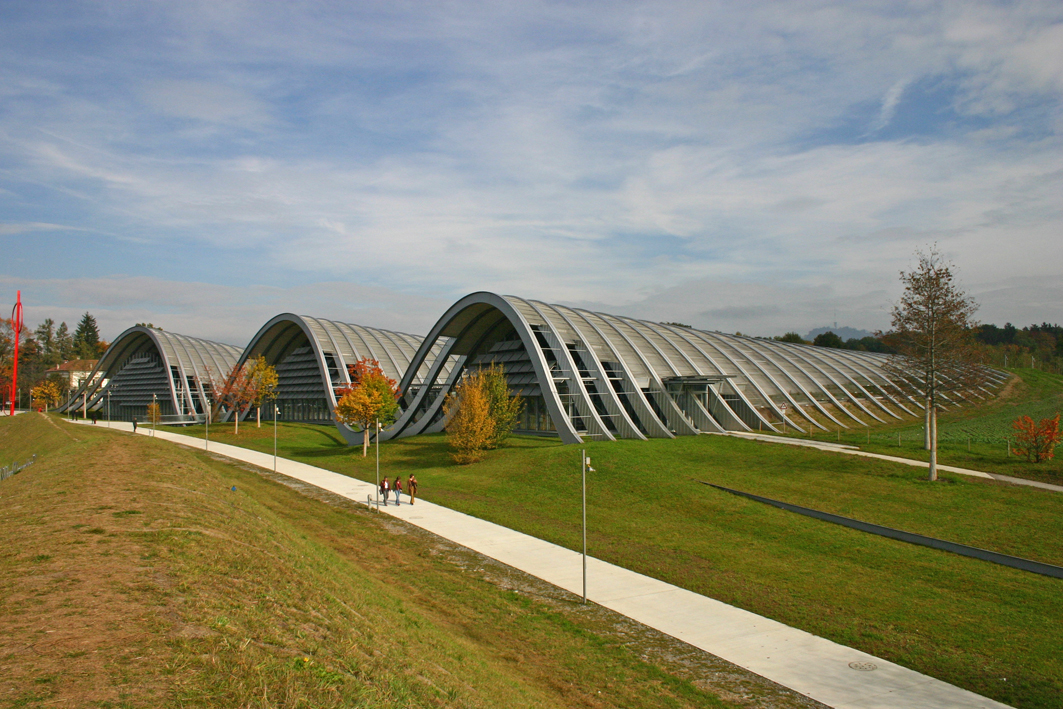
Zentrum Paul Klee, Bern

Im Juni 2005 wurde das vom Architekten Renzo Piano geplante Kulturzentrum und Museum Zentrum Paul Klee in Bern eröffnet. Aus der weltweit größten Sammlung Klees von etwa 4000 Werken werden jeweils etwa 150 Arbeiten halbjährlich in Wechselausstellungen präsentiert. Der umfangreiche Sammlungsbestand macht es unmöglich, alle Werke auf einmal zu zeigen. Auch benötigen die Arbeiten Klees wegen ihrer Empfindlichkeit, die auf der technisch experimentierfreudigen Arbeitsweise des Künstlers beruhen, Ruhephasen. Er hatte beispielsweise äußerst lichtempfindliche Farben, Tinten und Papiere verwendet, die bei zu langer Verweildauer in den Ausstellungsräumen ausbleichen, sich verändern, beziehungsweise die Papiere verbräunen und brüchig würden.
Im San Francisco Museum of Modern Art befindet sich die umfangreiche Klee-Sammlung von Carl Djerassi. Ebenfalls bekannt sind die Klee-Abteilungen der Sammlung Rosengart in Luzern, der Albertina in Wien und der Sammlung Berggruen in Berlin.
In Gersthofen, Lübeck (Hochschulstadtteil), Klein-Winternheim, Bad Godesberg, Berlin-Tempelhof, Overath, seinem Geburtsort Münchenbuchsee und Düsseldorf wurden nach ihm Schulen benannt.

## Ausstellungen (Auswahl)
Einzelausstellungen und Retrospektiven
- 1920: Paul Klee, Kunstverein Jena, Jena
- 1920: Paul Klee, 60. Ausstellung, Galerie Neue Kunst Hans Goltz, München (Retrospektive)
- 1923: Paul Klee, Nationalgalerie Berlin, Galerie der Lebenden, Kronprinzenpalais, Berlin
- 1924: Paul Klee, 16th Exhibition of Modern Art, Galleries of the Société Anonyme Inc., New York
- 1924: Prinzessinnenschlösschen, Kunstverein Jena, Jena
- 1925: 39 aquarelles de Paul Klee, Galerie Vavin-Raspail, Paris
- 1925: Paul Klee, Erfurter Kunstverein
- 1926: 100 Aquarelle von Paul Klee, Galerie Neue Kunst Fides, Dresden
- 1928: Paul Klee, Galerie Alfred Flechtheim, Berlin
- 1929: Paul Klee, Galerie Alfred Flechtheim, Berlin
- 1929: Paul Klee, Aquarelle, Erfurter Kunstverein
- 1930: Paul Klee, Museum of Modern Art, New York
- 1930: Paul Klee, Aquarelle, Zeichnungen und Graphik aus 25 Jahren, Galerie Alfred Flechtheim, Düsseldorf
- 1930: Paul Klee zum 50. Geburtstage. Aquarelle aus den Jahren 1920–1929, Galerie Neue Kunst Fides, Dresden
- 1931: Paul Klee, Kunstverein für die Rheinlande und Westfalen, Veranstaltet in Verbindung mit der Galerie Alfred Flechtheim, Düsseldorf[135]
- 1931: Paul Klee, Neue Bilder und Aquarelle, Galerie Alfred Flechtheim, Berlin
- 1935: Paul Klee, Kunsthalle Bern, Bern (Retrospektive)
- 1940: (ab 16. Februar) Retrospektive von Klees Spätwerk im Kunsthaus Zürich, noch geplant vom Künstler
- 1940: Gedächtnisausstellung Paul Klee. Neue Werke, Kunsthalle Bern, Bern; Paul Klee, Buchholz Gallery, Willard Gallery, New York; Gedächtnisausstellung Paul Klee 1979–1940, ETH Zürich, Graphische Sammlung
- 1941: Gedächtnisausstellung Paul Klee, Kunsthalle Basel, Basel; Paul Klee. Memorial Exhibition, Museum of Modern Art, New York
- 1974: Galerie Roswitha Haftmann Modern Art, Zürich[136]
- 1979: Paul Klee. Das Werk der Jahre 1919–1933. Gemälde, Handzeichnungen, Druckgrafik, Kunsthalle Köln, Köln
- 1979/80: Paul Klee – Das Frühwerk 1883–1922, Städtische Galerie im Lenbachhaus und Kunstbau, München[137]
- 1984/85: Paul Klee. Gemälde, farbige Blätter, Zeichnungen, Graphik aus dem Kunstmuseum Bern, Paul-Klee-Stiftung und Berner Privatbesitz, Albertinum, Dresden
- 1987/88: Paul Klee, Museum of Modern Art, New York, Cleveland Museum of Art, Cleveland, Kunsthalle Bern, Bern
- 1989: Paul Klee. Die Sammlung Berggruen, Metropolitan Museum of Art, New York
- 1990: Paul Klee. Spätwerk, Württembergischer Kunstverein, Stuttgart
- 1995: Paul Klee – im Zeichen der Teilung, Kunstsammlung Nordrhein-Westfalen, Düsseldorf
- 1996: Paul Klee. Bilder träumen, Kunsthalle Mannheim, Mannheim
- 1999: Paul Klee in Jena 1924. Die Ausstellung, Stadtmuseum Göhre, Jena
- 2000: Paul Klee – die Sammlung Bürgi, Kunstmuseum Bern, Bern; Hamburger Kunsthalle, Hamburg; Scottish National Gallery of Modern Art, Edinburgh
- 2003: Paul Klee im Rheinland, Kunst- und Ausstellungshalle der Bundesrepublik Deutschland, Bonn
- 2003/04: Paul Klee 1933, Städtische Galerie im Lenbachhaus, München; Kunstmuseum Bern, Bern; Schirn Kunsthalle Frankfurt, Frankfurt am Main; Hamburger Kunsthalle, Hamburg
- 2003/04:  Paul Klee – Lehrer am Bauhaus, Kunsthalle Bremen, Bremen
- 2003/04:  Paul Klee – Tod und Feuer – Die Erfüllung im Spätwerk, Sprengel Museum Hannover, Hannover
- 2006/07: Paul Klee – Kein Tag ohne Linie, Museum Ludwig, Köln
- 2008/09: Paul Klee – Bewegung im Atelier, Zentrum Paul Klee, Bern
- 2008/09: Das Universum Klee – der Kult des Künstlers, Neue Nationalgalerie, Berlin
- 2010/11: Paul Klee. Grafik, Graphikmuseum Pablo Picasso, Münster
- 2012: Klee en Cobra. Het begint als Kind, Cobra Museum, Amstelveen
- 2012/13: 100 × Paul Klee. Geschichte der Bilder, K 21 im Ständehaus, Düsseldorf
- 2013: Vom Japonismus zu Zen. Paul Klee und der Ferne Osten, Zentrum Paul Klee, Bern
- 2013/14: Paul Klee. Mythos Fliegen, H2 – Zentrum für Gegenwartskunst, Augsburg, 23. November 2013 bis 23. Februar 2014
- 2013/14: Paul Klee – Making Visible, Tate Modern, London, 16. Oktober 2013 bis 9. März 2014
- 2013/14: Sonderpräsentation: Les Klee du paradis. Paul Klee in den Sammlungen der Nationalgalerie, Sammlung Scharf-Gerstenberg, Berlin, 5. Dezember 2013 bis 31. August 2014
- 2015: Paul Klee – Sonderklasse unverkäuflich, Museum der bildenden Künste, Leipzig, 1. März 2015 bis 25. Mai 2015
- 2015/16: Klee in Bern, Zentrum Paul Klee, Bern, 14. Februar 2015 bis 12. Januar 2016.
- 2016: Paul Klee. L’ironie à l’oeuvre, thematische Retrospektive im Centre Pompidou, Paris, 6. April bis 1. August 2016
- 2017: Paul Klee. Dichter und Denker, Zentrum Paul Klee, Bern, 20. Januar bis 26. November 2017
- 2017/18: Klee, Fondation Beyeler, 1. Oktober 2017 bis 21. Januar 2018
- 2018: Paul Klee, Konstruktion des Geheimnisses, 1. März bis 10. Juni 2018, Pinakothek der Moderne, München
- 2018/19: Paul Klee. Tierisches, Zentrum Paul Klee, Bern, 19. Oktober 2018 bis 17. März 2019
- 2020/21: Paul Klee in Nordafrika. 1914 Tunesien | Ägypten 1928. Museum Berggruen, Berlin, 3. März 2020 bis 10. Januar 2021
- 2020/21: Mapping Klee. Zentrum Paul Klee. Bern, 5. September 2020 bis 24. Januar 2021 (Digicast)
- 2021/22: Paul Klee. Menschen unter sich. Zentrum Paul Klee, Bern, 28. August 2021 bis 22. Mai 2022
- 2022/23: Paul Klee. Vom Rausch der Technik, Zentrum Paul Klee, Bern, 3. September 2022 bis 21. Mai 2023

Gruppenausstellungen
- 1906: Internationale Kunstausstellung des Vereins bildender Künstler Münchens ‚Sezession‘, Königliches Kunstausstellungsgebäude, München
- 1908: Zeichnende Künste. 16. Ausstellung der Berliner Sezession, Ausstellungshaus am Kurfürstendamm, Berlin
- 1910: Erste Kollectivausstellung, Kunstmuseum Bern, Bern
- 1912: Zweite Ausstellung der Redaktion der Blaue Reiter. Schwarz-Weiß, Kunsthandlung Hans Goltz, München
- 1912: Internationale Kunstausstellung des Sonderbundes Westdeutscher Kunstfreunde und Künstler zu Cöln 1912, Am Aachener Tor, Köln
- 1913: Erster Deutscher Herbstsalon, Galerie Der Sturm, Berlin
- 1916: Paul Klee und Albert Bloch, 39. Ausstellung der Galerie Der Sturm, Berlin
- 1917: Paul Klee und Georg Muche, 49. Ausstellung der Galerie Der Sturm, Berlin
- 1917: Sturmgraphik, Kunstverein Jena, Jena
- 1917/1918: Albert Bloch, Paul Klee, Kunstverein Jena, Jena
- 1918: Sturmgraphik. Rudolf Bauer, Heinrich Campendonk, Marc Chagall, Jacoba van Heemskerck, Paul Klee, Oskar Kokoschka, Georg Schimpf, Fritz Stuckenberg, Maria Uhden, William Wauer, Kunstverein Jena, Jena
- 1920: Paul Klee, Johannes Molzahn, Fritz Stuckenberg, Kunstverein Jena, Jena
- 1920: In Memoriam Lehmbruck. Paul Klee, Walter Tanck, Galerie Alfred Flechtheim, Düsseldorf
- 1921: 14th Exhibition, Société Anonyme Inc., New York
- 1921: Große Berliner Kunstausstellung, Berlin
- 1924: Große Berliner Kunstausstellung, Berlin
- 1925: La peinture surrealiste, Galerie Pierre, Paris
- 1926: Große Berliner Kunstausstellung, Berlin
- 1931: Herbstausstellung der Prager Secession, Kunstverein für Böhmen, Prag
- 1936: Herbstausstellung der Prager Secession, Kunstverein für Böhmen, Prag
- 1936: International Surrealist Exhibition, New Burlington Galleries, London
- 1939: Cornish School, Seattle; organisiert von John Cage
- 1942: Art of This Century, New York
- 1955: documenta 1, Kassel
- 1959: documenta II, Kassel
- 1964: documenta III, Kassel
- 2002: Paul Klee trifft Joseph Beuys. Ein Fetzen Gemeinschaft, Schloss Moyland (2000) und Kurpfälzisches Museum, Heidelberg
- 2006/07: Klee and America, Neue Galerie, New York City; The Phillipps Collection, Washington, D.C.; The Menil Collection, Houston
- 2009: Paul Klee und Feininger, Gustav-Lübcke-Museum, Hamm
- 2010: Klee trifft Picasso. Zentrum Paul Klee, Bern
- 2010/11: Franz Marc – Paul Klee. Dialog in Bildern, Franz Marc Museum, Kochel am See, Stiftung Moritzburg, Halle, Zentrum Paul Klee, Bern
- 2012/13: Johannes Itten/Paul Klee. Kosmos Farbe, Kunstmuseum Bern; anschließend im Martin-Gropius-Bau, Berlin
- 2014: Die Tunisreise. Klee, Macke, Moilliet, Zentrum Paul Klee, Bern
- 2014/15: Nach Ägypten! Die Reisen von Max Slevogt und Paul Klee, Galerie Neue Meister im Albertinum, Dresden, 30. April bis 10. August 2014; K20 – Kunstsammlung Nordrhein-Westfalen, Düsseldorf, 6. September 2014 bis 4. Januar 2015
- 2015/16: Klee & Kandinsky, Zentrum Paul Klee, Bern, 19. Juni bis 27. September; vom 21. Oktober bis 24. Januar 2016 im Münchner Lenbachhaus
- 2016/17: Paul Klee und die Surrealisten, Zentrum Paul Klee, Bern, 18. November 2016 bis 12. März 2017
- 2019: Paul Klee and Anni Albers. San Francisco Museum of Modern Art (SFMOMA), 23. März bis 4. August 2019
- 2023: Säulen der Moderne, Galerie & Edition Bode, Nürnberg

## Ausgewählte Werke

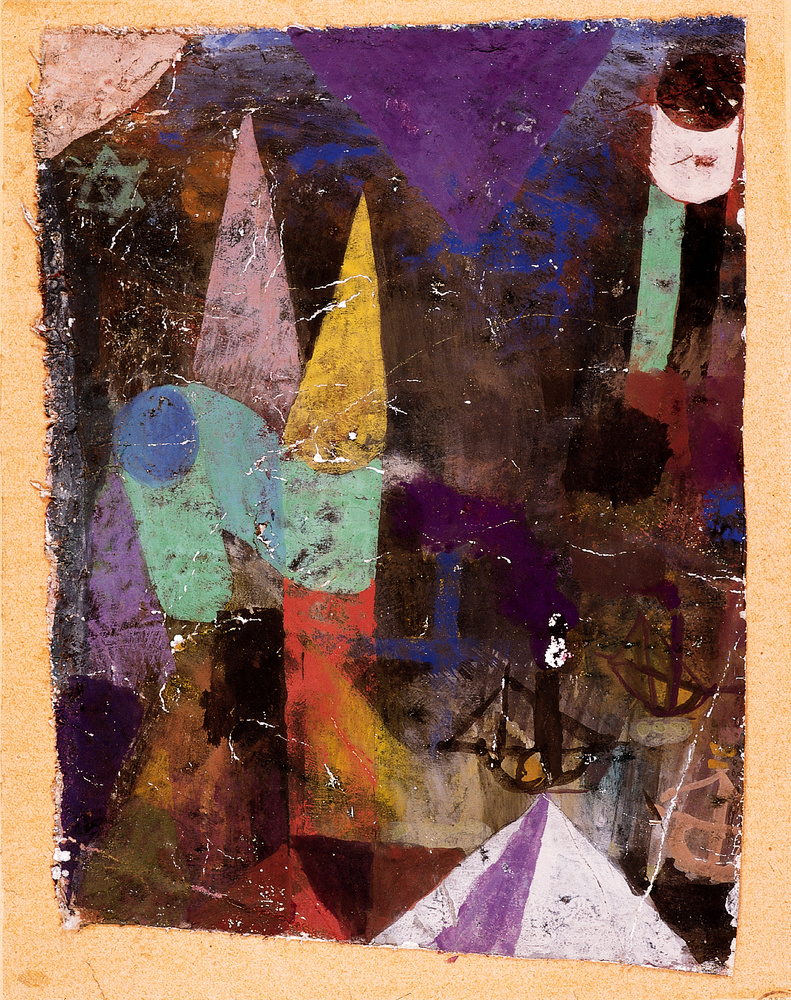
Hafenbild nachts, 1917, Gouache und Öl auf Papier, Musée d’Art moderne et contemporain de la Ville de Strasbourg

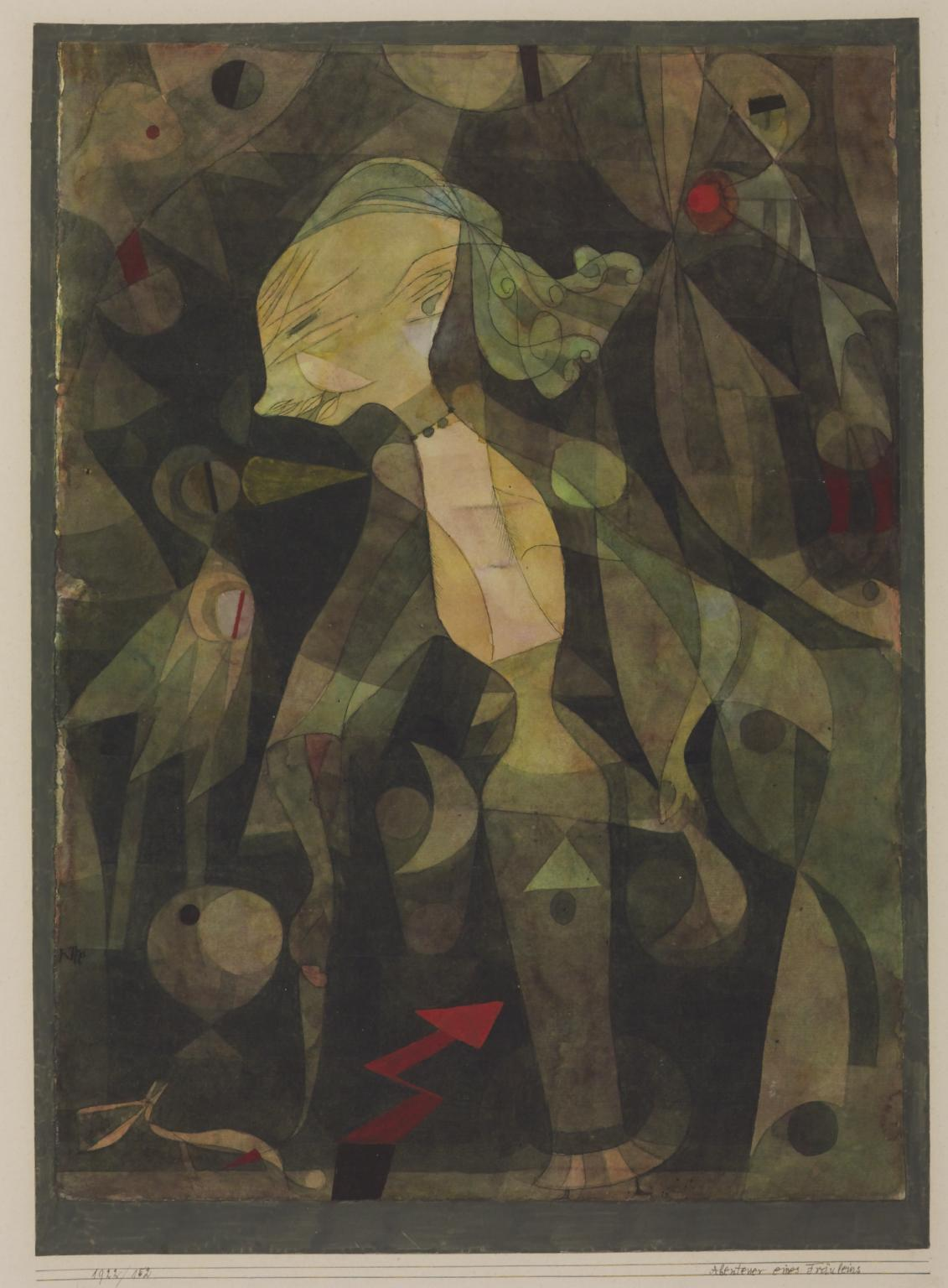
Abenteuer einer jungen Frau, 1921, Aquarell auf Papier, Tate Modern, London

Diana, 1931, Öl auf Leinwand, Fondation Beyeler, Riehen bei Basel

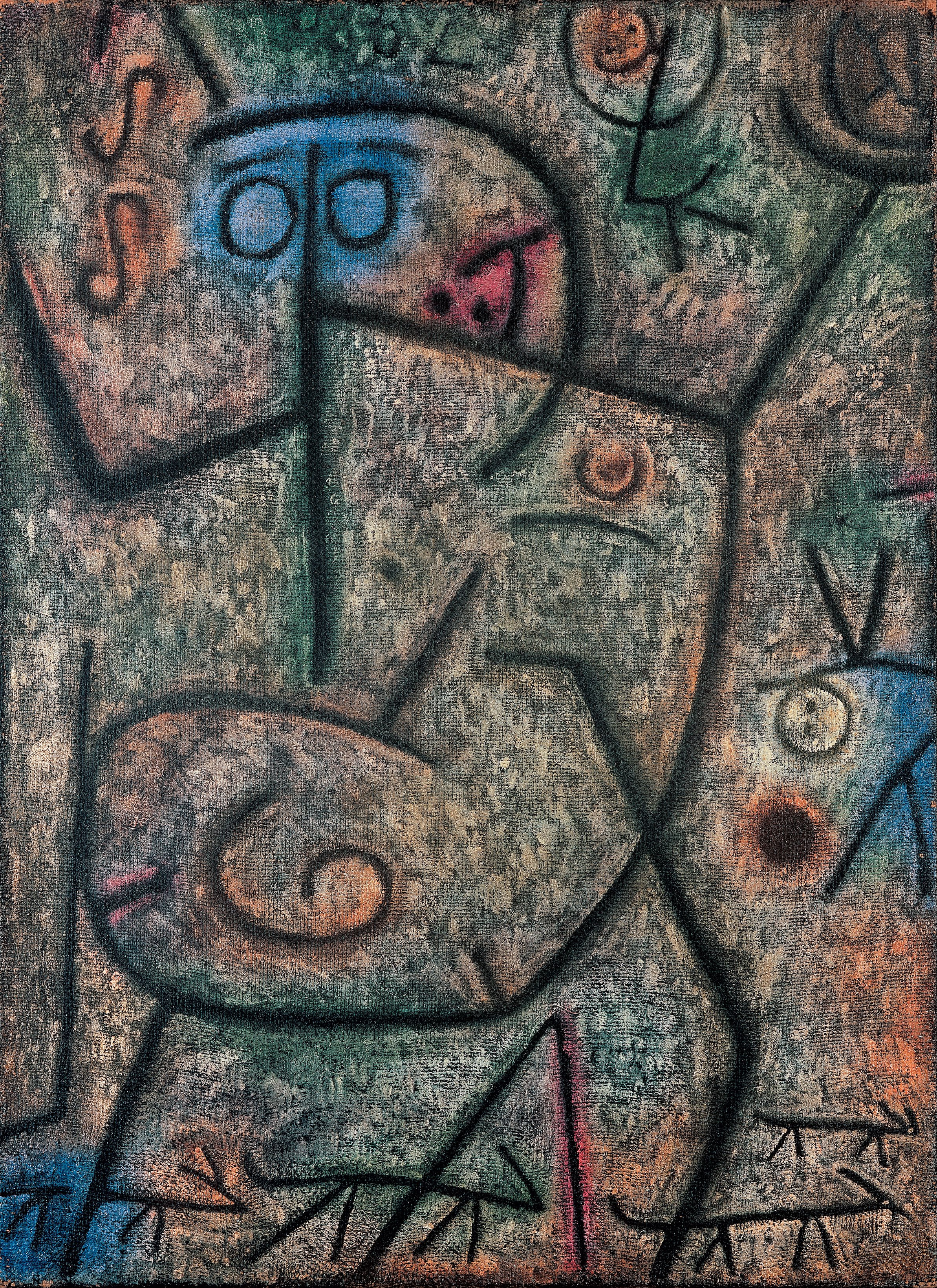
O! die Gerüchte! 1939, Tempera und Öl auf Jute, Fondation Beyeler, Riehen bei Basel

- 1903: Invention 3: Jungfrau im Baum/Jungfrau (träumend), Radierung auf Zink, 23,7 × 29,7 cm, Museum of Modern Art, New York
- 1907: Akt, exotisch tanzend mit 2 Pflanzen, Bleistift auf Papier auf Karton, 13,5 × 5,7 cm, Paul-Klee-Stiftung, Kunstmuseum Bern, Bern
- 1912: Begattung in der Luft, Feder, Tusche auf Ingrespapier auf Karton, 7,5 × 16,4 cm, Paul-Klee-Stiftung, Kunstmuseum Bern, Bern
- 1914 vor den Toren von Kairuan, Aquarell auf Papier auf Karton, 20,7 × 31,5 cm, Kunstmuseum Bern, Bern
- 1914 im Stil v. Kairouan, ins gemässigte übertragen, Aquarell und Bleistift auf Papier, unten Randstreifen mit Feder, auf Karton, 12,3 × 19,5 cm, Kunstmuseum Bern, Bern
- 1914: Erinnerung an einen Garten, Aquarell und Bleistift auf Papier auf Karton, 25,2 × 21,5 cm, Kunstsammlung Nordrhein-Westfalen, Düsseldorf
- 1914: Hommage à Picasso, Ölfarbe auf Karton, 38 × 30 cm, Zentrum Paul Klee, Bern
- 1914: Kleinwelt, Radierung auf Zink, 14,3 × 9,6 cm, Staatliche Graphische Sammlung, München
- 1915: Pflanzenliebe, Feder, Tusche auf Ingrespapier, 14,7 × 17,2 cm, Sprengel Museum, Hannover
- 1915: Föhn im Marc’schen Garten, Aquarell auf Papier auf Karton aufgeklebt, 20 × 15 cm, Städtische Galerie im Lenbachhaus, München
- 1916: Zerstörung und Hoffnung, Lithographie, aquarelliert, 40,30 × 33 cm, Staatsgalerie Stuttgart[138]
- 1917: Himmelsblüten über dem gelben Haus, Aquarell auf Flugzeugleinen, 23 × 15 cm, Staatliche Museen zu Berlin, Nationalgalerie, Museum Berggruen
- 1918: Blumenmythos, Aquarell auf Kreidegrundierung auf Gaze auf Zeitungspapier auf Silberbronzepapier auf Karton, 29 × 15,8 cm, Sprengel Museum, Hannover
- 1918: Einst dem Grau der Nacht enttaucht …, Aquarell, Feder und Bleistift auf Papier, zerschnitten und mit Silberpapier neu kombiniert, mit Feder eingefasst, auf Karton, 22,6 × 15,8 cm, Kunstmuseum Bern, Bern
- 1919: Villa R, Öl auf Karton, 26,5 × 22,0 cm, Kunstmuseum Basel, Basel
- 1919: Sumpflegende, Öl auf Karton, 47 × 41 cm, Städtische Galerie im Lenbachhaus, München
- 1920: Angelus Novus. Ölpause und Aquarell auf Papier auf Karton, 31,8 × 24,2 cm, Israel-Museum, Jerusalem
- 1921: Hoffmanneske Szene. Farblithografie, 31,8 × 22,7 cm
- 1922: Senecio (Baldgreis), Öl auf Kreidegrundierung auf Gaze auf Karton, 40,3  × 37,4 cm, Kunstmuseum Basel, Basel
- 1922: Tanze Du Ungeheuer zu meinem sanften Lied, Aquarell und Öl auf Gaze, umrandet mit Aquarell auf Papier, 40 × 29,2 cm, Solomon R. Guggenheim Museum, New York
- 1922: Die Zwitscher-Maschine, Ölpause und Aquarell auf Papier, mit Aquarell und Feder eingefasst, auf Karton, 41,3 × 30,5 cm, Museum of Modern Art, New York
- 1924: altes Liebeslied, Gouache, Aquarell und Feder auf Papier auf Karton, 26,7 × 35,2 cm, Privatsammlung
- 1925: der Goldfisch. Ölfarbe und Aquarell auf Papier auf Karton, 49,6 × 69,2 cm, Hamburger Kunsthalle, Hamburg
- 1926: Höhlen Blüten, Aquarell und Leimfarbe auf Papier auf Karton, 36,4 × 53,7 cm, Kunstmuseum Stuttgart, Sammlung Etta und Otto Stangl
- 1928: Katze und Vogel, Öl auf Leinwand, 38,8 × 53,4 cm, Museum of Modern Art, New York
- 1929: Monument in Arbeit, Aquarell auf Papier, erworben von Ernest Hemingway[139]
- 1929: Necropolis, Öl auf Sperrholz mit Nesselstoff beklebt, 38 × 25 cm, Museum Berggruen, Berlin
- 1929: Feuer am Abend, Öl auf Karton, 33,8 × 33,3 cm, Museum of Modern Art, New York
- 1929: Hauptweg und Nebenwege, Öl auf Leinwand, 83,7 × 67,5 cm, Museum Ludwig, Köln
- 1930: Hat Kopf, Hand, Fuss und Herz, Aquarell und Feder auf Baumwolle auf Karton, 40,8 × 28,2 cm, Kunstsammlung Nordrhein-Westfalen, Düsseldorf
- 1930: Bewachte Tiere, Kleisterfarbe auf Papier, auf Karton, 46 × 60 cm, WVZ 5176
- 1932: Ad Parnassum, Öl und Kasein auf Leinwand, 100 × 126 cm, Kunstmuseum Bern, Bern
- 1932: Ein Fetzen Gemeinschaft, 26,5 × 40,0 cm, Privatbesitz Abb.
- 1933: von der Liste gestrichen, Ölfarbe auf Papier, 31,5 × 24 cm, Paul Klee Zentrum, Bern Abb.
- 1934; The One Who Understands, Öl und Gips auf Leinwand, 54 × 40,6 cm, Metropolitan Museum of Art, New York
- 1936: Das Tor zur Tiefe, Feder und Aquarell, gefirnisst, auf Baumwolle auf Karton, 24 × 79 cm, Privatbesitz, Schweiz
- 1937: Revolution des Viadukts, Öl auf Baumwolle auf Keilrahmen, 60 × 50 cm, Kunsthalle Hamburg
- 1938: Insula dulcamara, Öl- und Kleisterfarbe auf Zeitungspapier auf Jute auf Keilrahmen, 88 × 176 cm, Zentrum Paul Klee, Bern
- 1938: Heroische Rosen, Kunstsammlung Nordrhein-Westfalen Düsseldorf
- 1939: O! die Gerüchte! Tempera und Öl auf Jute, 75,5 × 55 cm, Fondation Beyeler, Riehen bei Basel
- 1939: Engel, noch tastend, Aquarell auf Papier, 29,4 × 20,8 cm, Zentrum Paul Klee, Bern
- 1939/40 Ohne Titel (Letztes Stillleben), 100 × 80,5 cm, Zentrum Paul Klee, Bern

## Filmografie
- Die Legende vom Nil – Paul Klee in Ägypten. Film von Rüdiger Sünner (1991), DVD, Absolut Medien, 2009.[140]
- Paul Klee – Die blaue Glut. Dokumentation, 45 Min. Film von Birgitta Ashoff, Produktion: BR-alpha, Erstsendung: 11. April 2004, mit Renzo Piano (Architekt des Paul-Klee-Zentrums in Bern), Pierre Boulez, Heinz Berggruen und Ernst Beyeler.
- Paul Klee. Die Stille des Engels. Dokumentarfilm, Frankreich 2005, 52 Min. Film von Michael Gaumnitz, Erstsendung: 17. Juni 2005.[141]
- Die Tunisreise. Auf den Spuren von Paul Klee. Dokumentation, 76 Min. Film von Bruno Moll, Schweiz 2007.[142]
- Paul Klee: Im Licht von Kairouan. Eine Zeitreise in Bildern 1900–1920. Filmessay von Bernt Engelmann und Gisela Wunderlich, 90 Min., München 2014.[143]

## Schriften
nach Erscheinungsjahr geordnet 

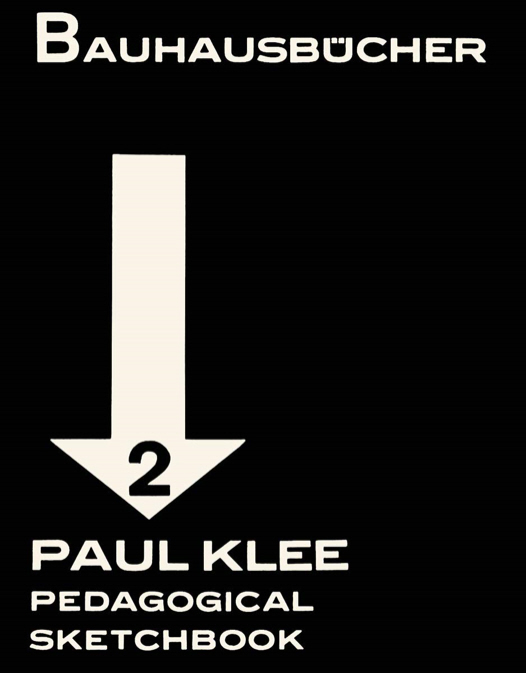
Titel zu Pedagogical Sketchbook, englische Ausgabe vom Pädagogischen Skizzenbuch, 1925

- Schöpferische Konfession. In: Tribüne der Kunst und der Zeit. Eine Schriftensammlung. Hrsg. von Kasimir Edschmid. Reiß, Berlin 1920. WikiMedia Commons (PDF)
- Paul Klee: Die Farbe als Wissenschaft. In: Das Werk. Mitteilungen des Deutschen Werkbundes. Band 1, Berlin/München 1920, Farben-Sonderheft, S. 8.
- Wege des Naturstudiums. In: Staatliches Bauhaus 1919–1923. Bauhaus Verlag, Weimar 1923, S. 24–25.[144]
- Exakte Versuche im Bereich der Kunst. In: Bauhaus Zeitschrift für Gestaltung 1. 1928[145]
- Über die moderne Kunst. Vortrag zur Ausstellung im Kunstverein Jena 1924, erstmals veröffentlicht im Verlag Benteli, Bern-Bümpliz 1945; Palm & Enke, Erlangen 1995, ISBN 3-7896-0550-6, zudem in Spiller I, S. 81 ff.
- Pädagogisches Skizzenbuch. Erstausgabe als Bauhausbuch 2 im Jahr 1925, Neuausgabe Gebr. Mann, Berlin 2003, ISBN 3-7861-1458-7.
- Das bildnerische Denken. Hrsg. u. bearb. von Jürg Spiller, Schwabe, Basel/Stuttgart 1956 (Form- und Gestaltungslehre, Bd. 1).
- Unendliche Naturgeschichte. Hrsg. u. bearb. von Jürg Spiller. Schwabe, Basel/Stuttgart 1971 (Form- und Gestaltungslehre, Bd. 2).
- Schriften, Rezensionen und Aufsätze. Hrsg. von Christian Geelhaar. Köln, 1976.
- Beiträge zur bildnerischen Formlehre. Faksimile-Ausgabe. Basel/Stuttgart, 1979.
- Gedichte. Hrsg. von Felix Klee. Arche, Zürich 2005 (2. Aufl.), ISBN 3-7160-1650-0.

Tagebücher und Briefe
 nach Erscheinungsjahr geordnet 
- Tagebücher von Paul Klee 1898–1918. Hrsg. von Felix Klee. DuMont, Köln 1957, 1979.
- Paul Klee Tagebücher 1898–1918. Textkritische Neuedition, hrsg. Paul-Klee-Stiftung, Bearb. Wolfgang Kersten. Stuttgart 1988.
- Paul Klee Tagebücher 1898–1918. Hrsg. von Felix Klee. Dumont Buchverlag, Köln 2006, ISBN 3-8321-7705-1.
- Tagebücher 1898–1918 und Texte. Neuausgabe, hrsg. von Felix Klee und Alexander Klee. Dumont Literatur und Kunst Verlag, 2007, ISBN 978-3-8321-7775-1.
- „In inniger Freundschaft“: Alexej Jawlensky, Paul und Lily Klee, Marianne Werefkin; der Briefwechsel. Hrsg. vom Zentrum Paul Klee, Bern, und von Stefan Frey. Zürich 2013, ISBN 978-3-909252-14-5.

## Briefmarken

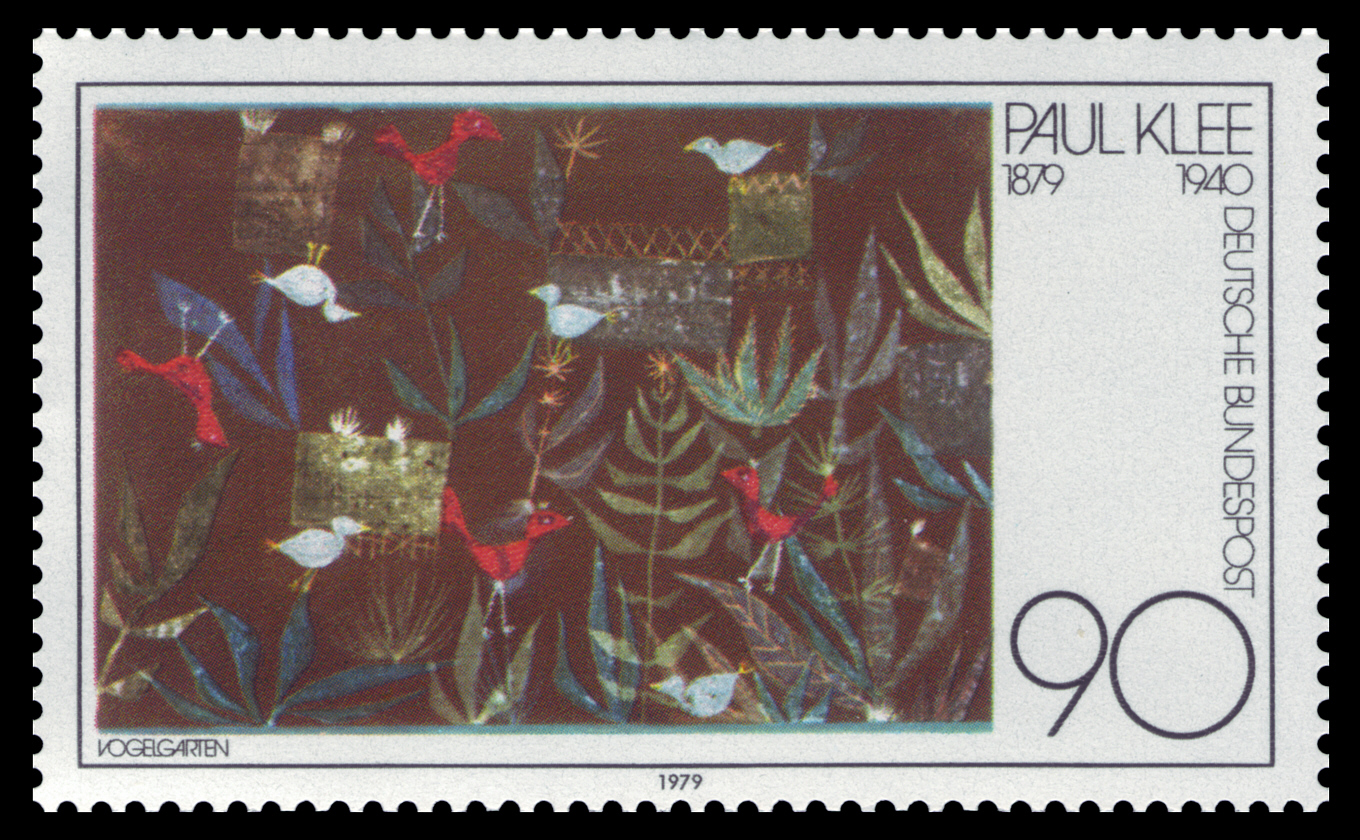
Briefmarke 1979: Paul Klees Vogelgarten

- Am 14. November 1979 zum 100. Geburtstag gab die Deutsche Bundespost ein Sonderpostwertzeichen zum Nennwert von 90 Pfennig heraus, das Klees Aquarell Vogelgarten (1924) zeigt. Der Entwurf stammt von H.P. Schall.
- Am 3. Dezember 2015 zum 75. Todesjahr gab die Deutsche Post AG ein Sonderpostwertzeichen zum Nennwert von 240 Eurocent heraus, das Klees Gemälde Himmelsblüten über dem gelben Haus (1917) zeigt. Der Entwurf stammt von Sibylle Haase und Fritz Haase.[146]